# Liste von Luftfahrtmuseen
Die Liste der Luftfahrtmuseen gibt eine unvollständige Übersicht über die Luftfahrtmuseen weltweit (einschließlich Museen einiger Luftstreitkräfte).

## Europa

### Deutschland
| Baden-Württemberg                          |                                                                |     | |
| Friedrichshafen                            | Dornier Museum                                                 | 20  | dorniermuseum.de Geschichte und Technik der Flugzeuge von Claude Dornier                                                                                                   |
| Friedrichshafen                            | Zeppelin Museum                                                | -   | zeppelin-museum.de Geschichte und Technik der Zeppelin-Luftschifffahrt |
| Marxzell                                   | Fahrzeugmuseum Marxzell                                        | 2   | fahrzeugmuseum-marxzell.de |
| Meersburg                                  | Zeppelin-Museum Meersburg                                      | -   | zeppelin-museum.com |
| Neresheim                                  | Luftraum Süd                                                   | 18  | luftraum-sued.de |
| Niederstetten                              | Albert Sammt Zeppelin Museum                                   | -   | aviationmuseum.eu |
| Seifertshofen                              | Schwäbisches Bauern- und Technikmuseum/Museum Kiemele          | 19  | museum-kiemele.de |
| Sinsheim                                   | Auto- und Technikmuseum Sinsheim                               | 60  | museum-sinsheim.de Automobile, Luftfahrt |
| Söllingen, Flughafen Karlsruhe/Baden-Baden | Baden-Airpark, Deutsch-Kanadisches Luftwaffenmuseum            | 6   | airforcemuseumsoellingen.de |
| Stetten am kalten Markt                    | Militärgeschichtliche Sammlung des Standortes Stetten a. k. M. | 1   | bundeswehr.de |
| Stuttgart, Flughafen Stuttgart             | Albatros-Flugmuseum                                            | 7   | flickr.com geschlossen |
| Villingen-Schwenningen                     | Internationales Luftfahrtmuseum Schwenningen am Neckar         | 45  | sfg-schwenningen.de |
| Bayern                                     |                                                                |     | |
| Bad Wörishofen                             | Fliegermuseum Bad Wörishofen                                   | 3   | fliegermuseum-badwoerishofen.com Luftfahrt, Geschichte der Fliegerei in Bad Wörishofen                                                                                     |
| Betzenstein                                | Franks fahrendes Militärmuseum                                 | 2   | fahrendes-militaermuseum.de |
| Fichtelberg                                | Deutsches Fahrzeugmuseum Fichtelberg                           | 10  | amf-museum.de |
| Gersthofen                                 | Ballonmuseum Gersthofen                                        | -   | ballonmuseum-gersthofen.de |
| Lagerlechfeld                              | Militärgeschichtliche Sammlung Lechfeld                        | 4   | mgs-lechfeld.de |
| Leipheim                                   | Fliegerhorstmuseum Leipheim                                    | 7   | fliegerhorstmuseum-leipheim.de |
| Leutershausen                              | Gustav Weisskopf Museum Pioniere der Lüfte                     | 1   | pionierederluefte.de |
| Manching                                   | Flugmuseum Messerschmitt                                       | 10  | flugmuseum-messerschmitt.de |
| Marktbergel                                | Muna-Museum                                                    | 2   | muna-museum.de |
| Mödlareuth                                 | Deutsch-Deutsches Museum Mödlareuth                            | 1   | moedlareuth.de |
| München                                    | Besucherpark des Flughafens München                            | 4   | munich-airport.de |
| München                                    | Deutsches Museum                                               | 40+ | deutsches-museum.de |
| Neuburg                                    | Neuburg Air Base Museum                                        | 6+  | aviationmuseum.eu |
| Niederalteich                              | Gerhard Neumann Museum                                         | 8   | f-104.de |
| Oberschleißheim                            | Flugwerft Schleißheim                                          | 40+ | deutsches-museum.de Außenstelle des Deutschen Museums |
| Stammheim am Main                          | Museum Stammheim, Museum für Militaer- und Zeitgeschichte      | 3   | museum-stammheim.de |
| Uffenheim                                  | Museum Zivil- und Wehrtechnik                                  | 1   | zivilundwehrtechnik.de |
| Berlin                                     |                                                                |     | |
| Berlin                                     | AlliiertenMuseum                                               | 1   | alliiertenmuseum.de |
| Berlin                                     | Alliierte in Berlin-Museum                                     | 3   | alliierteinberlin.de |
| Berlin                                     | Feuerwehrmuseum Berlin                                         | 1   | feuerwehrmuseum-berlin.de |
| Berlin                                     | Flughafen Berlin-Tempelhof                                     | 3   | thf-berlin.de |
| Berlin                                     | Deutsches Technikmuseum Berlin                                 | 40  | sdtb.de |
| Berlin-Gatow                               | Militärhistorisches Museum Flugplatz Berlin-Gatow              | 140 | mhm-gatow.de (Außenstelle des Militärhistorischen Museums der Bundeswehr)                                                                                                  |
| Brandenburg                                |                                                                |     | |
| Borkheide                                  | Hans-Grade-Museum                                              | 3   | Grade-Museum.de |
| Cottbus                                    | Flugplatzmuseum Cottbus                                        | 35+ | flugplatzmuseumcottbus.de |
| Finowfurt                                  | Luftfahrtmuseum Finowfurt                                      | 25+ | luftfahrtmuseum-finowfurt.de |
| Gollenberg                                 | Otto Lilienthal Verein Stoelln e. V.                           | 1   | otto-lilienthal.de |
| Zehdenick                                  | Airpark Zehdenick                                              | 30+ | aviationmuseum.eu |
| Bremen                                     |                                                                |     | |
| Bremen                                     | Bremenhalle                                                    | 3   | bremen-airport.com |
| Hessen                                     |                                                                |     | |
| Bad Sooden-Allendorf                       | Grenzmuseum Schifflersgrund                                    | 8   | grenzmuseum.de |
| Darmstadt                                  | August-Euler-Museum                                            | 4+  | august-euler-museum.de |
| Gersfeld (Rhön)                            | Deutsches Segelflugmuseum mit Modellflug                       | 50+ | segelflugmuseum.de |
| Neu-Isenburg                               | Zeppelin-Museum Zeppelinheim                                   | -   | zeppelin-museum-zeppelinheim.de |
| Oberursel                                  | Motorenfabrik Oberursel Museum/Rolls-Royce Deutschland         | 2   | gkmo.net |
| Rasdorf                                    | US-Camp Point Alpha-Grenzmuseum Point Alpha                    | 2   | pointalpha.com |
| Willingen                                  | Curioseum                                                      | 5   | curioseum-willingen.de |
| Mecklenburg-Vorpommern                     |                                                                |     | |
| Anklam                                     | Otto-Lilienthal-Museum                                         | 6   | lilienthal-museum.de |
| Grimmen                                    | Technikpark                                                    | 6   | technikpark-mv.de |
| Heringsdorf/Zirchow                        | Flughafen Heringsdorf – Air Fighter Academy – Hangar 10        | 18  | hangar10.de |
| Neuenkirchen                               | Interessenverein Luftfahrt Neuenkirchen                        | 20+ | ivln.de |
| Peenemünde                                 | Historisch-Technisches Museum Peenemünde                       | 8+  | peenemuende.de |
| Prora                                      | Oldtimer Museum Rügen                                          | 3   | etm-ruegen.de |
| Rechlin                                    | Luftfahrttechnisches Museum Rechlin                            | 30+ | luftfahrttechnisches-museum-rechlin.de |
| Rechlin                                    | Rechlin-Lärz Luftfahrtmuseum                                   | 7   | aviationmuseum.eu |
| Ribnitz-Damgarten                          | Technik-Museum Pütnitz                                         | 5   | technikmuseum-puetnitz.de |
| Wismar                                     | phanTECHNIKUM                                                  | 3+  | phantechnikum.de |
| Niedersachsen                              |                                                                |     | |
| Bückeburg                                  | Hubschraubermuseum Bückeburg                                   | 50  | hubschraubermuseum.de |
| Ahlhorn                                    | Traditionsgemeinschaft Fliegerhorst Ahlhorn                    | 2   | fliegerhorstahlhorn.de |
| Hannover-Laatzen                           | Luftfahrt-Museum Laatzen-Hannover                              | 35  | ca. 4000 Exponate, luftfahrtmuseum-hannover.de |
| Nordholz                                   | Aeronauticum                                                   | 20+ | aeronauticum.de, Luftfahrzeuge der See- und Marineflieger inklusive der DDR                                                                                                |
| Oldenburg                                  | Traditionsgemeinschaft JaBoG 43                                | 3   | fliegerhorst-oldenburg.de |
| Wilhelmshaven                              | Deutsches Marinemuseum                                         | 1   | marinemuseum.de |
| Wittmund                                   | Robert von Zeppelin- und Fliegermuseum                         | -   | zeppelin-und-fliegermuseum.de |
| Wunstorf                                   | Traditionsgemeinschaft Lufttransport Wunstorf                  | 8   | ig-ju52.de |
| Nordrhein-Westfalen                        |                                                                |     | |
| Büren, Flughafen Paderborn-Lippstadt       | Quax – Verein zur Förderung von historischem Fluggerät         | 22  | quax-flieger.de |
| Essen                                      | Red Dot Design Museum                                          | 2   | red-dot-design-museum.de |
| Gütersloh                                  | Flugplatzmuseum Gütersloh                                      | 5   | flugplatzmuseum-guetersloh.de |
| Weeze, Flughafen Niederrhein               | Royal Air Force Museum Laarbruch-Weeze                         | 5   | Laarbruch Museum |
| Werdohl                                    | Sammlung Luftfahrt.Industrie.Westfalen                         | -   | museum-digital.de Sammlungsschwerpunkt Aluminiumindustrie und Entwicklung der frühen (Zeppelin-)Luftschifffahrt ausgehend vom Städtedreieck Altena - Lüdenscheid - Werdohl |
| Rheinland-Pfalz                            |                                                                |     | |
| Hermeskeil                                 | Flugausstellung Hermeskeil                                     | 100 | Flugzeuge, Zivil- und Militärmaschinen flugausstellung.de |
| Koblenz                                    | Wehrtechnische Studiensammlung Koblenz                         | 10  | Militär- und Experimentalmaschinen vffwts.de |
| Speyer                                     | Technik-Museum Speyer                                          | 70  | museumspeyer.de |
| Sachsen                                    |                                                                |     | |
| Dresden                                    | Verkehrsmuseum Dresden                                         | 3   | verkehrsmuseum-dresden.de |
| Dresden                                    | Militärhistorisches Museum der Bundeswehr                      | 14  | militaerhistorisches-museum.bundeswehr.de |
| Großenhain                                 | Fliegendes Museum – Historische Flugzeuge Josef Koch           | 19+ | fliegendes-museum.de |
| Leipzig, Flughafen Leipzig/Halle           | Aero Park Leipzig                                              | 5   | aviationmuseum.eu dürfte geschlossen sein |
| Rothenburg/Oberlausitz                     | Luftfahrttechnischer Museumsverein Rothenburg e.V              | 26  | luftfahrtmuseum-rothenburg.de |
| Sachsen-Anhalt                             |                                                                |     | |
| Benneckenstein                             | Ostdeutsches Fahrzeug und Technikmuseum                        | 1   | mts-oldtimermuseum.de |
| Dessau-Roßlau                              | Technikmuseum Hugo Junkers                                     | 11  | technikmuseum-dessau.de |
| Wernigerode                                | Luftfahrtmuseum Wernigerode                                    | 55  | luftfahrtmuseum-wernigerode.de |
| Thüringen                                  |                                                                |     | |
| Altenburg-Nobitz                           | Flugwelt Altenburg-Nobitz                                      | 15+ | flugwelt-altenburg-nobitz.de |
| Teistungen                                 | Grenzlandmuseum Eichsfeld                                      | 1   | grenzlandmuseum.de |

### Österreich
| Region           | Ort             | Name des Museums (englisch/Landessprache)              | Anzahl der Exponate | Bemerkungen / Quelle                 |
| ---------------- | --------------- | ------------------------------------------------------ | ------------------- | ------------------------------------ |
| Niederösterreich | Wiener Neustadt | Flugmuseum Aviaticum                                   | 28                  | aviaticum.at                         |
| Niederösterreich | Bad Vöslau      | Austrian Aviation Museum                               | 14                  | austrian-aviation-museum.com         |
| Oberösterreich   | Bad Ischl       | Museum Fahrzeug - Technik - Luftfahrt                  | 23                  | fahrzeugmuseum.at, aviationmuseum.eu |
| Salzburg         | Koppl           | Manro-Classic                                          | 3                   | manro-classic.at                     |
| Salzburg         | Mattsee         | fahr(T)raum Mattsee - Ferdinand Porsche Erlebniswelten | 2                   | fahrtraum.at                         |
| Salzburg         | Salzburg        | Flying Bulls / Hangar 7                                | 22                  | flyingbulls.at                       |
| Steiermark       | Feldbach        | Nostalgiewelt Posch                                    | 1+                  | nostalgiewelt-posch.at               |
| Steiermark       | Graz-Thalerhof  | Österreichisches Luftfahrtmuseum                       | 43                  | luftfahrtmuseum.at                   |
| Steiermark       | Zeltweg         | Militärluftfahrtmuseum Zeltweg                         | 32+                 | hgm.at                               |
| Vorarlberg       | Frastanz        | Vorarlberger Museumswelt                               | 1                   | museumswelt.com                      |
| Wien             | Wien            | Heeresgeschichtliches Museum                           | 4                   | hgm.at                               |
| Wien             | Wien            | Technisches Museum                                     | 6                   | tmw.at                               |

### Schweiz
| Region                        | Ort              | Name des Museums (englisch/Landessprache)                                                     | Anzahl der Exponate | Bemerkungen / Quelle        |
| ----------------------------- | ---------------- | --------------------------------------------------------------------------------------------- | ------------------- | --------------------------- |
| Kanton Aargau                 | Full-Reuenthal   | Schweizerisches Militärmuseum Full                                                            | 4+                  | militaer-museum.ch          |
| Kanton Aargau                 | Lenzburg-Wildegg | Militär Museum Wildegg                                                                        | 5                   | militaermuseumwildegg.ch    |
| Kanton Appenzell Ausserrhoden | Teufen           | Bücker Museum                                                                                 | 14                  | bucker-museum.ch            |
| Kanton Basel-Landschaft       | Langenbruck      | Privatmuseum Schweizer Armee 150 Jahre                                                        | 1                   | aviationmuseum.eu           |
| Kanton Bern                   | Bleienbach       | Flieger Museum Oberaargau                                                                     | 11                  | fliegermuseum-oberaargau.ch |
| Kanton Bern                   | Meiringen        | Militärflugplatz Meiringen Base Museum                                                        | 3+                  | vtg.admin.ch                |
| Kanton Luzern                 | Luzern           | Verkehrshaus Luzern                                                                           | 31                  | verkehrshaus.ch             |
| Kanton St. Gallen             | Altenrhein       | Fliegermuseum Altenrhein                                                                      | 6                   | fliegermuseum.ch            |
| Kanton St. Gallen             | Altenrhein       | Fliegermuseum Fahrzeugmuseum Altenrhein (früher statischer Teil des Fliegermuseum Altenrhein) | 30                  | ffa-museum.ch               |
| Kanton Waadt                  | Payerne          | Musée de l’aviation militaire de Payerne                                                      | 12                  | clindailes.ch               |
| Kanton Zürich                 | Bäretswil        | Fahrzeug-Museum Bäretswil                                                                     | 3                   | fahrzeug-museum.ch          |
| Kanton Zürich                 | Dübendorf        | Flieger-Flab-Museum                                                                           | 60+                 | airforcecenter.ch           |

### Albanien
| Ort     | Name des Museums (englisch/Landessprache)         | Anzahl der Exponate | Bemerkungen / Quelle |
| ------- | ------------------------------------------------- | ------------------- | -------------------- |
| Dobresh | Muzeu i Historisë së Forcave të Armatosura        | 6                   | aviationmuseum.eu    |
| Tirana  | Armed Forces Museum/Muzeu i Forcave të Armatosura | 5                   | aviationmuseum.eu    |

### Belarus
| Ort      | Name des Museums (englisch/Landessprache)  | Anzahl der Exponate | Bemerkungen / Quelle    |
| -------- | ------------------------------------------ | ------------------- | ----------------------- |
| Homel    | Gomel Regional Museum of Military Glory    | 4                   | aviationmuseum.eu       |
| Minsk    | Belarusian Great Patriotic War Museum      | 2                   | warmuseum.by            |
| Minsk    | Belarus Aerospace Museum                   | 37                  | aircraft-museum.ucoz.ru |
| Minsk    | Central Air Club DOSAAF                    | 23+                 | aeroclub-minsk.by       |
| Saslauje | Liniya Stalina Museum / Stalin Line Museum | 8                   | stalin-line.museum.by   |

### Belgien
| Ort           | Name des Museums (englisch/Landessprache)        | Anzahl der Exponate | Bemerkungen / Quelle       |
| ------------- | ------------------------------------------------ | ------------------- | -------------------------- |
| Antwerpen     | Stampe & Vertongen Museum                        | 20+                 | stampe.be                  |
| Bastogne      | Bastogne War Museum                              | 1                   | bastognewarmuseum.be       |
| Beauvechain   | First Wing Historical Centre                     | 14                  | 1winghistoricalcentre.be   |
| Brasschaat    | Brasschaet – Polygone / Gunfire Artilleriemuseum | 1                   | het-kamp-van-brasschaat.be |
| Brüssel       | Koninklijk Leger Museum / Musée Royal de l’Armée | 90+                 | klm-mra.be                 |
| Florennes     | Musée Spitfire / Spitfire Museum                 | 8                   | museespitfire-florennes.be |
| Knokke-Heist  | For Freedom Museum                               | 1+                  | forfreedommuseum.be        |
| Kortrijk      | Flying Legends Collection                        | 9                   | aviationmuseum.eu          |
| Lanaken       | Privé Militair en Communicatie Museum            | 2+                  | mil-com.be                 |
| Melsbroek     | VZW DAKOTA, Documentation Center of 15 WING      | 5                   | dakota15wing.be            |
| Kleine Brogel | KB Air Museum, The Story of the 10th wing        | 5                   | kbam.be                    |
| Kleine Brogel | Tiger Air Force Museum                           | 3                   | aviationmuseum.eu          |
| Reninge       | Automuseum Old Timer Bossaert                    | 1                   | oldtimermuseum.be          |

### Bulgarien
| Ort            | Name des Museums (englisch/Landessprache)                  | Anzahl der Exponate | Bemerkungen / Quelle  |
| -------------- | ---------------------------------------------------------- | ------------------- | --------------------- |
| Burgas         | Aviation Expo                                              | 13                  | aviationmuseum.eu     |
| Graf Ignatievo | Graf Ignatievo Luftwaffenbasis Museum                      | –                   | grafportal.org        |
| Plowdiw        | Bulgarisches Luftfahrtmuseum                               | 65                  | airmuseum-bg.com      |
| Sofia          | Nationalen Istoricheski Muzei / National Historical Museum | 4                   | historymuseum.org     |
| Sofia          | Voenno Istoricheski Muzei / Military Historical Museum     | 17                  | militarymuseum.bg     |
| Warna          | Voenno Morski Musei/Maritime Museum                        | 2                   | museummaritime-bg.com |

### Dänemark
| Ort                            | Name des Museums (englisch/Landessprache)                           | Anzahl der Exponate | Bemerkungen / Quelle                 |
| ------------------------------ | ------------------------------------------------------------------- | ------------------- | ------------------------------------ |
| Bornholm, Allinge              | Bornholms Tekniske Samling                                          | 1                   | bornteksamling.dk                    |
| Bornholm, Nexø                 | Bornholmertårnet                                                    | 1                   | bornholm.info                        |
| Hauptstadtregion, Helsingør    | Denmarks Museum of Technology / Danmarks Tekniske Museum            | >30                 | tekniskmuseum.dk -alle Verkehrsarten |
| Region Mitteljütland, Karup    | Flyvestation Karup’s Historiske Forening Museet / Karup Base Museum | 8                   | flyhis.dk                            |
| Region Mitteljütland, Skjern   | Dansk Veteranflysamling, Flugzeuge Skandinaviens                    | 68                  | flymuseum.dk                         |
| Region Nordjütland, Aalborg    | Defence and Garrison Museum / Forsvars- og Garnisonsmuseum          | >8                  | forsvarsmuseum.dk                    |
| Region Nordjütland, Aalborg    | Marinemuseum                                                        | 1                   | springeren-maritimt.dk               |
| Region Nordjütland, Hjallerup  | Hjallerup Mekaniske Museum                                          | 3                   | hjallerup-museum.dk                  |
| Region Sjælland, Slagelse      | Panzermuseum East                                                   | 2                   | aviationmuseum.eu                    |
| Region Süddänemark, Bagenkop   | Koldkrigsmuseum Langelandsfort                                      | 3                   | langelandsfortet.dk                  |
| Region Süddänemark, Kvaerndrup | Egeskov Veteran Car museum                                          | >9                  | egeskov.dk aviationmuseum.eu         |
| Region Süddänemark, Tønder     | Zeppelin und Garnisons Museum                                       | -                   | zeppelin-museum.dk                   |

### Estland
| Ort      | Name des Museums (englisch/Landessprache) | Anzahl der Exponate | Bemerkungen / Quelle |
| -------- | ----------------------------------------- | ------------------- | -------------------- |
| Tallinn  | Tallinner Seeflugzeughafen                | 1+                  | lennusadam.eu        |
| Tartumaa | Estnisches Luftfahrtmuseum                | 24                  | lennundusmuuseum.ee  |

### Finnland
| Ort          | Name des Museums (englisch/Landessprache)                                                  | Anzahl der Exponate | Bemerkungen / Quelle                                 |
| ------------ | ------------------------------------------------------------------------------------------ | ------------------- | ---------------------------------------------------- |
| Asikkala     | Päijät-Hämeen Ilmailumuseo / Finnish Aviation Museum Society Storage Hangar                | 15+                 | lahdenilmasilta.fi                                   |
| Ingå         | Museo Torpin Tykit / The Canons at Torp Museum                                             | 1                   | torpintykit.fi                                       |
| Jämijärvi    | Flugplatzmuseum                                                                            | 1+                  | de.foursquare.com                                    |
| Kuorevesi    | Hallinportin Ilmailumuseo / Hallinportti Aviation Museum / Luftfahrtmuseum Flugplatz Halli | 8+                  | lentotekniikankilta.fi, Hallinportti aviation museum |
| Kotka        | Karhulan ilmailukerhon lentomuseo / Flying Museum of Karhula Flying Club                   | 20                  | karhulanilmailukerho.fi                              |
| Lappeenranta | Karjalan Ilmailumuseo / Karelia Aviation Museum                                            | 10                  | karjalanilmailumuseo.fi                              |
| Tampere      | Vapriikki Museum                                                                           | 2                   | tampere.fi                                           |
| Tikkakoski   | Suomen Ilmavoimamuseo / Finnisches Luftwaffenmuseum                                        | 40                  | ilmavoimamuseo.fi                                    |
| Tuusula      | Ilmatorjuntamuseo / Anti-Aircraft Museum                                                   | 3                   | aviationmuseum.eu                                    |
| Utti         | Pagoda                                                                                     | 2                   | aviationmuseum.eu                                    |
| Uusikaupunki | Uudenkaupungin automuseo / Uusikaupunki Automuseum                                         | 1                   | visituusikaupunki.fi                                 |
| Vantaa       | Suomen Ilmailumuseo / Finnisches Luftfahrtmuseum                                           | 80+                 | ilmailumuseo.fi                                      |

### Frankreich
| Ort                     | Name des Museums (englisch/Landessprache)                                             | Anzahl der Exponate | Bemerkungen / Quelle                      |
| ----------------------- | ------------------------------------------------------------------------------------- | ------------------- | ----------------------------------------- |
| Albert                  | Musée de l'Epopée et de l'Industrie Aéronautique                                      | >50                 | musee-eia.com                             |
| Angers                  | Musée régional de l’air d’Angers-Marcé                                                | 50+                 | musee-aviation-angers.fr                  |
| Athis-Mons              | Musée Delta Athis Paray Aviation (Flughafen Paris-Orly)                               | 4                   | museedelta.wixsite.com                    |
| Avord                   | Pôle Aéronautique d' Avord                                                            | 4                   | poleaeronautiqueavord.fr                  |
| Azay-le-Rideau          | Musée Maurice-Dufresne                                                                | 1+                  | musee-dufresne.com                        |
| Bagnères-de-Luchon      | Musée Aéronautique Léon Elissalde                                                     | -                   | familiscope.fr                            |
| Belfort                 | Fort de l'OTAN (Fort Lefebvre)                                                        | 2                   | aviationmuseum.eu                         |
| Bétheny                 | Musee de l' Aeronautique Locale                                                       | 1                   | aviationmuseum.eu                         |
| Biscarrosse             | Musee Historique de l’Hydraviation / Seaplanes & Flyingboats at The Biscarosse museum | 4                   | hydravions-biscarrosse.com                |
| Bordeaux-Mérignac       | C.A.E.A – Conservatoire l’Air et l’Espace d'Aquitaine                                 | 55+                 | facebook.com, caea.fr                     |
| Caen                    | D-Day Wings Museum                                                                    | 7                   | ddaywingsmuseum.com                       |
| Caen                    | Le Memorial de Caen Museum                                                            | 2                   | memorial-caen.fr                          |
| Châteaudun              | CANOPEE – Conservatoire d’Aeronefs non Operationnels Preserves et Exposes             | 44                  | canopeechateaudun.fr                      |
| Catz                    | Normandy Tank Museum                                                                  | 2                   | normandy-tank-museum.fr geschlossen!      |
| Colleville-sur-Mer      | Overlord Museum                                                                       | 1                   | overlordmuseum.com                        |
| Corbas                  | EALC – Espaces Aero Lyon Corbas                                                       | 40                  | ealc.fr                                   |
| Dax                     | Musée de l’Aviation légère de l’armée de terre et de l’hélicoptère                    | 30+                 | museehelico-alat.com                      |
| Douzy                   | Musée des débuts de l’Aviation Musée des débuts de l’Aviation                         | 1                   | musee-sommer.fr                           |
| Duclair                 | Mémorial de Coudehard – Montormel (Musée Aut 1944)                                    | 1                   | memorial-montormel.org                    |
| Figeac                  | Musée Paulin Ratier                                                                   | -                   | ratier.org                                |
| Fleury-devant-Douaumont | Mémorial de Verdun                                                                    | 2                   | memorialdeverdun.fr                       |
| Gex                     | Musée Départemental Sapeurs-Pompiers                                                  | 1                   | aviationmuseum.eu                         |
| Hatten                  | Musée de l’Abri de Hatten / Ligne Maginot Museum                                      | 3                   | abrihatten.fr                             |
| La Baule-Escoublac      | Musée Aéronautique Presqu’Île Côte d’Amour                                            | 12                  | mapica.org                                |
| Le Bourget              | Musée de l’air et de l’espace (Flughafen Le Bourget)                                  | >150                | museeairespace.fr                         |
| La Ferté-Alais          | Amicale Jean-Baptiste Salis                                                           | 50+                 | musee-volant-salis.fr                     |
| La Ferté-Alais          | Mémorial Flight                                                                       | 11                  | memorial-flight.com                       |
| La Wantzenau            | MM Park                                                                               | 1+                  | mmpark.fr                                 |
| Le Versoud              | CELAG – Centre d’Etudes et de Loisirs Aerospatiaux de Grenoble                        | 14                  | celag.free.fr                             |
| Les Lucs-sur-Boulogne   | Historial de la Vendée                                                                | 1                   | aviationmuseum.eu                         |
| Limoges                 | Musée de la Résistance                                                                | 1                   | resistance-massif-central.fr              |
| Meaux                   | Musee de la Grande Guerre de Meaux                                                    | 1                   | museedelagrandeguerre.eu                  |
| Merville-Franceville    | Musee de la Batterie de Merville                                                      | 1                   | batterie-merville.com                     |
| Mont-de-Marsan          | Base Museum Base Aérienne 118                                                         | 9+                  | free.fr                                   |
| Montebourg              | Hangar à dirigeables d’Ecausseville                                                   | –                   | aerobase.fr                               |
| Montélimar              | Musée Européen de l’Aviation de Chasse                                                | 75                  | meacmtl.com                               |
| Monterblanc             | Musée Aéronautique de Vannes Agglomération                                            | 3+                  | morbihan-aero-musee.com                   |
| Montereau-sur-le-Jard   | Musee de l’Aviation de Melun Villaroche                                               | 33                  | mamv.fr                                   |
| Mougins                 | Musee de l’Automobiliste                                                              | 1                   | aviationmuseum.eu unklar ob noch geöffnet |
| Orange                  | Musée Aéronautique d' Orange – Les Amis de la 5eme Escader de Chasse                  | 40                  | musee-a5e.com                             |
| Paris                   | Musée des arts et métiers                                                             | 4                   | arts-et-metiers.net                       |
| Pau                     | Musee des Parachutistes                                                               | 2                   | www.aviationmuseum.eu                     |
| Ranville                | Mémorial Pegasus                                                                      | 1                   | musee.memorial-pegasus.com                |
| Réau                    | Musée Safran/Musée Aéronautique et Spatial                                            | 4+                  | museesafran.com                           |
| Rennes                  | Musée aéronautique de Bretagne                                                        | 8                   | aviationmuseum.eu                         |
| Reims                   | Musee de la base aérienne 112 et de l’aeronautique locale                             | 2                   | aviationmuseum.eu                         |
| Rochefort               | Musee de Tradition de l’Aeronautique Navale                                           | 35                  | anaman.fr                                 |
| Saint-Côme-du-Mont      | Centre Historique des Parachutistes du Jour-J                                         | 1+                  | paratrooper-museum.org                    |
| Saint-Herblain          | Le Grenier de l’Aviation                                                              | 11+                 | facebook.com, aviationmuseum.eu           |
| Saint-Victoret          | Musee de l’Aviation                                                                   | 16                  | aviationmuseum.eu                         |
| Sainte Marie du Mont    | Musée du Débarquement Utah Beach                                                      | 1                   | utah-beach.com                            |
| Sainte-Mère-Église      | Musee des Troupes Aeroportees                                                         | 2                   | aviationmuseum.eu                         |
| Savigny-lès-Beaune      | Musée Château de Savigny                                                              | 80                  | chateau-savigny.com                       |
| Thonon-les-Bains        | Musee des Ailes Anciennes de Haute-Savoie                                             | 3                   | ailesahs.com                              |
| Thiepval                | Historial de la Grande Guerre – Musée de Thiepval                                     | 1                   | historial.fr                              |
| Touchay                 | Musee Aeronautique du Berry                                                           | 8                   | free.fr                                   |
| Toulouse                | Aeroscopia                                                                            | 24                  | musee-aeroscopia.fr                       |
| Toulouse                | Ailes Anciennes Toulouse                                                              | 70+                 | aatlse.org                                |
| Toulouse                | Cité de l’espace                                                                      | –                   | cite-espace.com                           |
| Toulouse                | L’Envol des Pionniers                                                                 | 1                   | lenvol-des-pionniers.com                  |
| Vraux                   | Musée du Terrain d’Aviation de Condé-Vraux 1939–1945                                  | 4                   | amrvraux.com                              |
| Warluis                 | Musée de l’Aviation – Warluis                                                         | 5                   | museedelaviation-warluis.com              |
| Wizernes                | La Coupole Centre d’Histoire                                                          | 2+                  | lacoupole-france.de                       |

### Griechenland
| Ort           | Name des Museums (englisch/Landessprache) | Anzahl der Exponate | Bemerkungen / Quelle |
| ------------- | ----------------------------------------- | ------------------- | -------------------- |
| Athen         | Kriegsmuseum                              | 7                   | warmuseum.gr         |
| Chromonastiri | Crete War Museum                          | 2                   | aviationmuseum.eu    |
| Dekeleia      | Hellenic Air Force Museum                 | 50+                 | haf.gr               |
| Elefsina      | Elefsis Heritage Park                     | 8                   | aviationmuseum.eu    |
| Larisa        | Larisa Base Museum                        | 11                  | aviationmuseum.eu    |
| Tanagra       | Tanagra Base Collection                   | 9                   | aviationmuseum.eu    |
| Thessaloniki  | Thessaloniki War Museum                   | 1                   | warmuseum.gr         |

### Irland
| Ort       | Name des Museums (englisch/Landessprache) | Anzahl der Exponate | Bemerkungen / Quelle       |
| --------- | ----------------------------------------- | ------------------- | -------------------------- |
| Baldonnel | Irish Air Corps Museum                    | 16                  | aviationmuseum.eu          |
| Dromod    | Cavan and Leitrim Railway Museum          | 7+                  | cavanandleitrimrailway.com |
| Dublin    | National Museum of Ireland                | 2                   | museum.ie                  |
| Foynes    | Foynes Flying Boat Museum                 | 1                   | flyingboatmuseum.com       |
| Shannon   | Atlantic AirVenture                       | 11+                 | atlanticairadventures.com  |

### Island
| Ort      | Name des Museums (englisch/Landessprache) | Anzahl der Exponate | Bemerkungen / Quelle |
| -------- | ----------------------------------------- | ------------------- | -------------------- |
| Akureyri | Icelandic Aviation Museum                 | 28                  | flugsafn.is          |

### Italien
| Ort                                 | Name des Museums (englisch/Landessprache)                            | Anzahl der Exponate | Bemerkungen / Quelle                  |
| ----------------------------------- | -------------------------------------------------------------------- | ------------------- | ------------------------------------- |
| Augusta                             | Museo della Piazzaforte                                              | 1                   | augusta-framacamo.net                 |
| Bergamo                             | Museo Storico di Bergamo                                             | 1                   | bergamoestoria.it                     |
| Bologna                             | Museo memoriale della Libertà                                        | 2+                  | museomemoriale.com                    |
| Cameri                              | Museo Aeroportuale Cameri                                            | 19                  | aviationmuseum.eu                     |
| Caorera di Vas                      | Museo del Piave Vincenzo Colognese                                   | 1                   | museodelpiavevincenzocolognese.it     |
| Cascina Costa                       | Museo Agusta                                                         | 4                   | museoagusta.it                        |
| Caselle Torinese                    | Museo dell’Industria Aeronautica Leonardo                            | 6                   | fondazioneleonardo-cdm.com            |
| Castel del Rio                      | Museo della Guerra Linea Gotica Castel del Rio                       | 2                   | museoguerralineagoticacasteldelrio.it |
| Castelletto sopra Ticino            | Museo Gottard Park                                                   | 8                   | aviationmuseum.eu                     |
| Cormano                             | Museo della Comunicazione                                            | 3                   | aviationmuseum.eu                     |
| Due Carrare                         | Castello di San Pelagio, Museo dell’Aria                             | 14                  | castellodisanpelagio.it               |
| Farra d’Isonzo                      | Museo dell’Automobile e della Tecnica                                | 1                   | aviationmuseum.eu                     |
| Fiume Veneto                        | Museo Storico Aeronautico Friuli Venezia Giulia                      | 7                   | aviationmuseum.eu                     |
| Gardone Riviera                     | Vittoriale degli italiani                                            | 1                   | vittoriale.it                         |
| Jesolo                              | Museo Storico Militare „Vidotto“                                     | 2                   | museomilitarevidotto.it               |
| Isernia                             | Contatti Museo Internazionale delle Guerre Mondiali                  | 1                   | migm.it                               |
| Latina                              | Museo Storico Piana delle Orme                                       | 14                  | aviationmuseum.eu                     |
| Lugo                                | Museo Francesco Baracca di Lugo                                      | 2                   | museobaracca.it                       |
| Mailand                             | Museo Nazionale della Scienza e della Tecnologia „Leonardo da Vinci“ | 16                  | museoscienza.org                      |
| Mailand                             | Museo del Novecento                                                  | 3                   | museodelnovecento.org                 |
| Mantua                              | Galleria storica del corpo nazionale dei vigili del fuoco            | 2                   | museovigilidelfuoco.it                |
| Marsala                             | Museo Militaria Marsala                                              | 1                   | aviationmuseum.eu                     |
| Mondragone                          | Ditellandia Air Acqua Park Zoo Safari                                | 20                  | ditellandia.com                       |
| Montagnana                          | Museo Storico Terra Aria Montagnana                                  | 12+                 | avioclubmontagnana.com                |
| Montecchio Maggiore                 | Museuo delle Forze Armate, Armi ed Equipaggiamenti                   | 3                   | museostorico.com                      |
| Nervesa della Battaglia             | Fondazione Jonathan Collection                                       | 11+                 | jonathanaereistorici.it               |
| Pisa                                | Museo Storico delle Aviotruppe                                       | 1                   | esercito.difesa.it                    |
| Pomezia                             | Museo Storico del Servizio Aereo di Pratica di Mare                  | 6                   | ihap.it                               |
| Pontedera                           | Museo Piaggio                                                        | 1                   | museopiaggio.it                       |
| Rimini                              | Parco Tematico & Museo dell’Aviazione                                | 40+                 | museoaviazione.com                    |
| Rom                                 | MAXXI Roma                                                           | 1                   | maxxi.art                             |
| Roma-Cecchignola                    | Museo Storico della Motorizzazione Militare                          | 7                   | esercito.difesa.it                    |
| Roma-Della Vittoria                 | Museo dell'Istituto Storico e di Cultura dell'Arma del Genio         | 1                   | esercito.difesa.it                    |
| Sant’Oreste                         | Bunker Soratte                                                       | 3                   | bunkersoratte.it                      |
| Schilpario                          | Museo Storico Militare                                               | 5                   | aviationmuseum.eu                     |
| Trient                              | Museo dell’aeronautica Gianni Caproni                                | 24                  | museocaproni.it                       |
| Turin                               | Centro Storico Fiat                                                  | 1                   | aviationmuseum.eu                     |
| Varese / Flughafen Mailand-Malpensa | Volandia – Parco e Museo del Volo                                    | 55                  | volandia.it                           |
| Villafranca di Verona               | Museo Nicolis                                                        | 3                   | museonicolis.com                      |
| Vigna di Valle                      | Museo Storico dell' Aeronautica Militare Italiana                    | 70                  | aeronautica.difesa.it                 |
| Viterbo                             | Museale dell’AVES                                                    | 14                  | aviationmuseum.eu                     |

### Kroatien
| Ort      | Name des Museums (englisch/Landessprache) | Anzahl der Exponate | Bemerkungen / Quelle         |
| -------- | ----------------------------------------- | ------------------- | ---------------------------- |
| Karlovac | Muzej Domovinskog rata Karlovac           | 2+                  | www.aviationmuseum.eu        |
| Vrsar    | Aeropark Vrsar                            | 7+                  | aeroparkvrsar.blogspot.co.at |
| Vukovar  | Memorijalni centar Domovinskog Rata       | 3                   | mcdrvu.hr, aviationmuseum.eu |
| Zagreb   | Technical Museum / Tehnicki Muzej         | 11                  | https://tmnt.hr/             |

### Lettland
| Ort     | Name des Museums (englisch/Landessprache) | Anzahl der Exponate | Bemerkungen / Quelle |
| ------- | ----------------------------------------- | ------------------- | -------------------- |
| Jūrmala | Sky Zoo Museum                            | 12                  | jurmalaairport.com   |
| Riga    | Riga Aviation Museum                      | 40                  | aviamuseum.org       |

### Litauen
| Ort       | Name des Museums (englisch/Landessprache)                                             | Anzahl der Exponate | Bemerkungen / Quelle |
| --------- | ------------------------------------------------------------------------------------- | ------------------- | -------------------- |
| Kaunas    | Kauno tvirtovės VI fortas                                                             | 2                   | aviationmuseum.eu    |
| Kaunas    | Lietuvos aviacijos muziejus / Lithuanian Aviation Museum, Litauisches Luftfahrtmuseum | 20                  | lam.lt               |
| Panevėžys | Lėktuvų muziejus / Istra Aviapark                                                     | 6                   | aviapark.lt          |

### Luxemburg
| Ort               | Name des Museums                                      | Anzahl der Exponate | Bemerkungen / Quelle |
| ----------------- | ----------------------------------------------------- | ------------------- | -------------------- |
| Mondorf-les-Bains | Luxemburgisches Luftfahrtmuseum                       | 4+                  | icom-luxembourg.lu   |
| Luxembourg        | Mudam Luxembourg – Musée d’Art Moderne Grand-Duc Jean | 1                   | mudam.com            |

### Malta
| Ort      | Name des Museums (englisch/Landessprache) | Anzahl der Exponate | Bemerkungen / Quelle    |
| -------- | ----------------------------------------- | ------------------- | ----------------------- |
| Ta’ Qali | Malta Aviation Museum                     | 20                  | maltaaviationmuseum.com |
| Valletta | National War Museum                       | 1                   | heritagemalta.org       |

### Moldawien
| Ort      | Name des Museums (englisch/Landessprache) | Anzahl der Exponate | Bemerkungen / Quelle |
| -------- | ----------------------------------------- | ------------------- | -------------------- |
| Chișinău | Muzeul Naţional de Istorie a Moldovei     | 1                   | nationalmuseum.md    |

### Niederlande
| Ort             | Name des Museums (englisch/Landessprache)                                                          | Anzahl der Exponate | Bemerkungen / Quelle                                                             |
| --------------- | -------------------------------------------------------------------------------------------------- | ------------------- | -------------------------------------------------------------------------------- |
| Aalsmeerderbrug | Crash Museum 40 – 45                                                                               | 1                   | crash40-45.nl                                                                    |
| Amsterdam       | Rijksmuseum Amsterdam                                                                              | 1                   | rijksmuseum.nl                                                                   |
| Arnemuiden      | Wings to Victory Airwar Museum                                                                     | 1                   | wingstovictory.nl                                                                |
| Arnemuiden      | Flying Gyrocopter & Old Aircraft Museum                                                            | 9                   | aviationmuseum.eu geschlossen!                                                   |
| Arnhem          | Museum Vliegbasis Deelen                                                                           | 1+                  | aviationmuseum.eu                                                                |
| Baarlo          | PS AERO                                                                                            | 34                  | psaero.com                                                                       |
| Barneveld       | Alouette Museum Barneveld                                                                          | 2                   | aviationmuseum.eu                                                                |
| Best            | Bevrijdende Vleugels / Wings of Liberation Museum Park                                             | 3+                  | wingsofliberation.nl                                                             |
| Bosschenhoofd   | Vliegend Museum Seppe                                                                              | 19                  | vliegendmuseumseppe.nl                                                           |
| De Cocksdorp    | Luchtvaart & Oorlogs Museum Texel                                                                  | 8                   | lomt.nl                                                                          |
| Den Haag        | Louwman Museum                                                                                     | 2+                  | louwmanmuseum.nl                                                                 |
| Den Helder      | Marinemuseum                                                                                       | 1+                  | marinemuseum.nl                                                                  |
| Den Helder      | Traditiekamer Marineluchtvaartdienst                                                               | 5+                  | traditiekamermld.nl                                                              |
| Gilze-Rijen     | Koninklijke Luchtmacht Historische Vlucht                                                          | 25+                 | kluhv.nl                                                                         |
| Gilze-Rijen     | Traditiekamer Vliegbasis Gilze-Rijen                                                               | 1                   | aviationmuseum.eu                                                                |
| Grootegast      | Victory Museum 1940–1945                                                                           | 2                   | aviationmuseum.eu                                                                |
| Hellevoetsluis  | Historyland                                                                                        | 2                   | historyland.nl                                                                   |
| Lelystad        | Aviodrome – Nationaal Luchtvaart-Themapark                                                         | 85+                 | aviodrome.nl                                                                     |
| Lelystad        | Vroege Vogels / Early Birds                                                                        | 21                  | vroegevogels.org                                                                 |
| Lievelde        | AVOG’s Crash Museum                                                                                | –                   | crashmuseum.nl                                                                   |
| Nieuw-Vennep    | De Vliegtuig Compagnie / Nederlands Transport Museum                                               | 7                   | nederlandstransportmuseum.nl, dauerhaft geschlossen                              |
| Noordwijk       | Space Expo                                                                                         | –                   | spaceexpo.nl Schwerpunkt Weltraumfahrt                                           |
| Oostwold        | Heritage Hanger Oostwold                                                                           | 4                   | oostwold-airport.nl                                                              |
| Overloon        | Nationaal Oorlogs- en Verzetsmuseum / National War and Resistance Museum                           | 5                   | oorlogsmuseum.nl                                                                 |
| Schaarsbergen   | Arnhems Oorlogsmuseum 40 – 45                                                                      | 1                   | oorlogsmuseum.nl                                                                 |
| Soest           | Nationaal Militair Museum – Militärhistorisches Museum der Luftwaffe, Landstreitkräften und Marine | 60+                 | nmm.nl Übernahm die Sammlung des Militaire Luchtvaart Museum und ersetzt dieses. |
| Someren         | Museum of Flightsimulation                                                                         | –                   | vluchtsimulatie.nl                                                               |
| Vredepeel       | Historische Collectie Grondgebonden Luchtverdediging                                               | –                   | hcglvd.nl                                                                        |

### Norwegen
| Ort                             | Name des Museums (englisch/Landessprache)                          | Anzahl der Exponate | Bemerkungen / Quelle         |
| ------------------------------- | ------------------------------------------------------------------ | ------------------- | ---------------------------- |
| Bodø                            | Norwegian Aviation Museum / Norsk Luftfartsmuseum                  | 45+                 | luftfartsmuseum.no           |
| Førresfjorden                   | Veteranbilmuseet i Haugesund                                       | 2                   | aviationmuseum.eu            |
| Gardermoen                      | Norwegian Armed Forces Aircraft Collection / Forsvarets Flysamling | 42                  | flysam.no                    |
| Herdla                          | Herdla Museum                                                      | 1                   | museumvest.no                |
| Longyearbyen, Spitzbergen       | Spitsbergen Airship Museum                                         | –                   | spitsbergenairshipmuseum.com |
| Oslo                            | Norwegian Armed Forces Museum / Forsvarsmuseet                     | 2                   | forsvaretsmuseer.no          |
| Oslo                            | Norwegian Museum of Technology / Norsk Teknisk Museum              | 8                   | tekniskmuseum.no             |
| Oslo, Flughafen Oslo-Gardermoen | SAS Museet                                                         | –                   | sasmuseet.net                |
| Rygge                           | Rygge Flyhistoriske Forening                                       | 3                   | ryggeflyhistoriske.org       |
| Sola                            | Flyhistorisk Museum Sola                                           | 39                  | flymuseum-sola.no            |
| Tolga                           | Nord Østerdal Fly-og Militærhistorik Forening                      | 2+                  | facebook.com                 |

### Polen
| Ort                | Name des Museums (englisch/Landessprache)                             | Anzahl der Exponate | Bemerkungen / Quelle    |
| ------------------ | --------------------------------------------------------------------- | ------------------- | ----------------------- |
| Bielany-Wąsy       | Podlaskie Muzeum Techniki Wojskowej i Użytkowej                       | 3                   | excitapolonia.pl        |
| Busko-Zdrój        | Muzeum Techniki Wojskowej i Obrony Przeciwlotniczej                   | 1                   | aviationmuseum.eu       |
| Bydgoszcz          | Muzeum 2BL / Muzeum 2. Bazy Lotniczej                                 | 12                  | aviationmuseum.eu       |
| Cieszyn            | Muzeum 4 Pułku Strzelców Podhalańskich w Cieszynie                    | –                   | museo.pl, Flugzeugteile |
| Czerniki           | Muzeum Dywizjonu 303                                                  | 5                   | muzeum303.pl            |
| Dęblin             | Muzeum Sił Powietrznych w Dęblinie                                    | 70+                 | muzeumsp.pl             |
| Drzonow            | Lubuskie Muzeum Wojskowe                                              | 30                  | lmm.ezg.pl              |
| Gdynia             | Muzeum Marynarki Wojennej                                             | 3                   | muzeummw.pl             |
| Kołobrzeg          | Muzeum Oreza Polskiego                                                | 8                   | muzeum.kolobrzeg.pl     |
| Koszalin           | Muzeum Obrony Przeciwlotniczej                                        | 2                   | muzeum.kolobrzeg.pl     |
| Krakau             | Muzeum Lotnictwa Polskiego w Krakowie                                 | 140+                | muzeumlotnictwa.pl      |
| Lapino             | Art Metal Sp                                                          | 8                   | aviationmuseum.eu       |
| Mrzeżyno           | Fundacja Fort Rogowo                                                  | 4                   | fort-rogowo24.pl        |
| Piła               | Pilskie Muzeum Wojskowe                                               | 2                   | pila.pl                 |
| Poznań             | Muzeum Armii Poznań                                                   | 13                  | facebook.com            |
| Redecz Krukowy     | Muzeum Techniki Rolniczej i Gospodarstwa Wiejskiego w Redczu Krukowym | 4+                  | redeczkrukowy.pl        |
| Skarżysko-Kamienna | Muzeum im. Orła Białego                                               | 10                  | skarzysko.pl            |
| Szreniawa          | Narodowe Muzeum Rolnictwa / National Museum of Agriculture            | 2                   | muzeum-szreniawa.pl     |
| Tomaszowice        | Muzeum Ratownictwa                                                    | 2                   | muzeumratownictwa.pl    |
| Warschau           | Muzeum Katyńskie                                                      | 25                  | aviationmuseum.eu       |
| Warschau           | Muzeum Powstania Warszawskiego                                        | 1                   | 1944.pl                 |
| Warschau           | Muzeum Techniki                                                       | 1                   | muzeum-techniki.waw.pl  |
| Warschau           | Muzeum Polskiej Techniki Wojskowej / Muzeum Wojska Polskiego          | 18                  | muzeumwp.pl             |
| Witoszow Dolny     | Muzeum Broni i Militariow                                             | 4                   | muzeum-broni.com.pl     |
| Zamość             | Muzeum Barwy i Oreza Arsenal                                          | 2                   | muzeumarsenal.pl        |

### Portugal
| Ort                    | Name des Museums (englisch/Landessprache) | Anzahl der Exponate | Bemerkungen / Quelle                        |
| ---------------------- | ----------------------------------------- | ------------------- | ------------------------------------------- |
| Alverca                | Museu do Ar – Polo de Alverca             | 30+                 | museudoar.pt nur montags geöffnet           |
| Lissabon               | Museu da Marinha                          | 3                   | marinha.pt                                  |
| Maceda                 | Museu do Ar – Polo de Ovar                | 1+                  | museudoar.pt                                |
| Sintra                 | Museu do Ar                               | 62                  | museudoar.pt täglich außer montags geöffnet |
| Vila Nova de Famalicão | Museu da Guerra Colonial                  | 1                   | museuguerracolonial.pt                      |

### Rumänien
| Ort         | Name des Museums (englisch/Landessprache)                 | Anzahl der Exponate | Bemerkungen / Quelle                  |
| ----------- | --------------------------------------------------------- | ------------------- | ------------------------------------- |
| Bukarest    | Grupul Scolar de Aeronautica Henri Coanda                 | 7                   | aviationmuseum.eu                     |
| Bukarest    | Muzeul Universității Politehnica din București            | 3                   | aviationmuseum.eu                     |
| Bukarest    | Muzeul Naţional al Aviaţiei Române Fortele Aeriene Romane | 62+                 | aviationmuseum.eu                     |
| Bukarest    | Muzeul Militar National „Regele Ferdinand I“              | 11+                 | traseeromania.ro                      |
| Iași        | Complexul Muzeal National Moldova                         | 1                   | palatulculturii.ro, aviationmuseum.eu |
| Tecuci      | Muzeul Aviatiei Tecuci                                    | 3                   | aviationmuseum.eu                     |
| Traian Vuia | Muzeul Traian Vuia                                        | 1                   | aviationmuseum.eu                     |

### Russland
| Ort                           | Name des Museums (englisch/Landessprache)                                                   | Anzahl der Exponate | Bemerkungen / Quelle                                              |
| ----------------------------- | ------------------------------------------------------------------------------------------- | ------------------- | ----------------------------------------------------------------- |
| Archangelsk, Flughafen Talagi | Aviation Museum of the North                                                                | 2+                  | tripadvisor.ca                                                    |
| Ekaterinburg                  | Museum of the Military Equipment „Battle Honour of Ural“                                    | 15                  | aviationmuseum.eu                                                 |
| Engels                        | Muzey Istorii Dalney Aviatsii                                                               | 16                  | aviationmuseum.eu                                                 |
| Gelendschik                   | Muzeja Kosmonavtiki                                                                         | 1+                  | museum-cosmos.ru, aviationmuseum.eu                               |
| Ivanovka                      | Far Eastern Aerospace Museum                                                                | 7                   | aviationmuseum.eu                                                 |
| Iwanowo                       | Museum des militärischen Lufttransports                                                     | 8                   | muzei-vta.ru aviaros.narod.ru                                     |
| Kaliningrad                   | Museum of the World Ocean                                                                   | 1                   | world-ocean.ru                                                    |
| Kaliningrad                   | Military Technology Museum                                                                  | 2                   | prussia39.ru                                                      |
| Kamensk-Schachtinski          | Park Patriot                                                                                | 4                   | aviationmuseum.eu                                                 |
| Kasan                         | Victory Park                                                                                | 8                   | aviationmuseum.eu                                                 |
| Koroljow                      | RKK Energiya museum / Space Museum                                                          | –                   | energia.ru                                                        |
| Militärflugplatz Kubinka      | Музей 121 АРЗ                                                                               | 6                   | airforce.ru                                                       |
| Kurgan                        | Aviamuzey / Kurgansky Aviation Museum                                                       | 15                  | aviationmuseum.eu                                                 |
| Monino                        | Zentrales Museum der Luftstreitkräfte der Russischen Föderation                             | 170+                | monino.ru                                                         |
| Moskau                        | Tsentralnyy Muzey Vooruzhennykh Sil / Zentralmuseum der russischen Streitkräfte             | 20+                 | cmaf.ru Die Reste von Gary Powers Lockheed U-2 befinden sich dort |
| Moskau                        | Memorialniy moezey kosmonavtik / Kosmonautenmuseum                                          | –                   | space-museum.ru                                                   |
| Moskau                        | Zentralmuseum des Großen Vaterländischen Krieges                                            | 25+                 | poklonnayagora.ru                                                 |
| Moskau                        | The Russian Federation Ministry of Defence                                                  | 5                   | mil.ru                                                            |
| Moskau                        | Vadim Zadorozhniy Museum                                                                    | 18                  | tmuseum.ru                                                        |
| Moskau                        | Ehemaliges Nationales Luft- und Raumfahrtmuseum                                             | 45+                 | aviationmuseum.eu Geschlossen!                                    |
| Moskau                        | VVS i PVO Museum                                                                            | 5                   | aviationmuseum.eu                                                 |
| Murmansk                      | Museum der Luftstreitkräfte der Nordflotte / Museum of the Air Forces of the Northern Fleet | 31                  | museum.ru englishrussia.com                                       |
| Nikolaevsk                    | Nikolaevsk Aviation Museum                                                                  | 6                   | aviationmuseum.eu                                                 |
| Nischnewartowsk               | Nizhnevartovsk Aviation Museum                                                              | 6                   | aviationmuseum.eu                                                 |
| Nischni Nowgorod              | City Museum of Technology and Defense Industry                                              | 6                   | aviationmuseum.eu                                                 |
| Nowosibirsk                   | Tolmachevo Museum of Aviation History                                                       | 3                   | aviationmuseum.eu                                                 |
| Odinzowo                      | Odintsovskiy Istoriko-Krayevedcheskiy Muzey                                                 | 2+                  | aviationmuseum.eu                                                 |
| Orenburg                      | Orenburg Aviation Museum                                                                    | 6                   | aviationmuseum.eu                                                 |
| Perm                          | Perm Museum of Aviation                                                                     | 15+                 | aviamusey.ru                                                      |
| Rjasan                        | Museum of military vehicles                                                                 | 2                   | cmaf.ru                                                           |
| Rschew                        | Museum                                                                                      | 10                  | aviationmuseum.eu                                                 |
| Rusajewka                     | Muzey Voyennoy Tekhniki Pod Otkrytym Nebom                                                  | 1                   | aviationmuseum.eu                                                 |
| Salechard                     | Salekhard Airport Display                                                                   | 8                   | aviationmuseum.eu                                                 |
| Sankt Petersburg              | Arktis- und Antarktismuseum                                                                 | 1                   | polarmuseum.ru                                                    |
| Sankt Petersburg              | Museum of Civil Aviation                                                                    | 1                   | saint-petersburg.com, museum.ru (ru)                              |
| Sankt Petersburg              | Central Naval Museum                                                                        | 1                   | navalmuseum.ru                                                    |
| Saratow                       | Saratovskiy Gosudarstvennyy Muzey Boyevoy Slavy                                             | 16                  | aviationmuseum.eu                                                 |
| Militärflugplatz Sawasleika   | Air Base Museum                                                                             | 24                  | aviationmuseum.eu                                                 |
| Taganrog                      | Taganrog Aviation Museum                                                                    | 14+                 | avia-museum.ru, aviationmuseum.eu                                 |
| Temrjuk                       | Музей военной техники ВОЕННАЯ ГОРКА/Museum of Military Equipment                            | 11                  | aviationmuseum.eu                                                 |
| Toljatti                      | Park der technischen Geschichte                                                             | 22                  | pkitis.tltsu.ru                                                   |
| Torschok                      | Torschok Air Base Museum                                                                    | 15                  | aviationmuseum.eu                                                 |
| Tschita                       | Odora Park                                                                                  | 4                   | aviationmuseum.eu                                                 |
| Tschkalowsk                   | Gedenkstätte für Waleri Pawlowitsch Tschkalow                                               | 5+                  | vchkalov.ru (ru)                                                  |
| Uljanowsk                     | Museum of History of Civil Aviation                                                         | 34                  | uvauga.ru                                                         |
| Werchnjaja Pyschma            | Muzey Voyennoy Tekhniki Ugmk                                                                | 19                  | mkugmk.ru                                                         |

### Schweden
| Ort                  | Name des Museums (englisch/Landessprache)                    | Anzahl der Exponate | Bemerkungen / Quelle                                                              |
| -------------------- | ------------------------------------------------------------ | ------------------- | --------------------------------------------------------------------------------- |
| Älmhult              | Smålands Militärhistoriska Centrum                           | 1                   | smhs.com.dinstudio.se                                                             |
| Ängelholm            | Ängelholms Flyg Museum                                       | 14                  | f10kamratforening.se                                                              |
| Arboga               | Robotmuseum/Arboga Missile Museum                            | 4                   | robotmuseum.se                                                                    |
| Boden                | Försvarsmuseum Boden                                         | 2                   | forsvarsmuseum.se                                                                 |
| Bunge                | Bunge Flygmuseum                                             | 3                   | aviationmuseum.eu                                                                 |
| Eskilstuna           | Eskilstuna Flygmuseum                                        | 3                   | aviationmuseum.eu                                                                 |
| Falköping            | Allebergs Segelflyg Museet                                   | 28                  | vastsverige.com nur Segelflugzeuge                                                |
| Gärsnäs              | Österlens Flygmuseum                                         | 22                  | osterlensflygmuseum.se das Mock-up der projektierten Saab B3LA befindet sich dort |
| Göteborg             | Aeroseum                                                     | 30                  | aeroseum.se                                                                       |
| Grenna               | Grenna Museum Andréexpeditionen Polarcenter                  | -                   | grennamuseum.se                                                                   |
| Kalix                | Kalixlinjens Museum                                          | 2                   | kalixlinjen.se                                                                    |
| Landskrona           | Landskrona Museum                                            | 1                   | aviationmuseum.eu                                                                 |
| Linköping, Malmslätt | Flygvapenmuseum                                              | 100+                | flygvapenmuseum.se                                                                |
| Linköping, Såtenäs   | F 7 Gårds- och flottiljmuseum                                | 3+                  | f7museum.se                                                                       |
| Luleå                | Flygmuseet F 21                                              | 13                  | flygmuseetf21.se                                                                  |
| Malmö                | Tekniska Museet & Sjöfartsmuseet/Technik und Seefahrtsmuseum | 4+                  | aviationmuseum.eu                                                                 |
| Norrköping           | F13 Kamratförening                                           | 1                   | f13.kamratforening.se                                                             |
| Norrtälje            | Norrtälje luftvärnsmuseum                                    | –                   | lv3.se                                                                            |
| Nyköping             | F11 Museum                                                   | 10                  | f11museum.se                                                                      |
| Östersund            | Jämtlands flyg- och lottamuseum                              | 25+                 | flygolotta.se, teknikland.se                                                      |
| Simrishamn           | Autoseum – Nisse Nilsson Collection                          | 4                   | autoseum.se                                                                       |
| Söderhamn            | F15 Flygmuseum                                               | 15                  | soderhamnflygmuseum.se                                                            |
| Stockholm, Gärdet    | Tekniska museet                                              | 3                   | tekniskamuseet.se                                                                 |
| Stockholm, Arlanda   | Arlanda Flygsamlingar                                        | 11                  | arlandaflygsamlingar.se                                                           |
| Svedala              | Stenbäcks Flygmuseum                                         | 4                   | stenbacksflygmuseum.com                                                           |
| Tingstäde            | Gotlands Försvarsmuseum                                      | 7                   | gotlandsforsvarsmuseum.se                                                         |
| Ugglarp              | Svedinos Bil- och Flygmuseum                                 | 40+                 | svedinos.se                                                                       |
| Uppsala              | F 16 Museum                                                  | 4                   | arnakamratveteran.se                                                              |
| Västerås             | Västerås Flygmuseum                                          | 42                  | flygmuseum.com                                                                    |
| Vännäs               | Vännäs Motormuseum                                           | 9+                  | vannasmotormuseum.se                                                              |
| Vidsel               | RFN Vidsel Museum                                            | 10+                 | vidsel.nu                                                                         |

### Serbien
| Ort     | Name des Museums (englisch/Landessprache) | Anzahl der Exponate | Bemerkungen / Quelle        |
| ------- | ----------------------------------------- | ------------------- | --------------------------- |
| Belgrad | Muzej Ratnog Vazduhoplovstva              | 150                 | muzejvazduhoplovstva.org.rs |

### Slowakei
| Ort      | Name des Museums (englisch/Landessprache)                                 | Anzahl der Exponate | Bemerkungen / Quelle      |
| -------- | ------------------------------------------------------------------------- | ------------------- | ------------------------- |
| Košice   | Múzeum letectva Košice - Bestandteil des Slowakischen Technischen Museum  | 60+                 | stm-ke.sk                 |
| Martin   | Airport Museum                                                            | 12                  | aviationmuseum.eu         |
| Nitra    | Aero Slovakia                                                             | 12                  | aeroslovakia.sk           |
| Piešťany | Vojenske Historicke Muzeum                                                | 26+                 | aviationmuseum.eu         |
| Prešov   | Dopravne Muzeum                                                           | 6                   | aviationmuseum.eu         |
| Slavnica | Aeroklub Dubnica Nad Váhom Ledecké Muzeum                                 | 12                  | akdubnica.sk              |
| Svidník  | Military Historical Institute/Dukla Pass Museum/Múzejné oddelenie Svidník | 2                   | vhu.sk, aviationmuseum.eu |

### Slowenien
| Ort   | Name des Museums (englisch/Landessprache)                     | Anzahl der Exponate | Bemerkungen / Quelle    |
| ----- | ------------------------------------------------------------- | ------------------- | ----------------------- |
| Pivka | Park of Military History Pivka / Park vojaške zgodovine Pivka | 11                  | parkvojaskezgodovine.si |

### Spanien
| Ort                                         | Name des Museums (englisch/Landessprache)                      | Anzahl der Exponate | Bemerkungen / Quelle           |
| ------------------------------------------- | -------------------------------------------------------------- | ------------------- | ------------------------------ |
| Barrax                                      | Herdasa Mobiliario y decoración                                | 1                   | scramble.nl                    |
| Burgos                                      | Museo de Radiocomunicación Inocencio Bocanegra                 | 1                   | museobocanegra.com             |
| Girona                                      | Col·lecció d'Automòbils Salvador Claret                        | 1                   | casc.cat                       |
| Las Palmas de Gran Canaria                  | Museo Elder de la Ciencia y la Tecnología                      | 3+                  | aviationmuseum.eu              |
| Madrid, Aeropuerto de Madrid-Cuatro Vientos | Fundación Infante de Orleans                                   | 25                  | fio.es                         |
| Madrid, Aeropuerto de Madrid-Cuatro Vientos | Museo del Aire / Museo de Aeronáutica y Astronáutica de España | 130+                | ejercitodelaire.defensa.gob.es |
| Málaga                                      | Museo de Aeropuertos y Transporte Aereo                        | 7                   | aeroplaza.org                  |
| Sabadell                                    | Fundació Parc Aeronàutic de Catalunya – Sabadell               | 33                  | fpac.org                       |
| San Bartolomé                               | Museo Aeronáutico de Lanzarote                                 | 2+                  | ociolanzarote.com              |
| San Fernando                                | Museo Naval de San Fernando                                    | 2                   | aviationmuseum.eu              |
| San Javier                                  | El Museo de San Javier                                         | 1                   | aviationmuseum.eu              |
| Santa Cruz de Tenerife                      | Museo Historico Militar de Canarias                            | 2                   | aviationmuseum.eu              |
| Saragossa                                   | Academia General Militar Museum                                | 1                   | ejercito.defensa.gob.es        |
| Valencia                                    | Museo de las Ciencias Príncipe Felipe                          | 1+                  | cac.es                         |
| Vilanova i la Geltrú                        | Fundació Parc Aeronàutic de Catalunya – Vilanova               | 5+                  | fpac.org                       |

### Tschechien
| Ort                 | Name des Museums (englisch/Landessprache)                              | Anzahl der Exponate | Bemerkungen / Quelle              |
| ------------------- | ---------------------------------------------------------------------- | ------------------- | --------------------------------- |
| Bezděkov u Žatec    | Leteckého muzea Korea-Merkur                                           | 3                   | aviationmuseum.eu                 |
| Brno                | Moravské zemské muzeum                                                 | 1                   | mzm.cz                            |
| Brno                | Technisches Museum in Brünn / Technické muzeum v Brně                  | 6+                  | technicalmuseum.cz                |
| Dačice              | Letecké Muzeum Viléma Götha                                            | 3                   | dacice.cz                         |
| Deštná              | Letecké Muzeum Destna                                                  | 4+                  | facebook.com, aviationmuseum.eu   |
| Kbely               | Flugzeugmuseum Prag-Kbely / Letecké muzeum Kbely                       | >120                | vhu.cz                            |
| Kbely               | Stará Aerovka                                                          | 35                  | letnany-airport.cz, facebook.com  |
| Kolín               | Muzeum Československé armády                                           | 1                   | csla.cz                           |
| Koněšín             | Letecké muzeum Koněšín (Sammlung vom Letecke muzem Olomouc übernommen) | 15                  | letecke-muzeum.cz                 |
| Králíky             | Vojenské muzeum Králíky                                                | 1                   | armyfort.cz                       |
| Kunovice            | Letecké muzeum Kunovice                                                | 30                  | museum-kunovice.cz                |
| Lešany              | Vojenske Technike Muzeum                                               | 3                   | aviationmuseum.eu                 |
| Liberec             | Technické muzeum Liberec                                               | 1                   | tmliberec.cz                      |
| Mladá Boleslav      | Letecké Muzeum Metoděje Vlacha                                         | 23                  | letecke-muzeum-metodeje-vlacha.cz |
| Pardubice           | Letecké muzeum Ing. Jana Kašpara                                       | 6                   | muzeumletectvi.cz                 |
| Praha               | Letecké Muzeum Točná                                                   | 12                  | tocna.cz                          |
| Praha               | Narodni Technicke Muzeum                                               | 8                   | ntm.cz                            |
| Praha               | Muzeum Policie České Republiky                                         | 1                   | muzeumpolicie.cz                  |
| Suchdol nad Lužnicí | Letecké muzeum Hrdlořezy                                               | 3                   | aviationmuseum.eu                 |
| Terezín             | Automuzeum Terezin                                                     | 4                   | aviationmuseum.eu                 |
| Vyškov              | Muzea letecké a pozemní techniky ve Vyškově                            | 40                  | lhs-vyskov.cz                     |
| Zbiroh              | Feuerwehrmuseum / Expozice požární ochrany ve Zbirohu                  | 2                   | aviationmuseum.eu                 |
| Zlin                | Muzea jihovýchodní Moravy ve Zlíně                                     | 1                   | muzeum-zlin.cz                    |
| Zruč-Senec          | Air park Zruč u Plzně                                                  | 38                  | airpark.wz.cz                     |

### Ukraine
| Ort            | Name des Museums (englisch/Landessprache)                                           | Anzahl der Exponate | Bemerkungen / Quelle                                           |
| -------------- | ----------------------------------------------------------------------------------- | ------------------- | -------------------------------------------------------------- |
| Kiew           | National Aviation University Hangar                                                 | 12                  | aviationmuseum.eu                                              |
| Kiew           | National Ukrainian State Museum of the History the Great Patriotic War of 1941–1945 | 6                   | warmuseum.kiev.ua                                              |
| Kiew           | State Aviation Museum of Ukraine (Zhulyany)                                         | 80                  | aviamuseum.com.ua                                              |
| Kropywnyzkyj   | Kampus derzhavna akademiya polʹotu/Campus State Flight Academy                      | 5                   | aviationmuseum.eu                                              |
| Konotop        | Muzey Aviatsii / The Konotop Aviation Museum                                        | 8                   | ua.igotoworld.com                                              |
| Luzk           | Wolhynisches Regionalmuseum der ukrainischen Truppen und Militärausrüstung          | 5+                  | aviationmuseum.eu                                              |
| Luhansk        | Aviation Technical Museum Lugansk                                                   | 45+                 | aviationmuseum.eu - befindet sich in der Volksrepublik Lugansk |
| Odessa         | Odessa Museum of Aviation Technology                                                | 8                   | aviationmuseum.eu                                              |
| Pobuzke        | Muzey Raketnyh Voysk Strategicheskogo Naznacheniya                                  | 7                   | aviationmuseum.eu                                              |
| Poltawa        | Poltava Air Base Museum                                                             | 16                  | aviationmuseum.eu                                              |
| Saporischschja | Faeton Retro Car Museum                                                             | 3                   | aviationmuseum.eu                                              |
| Sewastopol     | Mikhaylovskaya Batareya                                                             | 1                   | muzey-sevastopol.ru - befindet sich auf der Krim               |
| Saporischschja | Motor Sich Aviation Museum                                                          | 6                   | motorsich.com                                                  |
| Schytomyr      | Kosmonautik-Museum                                                                  | –                   | cosmosmuseum.info                                              |
| Tschernihiw    | Muzey Istoriyi Aviatsiyi I Kosmonavtyky                                             | 8                   | aviationmuseum.eu                                              |
| Winnyzja       | Military Historical Museum of the Ukrainian Air Force                               | 20+                 | aviationmuseum.eu                                              |

### Ungarn
| Ort         | Name des Museums (englisch/Landessprache)                  | Anzahl der Exponate | Bemerkungen / Quelle             |
| ----------- | ---------------------------------------------------------- | ------------------- | -------------------------------- |
| Berekfürdő  | Secrets of the Soviet airbase / A Szovjet Repuloter Titkai | 1+                  | soviet-airforce.com              |
| Budapest    | Budapest Ferihegy Airport Museum                           | 12                  | aeropark.hu                      |
| Budapest    | Transport Museum / Közlekedési Múzeum                      | 46                  | kozlekedesimuzeum.hu             |
| Dunavarsány | KOMO-SKY 51-es BÁZIS                                       | 25                  | komosky51bazis.hu                |
| Kecel       | Military Technology Park / Pinter Muvek Military Museum    | 25+                 | pintermuvek.hu aviationmuseum.eu |
| Szántód     | Szántód Collection                                         | 8                   | aviationmuseum.eu                |
| Szolnok     | RepTár-Szolnoki Repülőmúzeum                               | 55+                 | reptar.hu                        |
| Zamárdi     | Haditechnikai Kiállítás Zamárdi                            | 8                   | aviationmuseum.eu, harckocsi.com |
| Zánka       | Haditechnikai Park                                         | 3                   | aviationmuseum.eu                |

### Vereinigtes Königreich
| Groß-London                                             |                                                                    |               |                                                    |
| London Hillingdon, West Drayton                         | British Airways Heritage Collection                                | -             | britishairways.com                                 |
| London Greenwich                                        | National Maritime Museum                                           | 1             | rmg.co.uk                                          |
| London Lambeth Road                                     | Imperial War Museum                                                | 10            | iwm.org.uk                                         |
| London Colney                                           | De Havilland Aircraft Museum/De Havilland Aircraft Heritage Centre | 33            | dehavillandmuseum.co.uk                            |
| London South Kensington                                 | Science Museum                                                     | 30+           | sciencemuseum.org.uk                               |
| London Hendon                                           | Royal Air Force Museum                                             | 100+          | rafmuseum.org.uk                                   |
| London Uxbridge                                         | Battle of Britain Bunker                                           | 4             | battleofbritainbunker.co.uk                        |
| Region Nordostengland                                   |                                                                    |               |                                                    |
| Tyne and Wear Sunderland                                | North East Aircraft Museum                                         | 35+           | nelsam.org.uk                                      |
| Region Nordwestengland                                  |                                                                    |               |                                                    |
| Cheshire Ellesmere Port                                 | Hooton Park                                                        | 5             | hootonparktrust.co.uk                              |
| Cumbria Crosby-on-Eden                                  | Solway Aviation Museum                                             | 12            | solway-aviation-museum.co.uk                       |
| Greater Manchester Manchester                           | Manchester Airport Runway Visitor Park                             | 3             | manchesterairport.co.uk                            |
| Greater Manchester Castlefield                          | Science and Industry Museum in Manchester                          | 25 (bis 2021) | scienceandindustrymuseum.org.uk                    |
| Greater Manchester Flugplatz Woodford                   | Avro Heritage Museum                                               |               | avroheritagemuseum.co.uk                           |
| Merseyside Liverpool                                    | Speke Aerodrome Heritage Group – Jetstream Club                    | 6             | facebook.com                                       |
| Region West Mittelland                                  |                                                                    |               |                                                    |
| Shropshire Shifnal Cosford                              | Royal Air Force Museum                                             | 80+           | rafmuseum.org.uk                                   |
| Warwickshire bei Coventry                               | Midland Air Museum / Sir Frank Whittle Jet Heritage Centre         | 60+           | midlandairmuseum.co.uk                             |
| Warwickshire Birmingham Kings Heath                     | Wellesbourne Wartime Museum                                        | 7             | wellesbourneairfield.com                           |
| Worcestershire Worcester                                | RAF Defford Museum Croome / Defford Airfield Heritage Group        | 1             | deffordairfieldheritagegroup.wordpress.com         |
| Wolverhampton                                           | Tettenhall Transport Heritage Centre                               | 8+            | aviationmuseum.eu                                  |
| Region Östliches Mittelland                             |                                                                    |               |                                                    |
| Derbyshire Castle Donington                             | East Midlands Airport Aeropark                                     | 30+           | eastmidlandsairport.com                            |
| Lincolnshire Boston                                     | Thorpe Camp Visitor Centre                                         | 3             | thorpecamp.org.uk                                  |
| Lincolnshire Coningsby                                  | The Battle of Britain Memorial Flight                              | 13            | bbmf.co.uk                                         |
| Lincolnshire Cranwell                                   | Cranwell Aviation Heritage Centre                                  | 2             | heartoflincs.com                                   |
| Lincolnshire East Kirkby                                | Lincolnshire Aviation Heritage Centre                              | 9             | lincsaviation.co.uk                                |
| Lincolnshire Lincoln                                    | Battle of Britain Memorial Flight Visitor Centre                   | 14            | lincolnshire.gov.uk                                |
| Northamptonshire Sywell                                 | Sywell Aviation Museum                                             | 10            | sywellaerodrome.co.uk                              |
| Nottinghamshire Hucknall Ashfield                       | Hucknall Flight Test Museum                                        | 2             | huflighttestmuseum.co.uk                           |
| Nottinghamshire Newark-on-Trent Winthorpe               | Newark Air Museum                                                  | 80+           | newarkairmuseum.org                                |
| Region Ostengland                                       |                                                                    |               |                                                    |
| Bedfordshire Bedford                                    | The 306th Bombardment Group Museum                                 | 50+           | 306bg.co.uk                                        |
| Bedfordshire Old Warden                                 | Shuttleworth Collection                                            | 50+           | shuttleworth.org                                   |
| Bottisham                                               | Bottisham Airfield Museum                                          | 2             | bottishamairfieldmuseum.org.uk                     |
| Cambridgeshire bei Cambridge, Duxford                   | Imperial War Museum Duxford                                        | >80           | iwm.org.uk – Teil des Imperial War Museum (London) |
| Essex East Tilbury                                      | Thameside Aviation Museum                                          | -             | aviationmuseum.co.uk                               |
| Essex Finchingfield                                     | Wethersfield Airfield Museum                                       | -             | rafwethersfield.co.uk                              |
| Norfolk Norwich                                         | City of Norwich Aviation Museum                                    | 20+           | cnam.co.uk                                         |
| Norfolk Norwich                                         | RAF Coltishall Heritage Centre                                     | 1             | aviationmuseum.eu                                  |
| Norfolk Norwich                                         | USAAF 93rd Bomb Group Museum                                       | 3             | 93rd-bg-museum.org                                 |
| Norfolk Marham                                          | Lincolnshire Aviation Heritage Centre                              | 5             | aviationmuseum.eu                                  |
| Norfolk Wisbech                                         | Fenland and West Norfolk Aviation Museum                           | 3             | aviationmuseum.eu - geschlossen                    |
| Norfolk Weybourne                                       | The Muckleburgh Military Collection                                | 3             | muckleburgh.co.uk                                  |
| Northamptonshire Harrington                             | Harrington Aviation Museum                                         | 2             | harringtonmuseum.org.uk                            |
| Suffolk Bentwaters                                      | Bentwaters Cold War Museum                                         | 8             | bcwm.org.uk                                        |
| Suffolk Bungay                                          | Norfolk and Suffolk Aviation Museum                                | 65+           | aviationmuseum.net                                 |
| Suffolk Eye                                             | The Red Feather Club 95th Bomb Group Museum                        | -             | 95thbg-horham.com                                  |
| Suffolk Stowmarket                                      | Wattisham Station Heritage Airfield Museum                         | 6             | wattishamstationheritage.org                       |
| Region Südostengland                                    |                                                                    |               |                                                    |
| Berkshire Arborfield                                    | REME Museum of Technology                                          | 2             | rememuseum.org.uk                                  |
| Berkshire Woodley                                       | Museum of Berkshire Aviation                                       | 13            | museumofberkshireaviation.co.uk                    |
| Buckinghamshire Halton                                  | The Trenchard Museum                                               | 3             | trenchardmuseum.org.uk                             |
| Hampshire Alton                                         | The Iron Curtain Museum                                            | 1             | aviationmuseum.eu                                  |
| Hampshire Farnborough                                   | Farnborough Air Sciences Trust                                     | 10            | airsciences.org.uk                                 |
| Hampshire Lee-on-the-Solent                             | The Hovercraft Museum                                              | -             | www.hovercraft-museum.org                          |
| Hampshire Southampton                                   | Solent Sky                                                         | 20            | spitfireonline.co.uk                               |
| Hampshire Stockbridge, Middle Wallop Airfield           | Museum of Army Flying                                              | 30            | flying-museum.org.uk                               |
| Kent Ashford                                            | Lashenden Air Warfare Museum                                       | 5             | lashendenairwarfaremuseum.co.uk                    |
| Kent Chatham                                            | The Historic Dockyard Chatham                                      | 1             | thedockyard.co.uk                                  |
| Kent Folkestone Capel-le-Ferne                          | National Battle of Britain Memorial                                | 2             | battleofbritainmemorial.org                        |
| Kent Gillingham                                         | Royal Engineers Museum                                             | 4             | re-museum.co.uk                                    |
| Kent Hawkinge                                           | Kent Battle of Britain Museum                                      | 15            | kbobm.org                                          |
| Kent Manston                                            | Spitfire & Hurricane Memorial Museum                               | 2             | spitfiremuseum.org.uk                              |
| Kent Manston                                            | RAF Manston History Museum                                         | 22            | rafmanston.co.uk                                   |
| Kent Romney Marsh                                       | The Romney Marsh Wartime Collection & Brenzett Aero Museum         | 6             | facebook.com                                       |
| Kent Shoreham Village                                   | The Shoreham Aviation Museum                                       | –             | shoreham-aircraft-museum.co.uk                     |
| Surrey Charlwood                                        | Gatwick Aviation Museum                                            | 20            | gatwick-aviation-museum.co.uk                      |
| Surrey Weybridge Brooklands                             | Brooklands Museum                                                  | 40+           | brooklandsmuseum.com                               |
| West Sussex Balcombe                                    | Wings Museum – World War Two Remembrance Museum                    | 6             | wingsmuseum.co.uk                                  |
| West Sussex Chichester                                  | Tangmere Military Aviation Museum                                  | 15+           | tangmere-museum.org.uk                             |
| Region Südwestengland                                   |                                                                    |               |                                                    |
| Cornwall Davidstow                                      | Davidstow Airfield Cornwall at War Museum                          | 6             | cornwallatwarmuseum.co.uk                          |
| Cornwall Falmouth                                       | National Maritime Museum                                           | 1             | nmmc.co.uk                                         |
| Cornwall Helston                                        | Flambards Village Theme Park – Cornwall Aircraft Park              | 4             | flambards.co.uk                                    |
| Cornwall Newquay                                        | Classic Air Force                                                  | 22            | classicairforce.com                                |
| Cornwall Newquay                                        | Cornwall Aviation Heritage Center                                  | 10            | cornwallaviationhc.co.uk derzeit geschlossen!      |
| Dorset Hurn (Christchurch)                              | Bournemouth Aviation Museum                                        | 20            | aviation-museum.co.uk                              |
| Gloucestershire Filton                                  | Bristol Aero Collection                                            | 3+            | aerospacebristol.org                               |
| Gloucestershire Gloucester                              | Jet Age Museum                                                     | 20            | jetagemuseum.org                                   |
| Gloucestershire Moreton-in-Marsh                        | Wellington Aviation Museum                                         | 1             | wellingtonaviation.org                             |
| Somerset Bristol                                        | Bristol City Museum and Art Gallery                                | 2             | bristolmuseums.org.uk                              |
| Somerset Ilchester                                      | Fleet Air Arm Museum                                               | 50            | fleetairarm.com                                    |
| Somerset Purtington                                     | Historic Helicopters                                               | 12+           | historichelicopters.com                            |
| Somerset Yeovilton                                      | Fleet Air Arm Museum                                               | 80+           | fleetairarm.com                                    |
| Somerset Yeovilton                                      | Navy Wings Heritage Centre RNAS Yeovilton                          | 8             | navywings.org.uk                                   |
| Somerset Weston-super-Mare                              | The Helicopter Museum                                              | >90           | helicoptermuseum.co.uk                             |
| Wiltshire Old Sarum                                     | Boscombe Down Aviation Collection                                  | 30            | boscombedownaviationcollection.co.uk               |
| Wiltshire Clyffe Pypard                                 | Goddard Arms/Imperial Airways Museum                               | –             | aviationmuseum.eu                                  |
| Wiltshire SwindonWroughton                              | Science Museum Swindon                                             | 15            | sciencemuseum.org.uk                               |
| Region Yorkshire and the Humber                         |                                                                    |               |                                                    |
| East Yorkshire Paull                                    | Fort Paull Museum                                                  | 3+            | aviationmuseum.eu                                  |
| South Yorkshire Doncaster                               | South Yorkshire Aircraft Museum at Aeroventure                     | >80           | southyorkshireaircraftmuseum.org.uk                |
| South Yorkshire Doncaster                               | The Vulcan Experience                                              | 2             | vulcantothesky.org                                 |
| North Yorkshire Elvington York                          | Yorkshire Air Museum                                               | 47            | yorkshireairmuseum.org                             |
| North Yorkshire Selby Breighton                         | The Real Aeroplane Company Ltd                                     | 54+           | realaero.com                                       |
| Yorkshire Malton                                        | Eden Camp Modern History Theme Museum                              | 3             | edencamp.co.uk                                     |
| Schottland                                              |                                                                    |               |                                                    |
| East Lothian, East Fortune, 30 km östlich von Edinburgh | National Museum of Flight                                          | 90            | nms.ac.uk                                          |
| Edinburgh                                               | National Museum of Scotland                                        | 6             | nms.ac.uk                                          |
| Kinloss                                                 | Morayvia Sci-Tech Experience Project                               | 18            | morayvia.org.uk                                    |
| Dumfries Heathhall                                      | Dumfries & Galloway Aviation Museum                                | 24            | dumfriesaviationmuseum.com                         |
| Glasgow                                                 | Kelvingrove Art Gallery and Museum                                 | 1+            | aviationmuseum.eu                                  |
| Highlands Inverness                                     | Highland Aviation Museum                                           | 10            | aviationmuseum.eu                                  |
| Montrose                                                | Montrose Air Station Museum                                        | 5             | rafmontrose.org.uk                                 |
| Shetland Scalloway                                      | Scalloway Museum                                                   | 1             | scallowaymuseum.org                                |
| Wales                                                   |                                                                    |               |                                                    |
| Gwynedd Caernarfon                                      | Airworld Aviation Museum                                           | 17            | airworldmuseum.co.uk                               |
| St Athan Vale of Glamorgan                              | Horizon Flight Training (früher: Hunter Flying Ltd.)               | 14            | horizonflighttraining.com                          |
| St Athan Vale of Glamorgan                              | South Wales Aviation Museum                                        | 32 +          | swam.online                                        |
| Swansea                                                 | The National Waterfront Museum                                     | 1             | museum.wales                                       |
| Nordirland                                              |                                                                    |               |                                                    |
| Lisburn                                                 | Ulster Aviation Society                                            | 20            | ulsteraviationsociety.org                          |
| Guernsey                                                |                                                                    |               |                                                    |
| St. Peter Port                                          | 201 Squadron Museum                                                | -             | museums.gov.gg                                     |
| Isle of Man                                             |                                                                    |               |                                                    |
| Ballasalla                                              | Manx Aviation and Military Museum                                  | 1             | maps.org.im                                        |

## Mittelamerika und Karibik

### Barbados
| Ort                                  | Name des Museums (englisch/Landessprache) | Anzahl der Exponate | Bemerkungen / Quelle |
| ------------------------------------ | ----------------------------------------- | ------------------- | -------------------- |
| Grantley Adams International Airport | Barbados Concorde Experience              | 1                   | aviationmuseum.eu    |

### Dominikanische Republik
| Ort           | Name des Museums (englisch/Landessprache) | Anzahl der Exponate | Bemerkungen / Quelle |
| ------------- | ----------------------------------------- | ------------------- | -------------------- |
| Santo Domingo | Parque Museo Aeronáutico de la FARD       | 10                  | aviationmuseum.eu    |

### El Salvador
| Ort          | Name des Museums (englisch/Landessprache)   | Anzahl der Exponate | Bemerkungen / Quelle |
| ------------ | ------------------------------------------- | ------------------- | -------------------- |
| San Salvador | Museo de Historia Militar Cuartel El Zapote | 5                   | aviationmuseum.eu    |
| San Salvador | Museo Nacional de Aviacion                  | 9                   | aviationmuseum.eu    |

### Guatemala
| Ort             | Name des Museums (englisch/Landessprache) | Anzahl der Exponate | Bemerkungen / Quelle |
| --------------- | ----------------------------------------- | ------------------- | -------------------- |
| Guatemala-Stadt | Museo del Ejército de Guatemala           | 2                   | aviationmuseum.eu    |

### Honduras
| Ort         | Name des Museums (englisch/Landessprache) | Anzahl der Exponate | Bemerkungen / Quelle |
| ----------- | ----------------------------------------- | ------------------- | -------------------- |
| Tegucigalpa | Fundación Museo del Aire de Honduras      | 30                  | aviationmuseum.eu    |

### Kuba
| Ort                      | Name des Museums (englisch/Landessprache) | Anzahl der Exponate | Bemerkungen / Quelle           |
| ------------------------ | ----------------------------------------- | ------------------- | ------------------------------ |
| Havanna                  | Museo del Aire                            | 27                  | aviationmuseum.eu geschlossen! |
| Havanna                  | Museo de la Revolucion                    | 2                   | aviationmuseum.eu              |
| Havanna                  | Che Guevara Pioneer Palace                | 9                   | aviationmuseum.eu              |
| Playa Girón              | Museo de la Intervención                  | 1                   | aviationmuseum.eu              |
| San Antonio de los Baños | San Antonio de los Baños Airfield Museum  | 11                  | aviationmuseum.eu              |

### Puerto Rico
| Ort       | Name des Museums (englisch/Landessprache)     | Anzahl der Exponate | Bemerkungen / Quelle     |
| --------- | --------------------------------------------- | ------------------- | ------------------------ |
| Aguadilla | Ramey Air Force Base Museum                   | 1                   | rameyafb.net             |
| Carolina  | Museo del Nino                                | 1                   | museodelninocarolina.com |
| Salinas   | Museo Militar Guardia Nacional De Puerto Rico | 5                   | figna.gobierno.pr        |

### Trinidad und Tobago
| Ort                       | Name des Museums (englisch/Landessprache) | Anzahl der Exponate | Bemerkungen / Quelle |
| ------------------------- | ----------------------------------------- | ------------------- | -------------------- |
| Chaguaramas, Diego Martin | Chaguaramas Military Museum               | 4                   | militarymuseumtt.com |

## Nordamerika

### Grönland
| Ort        | Name des Museums (englisch/Landessprache) | Anzahl der Exponate | Bemerkungen / Quelle |
| ---------- | ----------------------------------------- | ------------------- | -------------------- |
| Narsarsuaq | Narsarsuaq Museum “Bluie West One”        | -                   | narsarsuaqmuseum.gl  |

### Kanada
| Alberta                   |                                                               |      |                                    |
| Calgary                   | The Hangar Flight Museum (früher: Aero Space Museum)          | 25+  | thehangarmuseum.ca                 |
| Calgary                   | AVRO Museum/Avro Arrow II Project                             | 1    | aviationmuseum.eu                  |
| Calgary                   | The Military Museums                                          | 4    | themilitarymuseums.ca              |
| Calgary                   | The Hangar Flight Museum                                      | 26   | thehangarmuseum.ca                 |
| Calgary                   | Youthlink Calgary Police Interpretive Centre                  | 1    | youthlinkcalgary.com               |
| Cold Lake                 | Cold Lake Air Force Museum                                    | 5    | aviationmuseum.eu                  |
| Lethbridge                | Time Air Historical Society                                   | 3    | timeairhs.ca                       |
| Edmonton                  | Alberta Aviation Museum                                       | 33   | albertaaviationmuseum.com          |
| Nanton                    | Bomber Command Museum of Canada                               | 17   | bombercommandmuseum.ca             |
| Wetaskiwin                | Reynolds-Alberta Museum                                       | 70+  | reynoldsmuseum.ca                  |
| British Columbia          |                                                               |      |                                    |
| Comox                     | Comox Air Force Museum                                        | 11   | comoxairforcemuseum.ca             |
| Fort Langley              | B.C. Farm Machinery & Agricultural Museum                     | 1    | bcfma.com                          |
| Kelowna                   | KF Aerospace Centre for Excellence                            | 3    | kfcentre.ca                        |
| Langley                   | Canadian Museum of Flight                                     | 28   | canadianflight.org                 |
| Sidney                    | British Columbia Aviation Museum                              | 34+  | bcam.net                           |
| Manitoba                  |                                                               |      |                                    |
| Brandon                   | Commonwealth Air Training Plan Museum                         | 9    | airmuseum.ca                       |
| Winnipeg                  | Manitoba Military Aviation Museum                             | 11   | manitobamilitaryaviationmuseum.com |
| Winnipeg                  | Air Force Museum & Air Park                                   | 10   | facebook.com                       |
| Winnipeg                  | Royal Aviation Museum of Western Canada                       | 28   | royalaviationmuseum.com            |
| New Brunswick             |                                                               |      |                                    |
| Boiestown                 | Central New Brunswick Woodmen's Museum                        | 1    | woodmensmuseum.com                 |
| Edmundston                | Lancaster KB882 Preservation Society                          | 1    | aviationmuseum.eu                  |
| Oromocto                  | NB Military History Museum                                    | 3    | aviationmuseum.eu                  |
| Newfoundland and Labrador |                                                               |      |                                    |
| Botwood                   | Botwood Flying Boat Museum                                    | 1    | aviationmuseum.eu                  |
| Gander                    | North Atlantic Aviation Museum                                | 5    | northatlanticaviationmuseum.com    |
| Happy Valley              | Labrador Military Museum Canadian Forces Base Goose Bay       | 3    | aviationmuseum.eu                  |
| Musgrave Harbour          | Banting Memorial Interpretation Centre                        | 2    | musgraveharbour.com                |
| Northwest Territories     |                                                               |      |                                    |
| Yellowknife               | Prince of Wales Northern Heritage Center                      | 1    | pwnhc.ca                           |
| Nova Scotia               |                                                               |      |                                    |
| Cornwallis                | HMCS CFB Cornwallis Military Museum                           | 2    | cornwallismuseum.ca                |
| Greenwood                 | Greenwood Military Aviation Museum                            | 5    | gmam.ca                            |
| Halifax                   | Atlantic Canada Aviation Museum                               | 23   | atlanticcanadaaviationmuseum.com   |
| Shearwater                | Shearwater Aviation Museum                                    | 14   | shearwateraviationmuseum.ns.ca     |
| Ontario                   |                                                               |      |                                    |
| Borden                    | Base Borden Military Museum                                   | 17   | facebook.com                       |
| Caledon                   | The Great War Flying Museum                                   | 9    | greatwarflyingmuseum.org           |
| Campbellford              | Memorial Military Museum / Prototyp Research & Developement   | 13   | aviationmuseum.eu                  |
| Dunnville                 | No.6 Royal Canadian Air Force Dunnville Association Museum    | 7    | aviationmuseum.eu                  |
| Edenvale, Stayner         | Collingwood Classic Aircraft Foundation                       | 5    | classicaircraft.ca                 |
| Hornell Heights           | Canadian Forces Museum of Aerospace Defence                   | 4    | aerospacedefence.ca                |
| Kars                      | Swords And Ploughshares Museum                                | 1    | calnan.com                         |
| London                    | Jet Aircraft Museum                                           | 13   | jetaircraftmuseum.ca               |
| Mount Hope                | Canadian Warplane Heritage Museum                             | 55   | warplane.com                       |
| Ottawa                    | Canada Aviation and Space Museum                              | 140+ | ingeniumcanada.org                 |
| Ottawa                    | Canadian War Museum                                           | 5    | warmuseum.ca                       |
| Owen Sound                | Billy Bishop Home and Museum                                  | –    | billybishopmuseum.org              |
| Petawawa                  | Garrison Petawawa Military Museum                             | 3    | petawawamuseums.org                |
| Sault Ste. Marie          | Canadian Bushplane Heritage Centre                            | 22   | bushplane.com                      |
| Stayner                   | Canadian Air and Space Conservancy                            | 19+  | avroarrow203.com                   |
| Toronto                   | Toronto International Aerospace (Canadian Air & Space Museum) | 15   | aviationmuseum.eu                  |
| Trenton                   | National Air Force Museum of Canada                           | 25+  | airforcemuseum.ca                  |
| Windsor                   | Canadian Historical Aircraft Association                      | 6    | aviationmuseum.eu                  |
| Prince Edward Island      |                                                               |      |                                    |
| Summerside                | Summerside Airport Heritage Park                              | 3    | aviationmuseum.eu                  |
| Québec                    |                                                               |      |                                    |
| Bagotville                | Musee de la Defence Aerrienne / Air Defence Museum            | 8    | aviationmuseum.eu                  |
| Gatineau                  | Canadian Museum of History                                    | 2    | historymuseum.ca                   |
| Gatineau                  | Vintage Wings of Canada/Ailes d’époque du Canada              | 18   | vintagewings.ca                    |
| Knowlton                  | Brome County Historical Museum                                | 1    | aviationmuseum.eu                  |
| Québec                    | Musée de l’air et de l’espace                                 | –    | aerovision.org                     |
| Sainte-Anne-de-Bellevue   | Montreal Aviation Museum / Musée de l’aviation de Montréal    | 5+   | mam.quebec                         |
| Saskatchewan              |                                                               |      |                                    |
| Moose Jaw                 | Saskatchewan Western Development Museum                       | 20+  | wdm.ca                             |
| Regina                    | Royal Canadian Mounted Police Heritage Centre                 | 2    | rcmpheritagecentre.com             |
| Saskatoon                 | Saskatchewan Aviation Museum                                  | 15   | saskaviation.ca                    |
| Yukon-Territorium         |                                                               |      |                                    |
| Whitehorse                | Yukon Transportation Museum                                   | 4    | goytm.ca                           |

### Mexiko

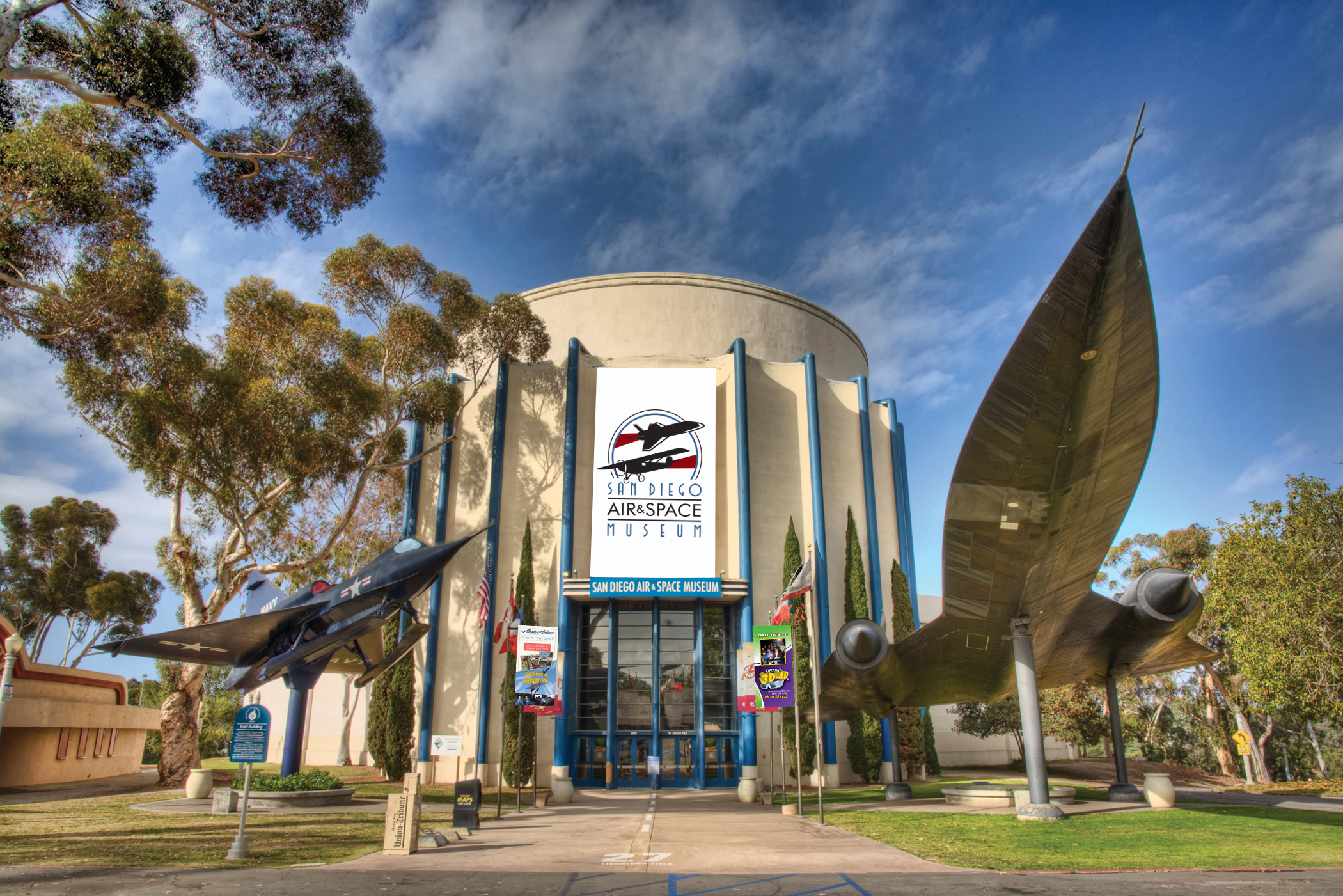
San Diego Air & Space Museum
Links: Convair YF2Y-1 Seadart
Rechts: Lockheed A-12 Oxcart

| Ort                                   | Name des Museums (englisch/Landessprache)                               | Anzahl der Exponate | Bemerkungen / Quelle |
| ------------------------------------- | ----------------------------------------------------------------------- | ------------------- | -------------------- |
| Charcas                               | Museo Interactivo El Meteorito                                          | 2                   | aviationmuseum.eu    |
| Ciudad Lerdo                          | Museo Francisco Sarabia                                                 | 1                   | aviationmuseum.eu    |
| Guadalajara                           | Museo del Ejércition Y Fuerza Aérea                                     | 11+                 | sedena.gob.mx        |
| Mexiko-Stadt                          | MUTEC – Museo Tecnologico de la Comision Federal de Electricidad        | 5                   | aviationmuseum.eu    |
| Puebla                                | Museo del Ejército y Fuerza Aérea Mexicanos                             | 1                   | aviationmuseum.eu    |
| Tizayocan                             | Bioparque de Convivencias Tizayocan                                     | 6                   | aviationmuseum.eu    |
| San Luis Potosí                       | Parque Tangamanga I                                                     | 4                   | aviationmuseum.eu    |
| Tizayuca                              | Bioparque de Convivencias Tizayocan                                     | 6                   | aviationmuseum.eu    |
| Torreón                               | Museo Nacional de la Aviación y el Espacio, la Ciencia y la Technologia | 1                   | aviationmuseum.eu    |
| Veracruz                              | MIX-Museo Interactivo de Xalapa                                         | 8                   | aviationmuseum.eu    |
| Veracruz                              | Museo Naval México                                                      | 2                   | aviationmuseum.eu    |
| Villahermosa                          | Museo Interactivo Papagayo                                              | 1                   | museopapagayo.com    |
| Xalapa                                | Museo Interactivo de Xalapa                                             | 8                   | aviationmuseum.eu    |
| Zumpango Base aérea n.º 1 Santa Lucía | Museo de la Fuerza Aerea Mexicana                                       | 73                  | sedena.gob.mx        |

### Vereinigte Staaten
| Alabama                                      |                                                                                   |      |                                                                                           |
| Birmingham                                   | Southern Museum of Flight                                                         | 80+  | southernmuseumofflight.org                                                                |
| Huntsville                                   | United States Space and Rocket Center                                             | 21   | ussrc.com                                                                                 |
| Huntsville                                   | U.S. Veteran’s Memorial Museum                                                    | 4+   | memorialmuseum.org                                                                        |
| Mobile                                       | USS Alabama Battleship Memorial Park                                              | 28   | ussalabama.com                                                                            |
| Montgomery                                   | Maxwell AFB Air Park                                                              | 10   | aviationmuseum.eu                                                                         |
| Ozark, Fort Rucker                           | United States Army Aviation Museum                                                | 55   | armyaviationmuseum.org                                                                    |
| Tuskegee                                     | Tuskegee Airmen National Historic Site                                            | –    | nps.gov                                                                                   |
| Alaska                                       |                                                                                   |      |                                                                                           |
| Anchorage                                    | Alaska Aviation Museum                                                            | 55+  | alaskaairmuseum.org                                                                       |
| Anchorage                                    | Kulis ANG Base Museum                                                             | 6    | aviationmuseum.eu                                                                         |
| Fairbanks                                    | Pioneer Air Museum                                                                | 20   | pioneerair.museum                                                                         |
| Juneau                                       | Alaska State Museum                                                               | 10   | museums.alaska.gov                                                                        |
| Wasilla                                      | Museum of Alaska Transportation and Industry                                      | 23   | museumofalaska.org                                                                        |
| Yakutat                                      | Alaska Warbird Museum -Yakutat History Foundation                                 | –    | yakutathistoryfoundation.org, im Entstehen                                                |
| Arizona                                      |                                                                                   |      |                                                                                           |
| Buckeye                                      | Lauridsen Aviation Museum                                                         | 17   | aviationmuseum.eu                                                                         |
| Fort Huachuca                                | Fort Huachuca Historical Museum                                                   | 2    | aviationmuseum.eu                                                                         |
| Kingman                                      | Kingman Army Airfield Museum                                                      | 13   | aviationmuseum.eu                                                                         |
| Mesa                                         | Commemorative Air Force – Arizona Wing                                            | 30+  | azcaf.org                                                                                 |
| Phoenix                                      | Arizona Military Museum                                                           | 3    | dema.az.gov                                                                               |
| Quartzsite                                   | Veterans Memorial Freedom Garden                                                  | 2    | aviationmuseum.eu                                                                         |
| Quartzsite                                   | W.A.S.P Museum                                                                    | 1    | waspmuseum.org                                                                            |
| Sahuarita                                    | Titan Missile Museum                                                              | 1+   | titanmissilemuseum.org                                                                    |
| Tucson                                       | Aerospace Maintenance and Regeneration Group (AMARG)                              | 65+  | amarc.info                                                                                |
| Tucson                                       | Pima Air & Space Museum                                                           | 210+ | pimaair.org                                                                               |
| Vale – Williams                              | Planes of Fame Air Museum                                                         | 42   | planesoffame.org seit Corona geschlossen (Stand Okt. 22), ob es wiedereröffnet wird?      |
| Arkansas                                     |                                                                                   |      |                                                                                           |
| Eureka Springs                               | Aviation Cadet Museum                                                             | 7    | aviationmuseum.eu                                                                         |
| Fayetteville                                 | Arkansas Air & Military Museum                                                    | 25   | arkansasairandmilitary.com                                                                |
| Fort Smith                                   | Fort Smith Air Museum                                                             | 1    | aviationmuseum.eu                                                                         |
| Jacksonville                                 | Jacksonville Museum of Military History                                           | 2    | jaxmilitarymuseum.org                                                                     |
| Walnut Ridge                                 | Wings of Honor Museum                                                             | 2+   | aviationmuseum.eu                                                                         |
| Colorado                                     |                                                                                   |      |                                                                                           |
| Colorado Springs                             | National Museum of World War II Aviation                                          | 35   | worldwariiaviation.org                                                                    |
| Colorado Springs                             | Peterson Air and Space Museum                                                     | 17   | petemuseum.org                                                                            |
| Colorado Springs                             | United States Air Force Academy                                                   | 12   | aviationmuseum.eu                                                                         |
| Denver                                       | Forney Museum of Transportation                                                   | 4    | forneymuseum.com                                                                          |
| Denver                                       | Wings Over the Rockies Aviation and Space Museum                                  | 40+  | wingsmuseum.org                                                                           |
| Englewood                                    | Wings Over the Rockies Exploration of Flight                                      | 3    | explorationofflight.org                                                                   |
| Fort Lupton                                  | Vintage Aero Flying Museum                                                        | 14   | vafm.org                                                                                  |
| Grand Junction                               | Museum of the West                                                                | 1    | museumofwesternco.com                                                                     |
| Pueblo                                       | Pueblo Weisbrod Aircraft Museum – International B-24 Museum                       | 32   | pwam.org                                                                                  |
| Connecticut                                  |                                                                                   |      |                                                                                           |
| Stratford                                    | Connecticut Air and Space Center                                                  | 14   | aviationmuseum.eu                                                                         |
| Stratford                                    | National Helicopter Museum                                                        | 2    | nationalhelicoptermuseum.org                                                              |
| Windsor Locks                                | New England Air Museum                                                            | 95   | neam.org                                                                                  |
| Delaware                                     |                                                                                   |      |                                                                                           |
| Dover                                        | Delaware Agricultural Museum                                                      | 1    | agriculturalmuseum.org                                                                    |
| Dover                                        | Delaware State Police Museum                                                      | 1    | facebook.com                                                                              |
| Dover                                        | Air Mobility Command Museum                                                       | 40   | amcmuseum.org                                                                             |
| Georgetown                                   | Delaware Aviation Museum                                                          | 11   | delawareaviationmuseum.org                                                                |
| Florida                                      |                                                                                   |      |                                                                                           |
| Cape Canaveral Air Force Station             | Air Force Space and Missile Museum                                                | –    | afspacemuseum.org                                                                         |
| DeLand                                       | DeLand Naval Air Station Museum                                                   | 6    | delandnavalairmuseum.org                                                                  |
| Fort Lauderdale                              | Museum of Discovery and Science                                                   | –    | mods.org                                                                                  |
| Fort Lauderdale                              | Naval Air Station Fort Lauderdale Museum                                          | –    | nasflmuseum.com                                                                           |
| Fort Myers                                   | Southwest Florida Museum of History                                               | 1    | swflmuseumofhistory.com                                                                   |
| Fort Pierce                                  | National Navy UDT – SEAL Museum                                                   | 1    | navysealmuseum.com                                                                        |
| Fort Walton Beach, Hurlburt Field            | Memorial Air Park/Air Command Museum                                              | 18   | aviationmuseum.eu                                                                         |
| Jacksonville, NAS Jacksonville               | Aircraft Heritage Park                                                            | 15   | cnrse.cnic.navy.mil                                                                       |
| Kissimmee                                    | Kissimmee Air Museum                                                              | 16   | warbirdadventures.com                                                                     |
| Kissimmee                                    | Stallion 51                                                                       | 5    | stallion51.com                                                                            |
| Lakeland                                     | Aerospace Discovery at the Florida Air Museum / SUN ’n FUN Air Museum             | 60+  | floridaairmuseum.org                                                                      |
| Largo                                        | The Armed Forces Military Museum                                                  | 2+   | facebook.com                                                                              |
| Marathon                                     | EAA Air Museum                                                                    | 4    | aviationmuseum.eu                                                                         |
| Merritt Island                               | Brevard Veterans Memorial Center                                                  | 2    | facebook.com                                                                              |
| Merritt Island                               | Kennedy Space Center                                                              | 1+   | kennedyspacecenter.com                                                                    |
| Miami                                        | Wings Over Miami Air Museum                                                       | 20   | wingsovermiami.com                                                                        |
| Ocala                                        | Don Garlits Museum of Drag Racing                                                 | 1    | garlits.com                                                                               |
| Orlando                                      | Larry E. Smedley National Vietnam War Museum                                      | 2    | aviationmuseum.eu                                                                         |
| Orlando                                      | B-52 Memorial Park                                                                | 1    | Orlando Int. Airport, Bear Road, östl. Runway 18L                                         |
| Panama City, Tyndall AFB                     | Tyndall Air Park                                                                  | 4    | aviationmuseum.eu                                                                         |
| Pensacola, NAS Pensacola                     | National Museum of Naval Aviation                                                 | 160+ | navalaviationmuseum.org                                                                   |
| Polk City                                    | Fantasy of Flight                                                                 | 65+  | fantasyofflight.com                                                                       |
| Shalimar, Eglin Air Force Base               | Air Force Armament Museum                                                         | 30+  | afarmamentmuseum.com                                                                      |
| St. Petersburg                               | St. Petersburg Museum of History                                                  | 1    | spmoh.com                                                                                 |
| Starke                                       | Camp Blanding Museum and Memorial Park                                            | 7    | campblanding-museum.org                                                                   |
| Tampa                                        | Hillsborough County Veterans Memorial Park and Museum                             | 4    | veteransparkhc.com                                                                        |
| Tampa                                        | Tampa Police Museum                                                               | 1    | tampapolicememorial.org                                                                   |
| Titusville                                   | Valiant Air Command Warbirds Museum                                               | 52   | warbirdairmuseum.com                                                                      |
| Zephyrhills                                  | Zephyrhills Museum of Military History                                            | 1    | aviationmuseum.eu                                                                         |
| Georgia                                      |                                                                                   |      |                                                                                           |
| Atlanta                                      | Delta Flight Museum                                                               | 6    | deltamuseum.org                                                                           |
| Columbus                                     | National Infantry Museum                                                          | 6    | nationalinfantrymuseum.com                                                                |
| Cordele                                      | Georgia Veterans Memorial State Park                                              | 5    | gastateparks.org                                                                          |
| Dallas                                       | Museum of Flight                                                                  | -    | mofts.org nur Motoren und Sonstiges, Flugzeuge in Rome (nach Voranmeldung)                |
| Douglas                                      | World War Two Flight Training Museum                                              | 8    | wwiiflighttraining.org                                                                    |
| Forest Park                                  | National Museum of Commercial Aviation                                            | 3    | airmuseumnetwork.com                                                                      |
| Fort Oglethorpe                              | 6th Cavalry Museum                                                                | 1    | 6thcavalrymuseum.org                                                                      |
| Fort Stewart                                 | 3d Infantry Division Museum                                                       | 2    | facebook.com, army.mil                                                                    |
| Marietta                                     | Aviation Wing of the Marietta Museum of History                                   | 11   | mariettahistory.org                                                                       |
| Peachtree City                               | Aircraft Spruce and Special Collection                                            | 3    | aviationmuseum.eu                                                                         |
| Peachtree City                               | Commemorative Air Force – Dixie Wing                                              | 12   | airbasegeorgia.org                                                                        |
| Pooler                                       | Mighty Eighth Air Force Heritage Museum                                           | 11   | mightyeighth.org                                                                          |
| Rome                                         | Museum of Flight                                                                  | 6    | mofts.org Flugzeuge zu besichtigen nur nach Voranmeldung, Motoren und Sonstiges in Dallas |
| Thomasville                                  | Power of the Past Museum                                                          | 2    | powerofthepast.org                                                                        |
| Warner Robins                                | Museum of Aviation                                                                | 68   | museumofaviation.org                                                                      |
| Williamson                                   | Candler Field Museum                                                              | 7    | peachstateaero.com                                                                        |
| Hawaii                                       |                                                                                   |      |                                                                                           |
| Ford Island                                  | Pacific Aviation Museum Pearl Harbor                                              | 38   | pacificaviationmuseum.org                                                                 |
| Honolulu                                     | Hawaii Army Museum Society                                                        | 1    | hiarmymuseumsoc.org                                                                       |
| Kapolei                                      | Naval Air Museum Barbers Point                                                    | 10   | facebook.com                                                                              |
| Kahului                                      | Paper Airplane Museum                                                             | –    | theonlinepaperairplanemuseum.com                                                          |
| Idaho                                        |                                                                                   |      |                                                                                           |
| Boise                                        | Idaho Military History Museum                                                     | 2    | museum.mil.idaho.gov                                                                      |
| Nampa                                        | Warhawk Air Museum                                                                | 13   | warhawkairmuseum.org                                                                      |
| Nampa                                        | Spirit of Flight Center                                                           | 12   | spiritofflight.com                                                                        |
| Rexburg                                      | Legacy Flight Museum                                                              | 16   | legacyflightmuseum.com                                                                    |
| Sagle                                        | Bird Aviation Museum                                                              | 20   | birdaviationmuseum.com                                                                    |
| Illinois                                     |                                                                                   |      |                                                                                           |
| Bloomington                                  | McLean County Museum of History                                                   | 1    | mchistory.org                                                                             |
| Bloomington                                  | Prairie Aviation Museum                                                           | 12   | prairieaviationmuseum.org                                                                 |
| Bolingbrook                                  | Illinois Aviation Museum                                                          | 7    | illinoisaviationmuseum.org                                                                |
| Cahokia                                      | Greater St. Louis Air and Space Museum                                            | 6    | airandspacemuseum.org                                                                     |
| Chicago                                      | Museum of Science and Industry                                                    | 10+  | msichicago.org                                                                            |
| Chicago O’Hare International Airport         | Battle of Midway Memorial/Chicago Marine Heritage Society                         | 1    | chicagomarineheritage.org                                                                 |
| Glenview                                     | Glenview Naval Air Station Museum                                                 | 1    | thehangarone.org                                                                          |
| Great Lakes                                  | Great Lakes Naval Museum                                                          | 1    | greatlakesnavalmuseum.org                                                                 |
| Lincoln                                      | Heritage in Flight Museum                                                         | 8    | heritageinflight.org                                                                      |
| Poplar Grove                                 | Vintage Wings & Wheels Museum                                                     | 6    | poplargrovewingsandwheels.com                                                             |
| Quincy                                       | World Aerospace Museum                                                            | 14   | jet-warbirds.com                                                                          |
| River Grove                                  | Cernan Earth and Space Center                                                     | -    | triton.edu                                                                                |
| Rockford                                     | Midway Village and Museum Center                                                  | 2    | midwayvillage.com                                                                         |
| Russel                                       | Russell Military Museum                                                           | 37   | russellmilitarymuseum.com                                                                 |
| Springfield                                  | Air Combat Museum                                                                 | 13   | aircombatmuseum.org                                                                       |
| Springfield                                  | Illinois State Military Museum                                                    | 2    | facebook.com                                                                              |
| Sugar Grove                                  | Air Classics Museum of Aviation                                                   | 11   | airclassicsmuseum.org                                                                     |
| Wheaton                                      | First Division Museum at Cantigny                                                 | 1    | firstdivisionmuseum.org                                                                   |
| Indiana                                      |                                                                                   |      |                                                                                           |
| Anderson                                     | Military Armor Museum                                                             | 5    | aviationmuseum.eu                                                                         |
| Auburn                                       | Hoosier Air Museum                                                                | 20   | hoosierairmuseum.org                                                                      |
| Auburn                                       | National Military History Center (früher: World War II Victory Museum)            | 3    | aviationmuseum.eu                                                                         |
| Columbus                                     | Atterbury-Bakalar Museum                                                          | 3    | atterburybakalarairmuseum.org                                                             |
| Crawfordsville                               | Ropkey Armor Museum                                                               | 15   | ropkeyarmormuseum.com                                                                     |
| Edinburgh                                    | Camp Atterbury Museum                                                             | 1    | atterburymuscatatuck.in.ng.mil                                                            |
| Fort Wayne, Fort Wayne International Airport | Greater Fort Wayne Aviation Museum                                                | 1    | fwairport.com                                                                             |
| Grissom Air Force Base                       | Grissom Air Museum                                                                | 28   | grissomairmuseum.com                                                                      |
| Hagerstown                                   | Wilbur Wright Birthplace Museum                                                   | 2    | wwbirthplace.com                                                                          |
| Indianapolis                                 | Rolls-Royce Heritage Trust Allison Branch/James A. Allison Exhibition center      | –    | aviationmuseum.eu                                                                         |
| La Porte                                     | La Porte County Historical Society Museum                                         | 4    | laportecountyhistory.org                                                                  |
| Mentone                                      | Archimedes Rotorcraft and V/STOL Museum                                           | 12   | aviationmuseum.eu                                                                         |
| Mentone                                      | Lawrence D. Bell Aviation Museum                                                  | 4    | bellaircraftmuseum.org                                                                    |
| Mitchell                                     | Virgil I. Gus Grissom Memorial Museum                                             | –    | in.gov                                                                                    |
| Muncie                                       | National Model Aviation Museum                                                    | –    | modelaircraft.org nur Modelle!                                                            |
| Richmond                                     | Wayne County Historical Museum                                                    | 1    | waynecountyhistoricalmuseum.org                                                           |
| Seymour                                      | Freeman Army Airfield Museum                                                      | –    | freemanfield.org                                                                          |
| Vincennes                                    | Indiana Military Museum                                                           | 7    | indianamilitarymuseum.com                                                                 |
| Iowa                                         |                                                                                   |      |                                                                                           |
| Ankeny                                       | Iowa Aviation Heritage Museum                                                     | 12   | iowaaviationheritagemuseum.webs.com                                                       |
| Council Bluffs                               | Commemorative Air Force – Great Plains Wing – Museum                              | 2    | commemorativeairforce.org                                                                 |
| Des Moines                                   | Iowa State Historical Museum                                                      | 3    | iowahistory.org                                                                           |
| Greenfield                                   | Iowa Aviation Museum                                                              | 19   | flyingmuseum.com                                                                          |
| Indianola                                    | National Balloon Museum & U. S. Ballooning Hall of Fame                           | −4   | nationalballoonmuseum.com                                                                 |
| Johnston                                     | Iowa Gold Star Military Museum Camp Dodge                                         | 4    | goldstarmuseum.iowa.gov                                                                   |
| Onawa                                        | Monona County Veterans Memorial                                                   | 2    | facebook.com                                                                              |
| Ottumwa                                      | Airpower Museum                                                                   | 40+  | antiqueairfield27.com                                                                     |
| Sioux City                                   | Mid America Museum of Aviation & Transportation                                   | 22   | midamericaairmuseum.org                                                                   |
| Kalifornien                                  |                                                                                   |      |                                                                                           |
| Alameda                                      | Alameda Naval Air Museum                                                          | 2    | alamedanavalairmuseum.org                                                                 |
| Alameda                                      | USS Hornet Museum                                                                 | 20   | uss-hornet.org                                                                            |
| Atwater                                      | Castle Air Museum                                                                 | 53   | castleairmuseum.org                                                                       |
| Bakersfield                                  | Golden Age Flight Museum                                                          | 10   | goldenageflightmuseum.org                                                                 |
| Bakersfield                                  | Kern County Museum                                                                | 2    | kerncountymuseum.org                                                                      |
| Boron                                        | Colonel Vernon P. Saxon Jr. Aerospace Museum                                      | 3    | saxonaerospacemuseum.com                                                                  |
| Camarillo                                    | Commemorative Air Force – Southern California Wing – WW II Aviation Museum        | 17   | cafsocal.com                                                                              |
| Chico                                        | Chico Air Museum                                                                  | 19   | chicoairmuseum.org                                                                        |
| Chino                                        | Planes of Fame Air Museum                                                         | 160+ | planesoffame.org                                                                          |
| Chino                                        | Yanks Air Museum                                                                  | 75+  | yanksair.com                                                                              |
| Compton                                      | Tomorrow’s Aeronautical Museum                                                    | 13   | facebook.com                                                                              |
| Edwards Air Force Base                       | Air Force Flight Test Center Museum                                               | 18   | flighttestmuseum.org                                                                      |
| Edwards Air Force Base                       | NASA Dryden Flight Research Center                                                | 8    | nasa.gov                                                                                  |
| El Cajon                                     | Allen Airways Flying Museum                                                       | 4    | allenairwaysflyingmuseum.com                                                              |
| El Cajon                                     | Commemorative Air Force – Air Group One                                           | 3    | ag1caf.org                                                                                |
| El Cajon                                     | San Diego Air and Space Museum Restoration Facility                               | 38   | sandiegoairandspace.org                                                                   |
| Firebaugh                                    | Central California Historical Military Museum                                     | 14   | aviationmuseum.eu                                                                         |
| Fort Irwin                                   | National Training Center & 11th Armored Cavalry Regiment Museum                   | 4    | aviationmuseum.eu                                                                         |
| Hemet                                        | Ryan School of Aeronautics Museum                                                 | 1    | aviationmuseum.eu                                                                         |
| Imperial                                     | Pioneers Park Museum                                                              | 1    | pioneersmuseum.org                                                                        |
| Los Angeles                                  | Battleship USS Iowa Museum                                                        | 1    | pacificbattleship.com                                                                     |
| Los Angeles                                  | California Science Center                                                         | 14   | californiasciencecenter.org                                                               |
| Los Angeles                                  | Flight Path Learning Center and Museum                                            | 2    | flightpathlax.com                                                                         |
| Los Angeles                                  | Los Angeles Police Museum                                                         | 1    | laphs.org                                                                                 |
| Los Angeles                                  | The Proud Bird Restaurant & Events Center                                         | 16   | theproudbird.com                                                                          |
| Marysville                                   | Museum of the Forgotten Warriors                                                  | 2    | museumoftheforgottenwarriors.org                                                          |
| McClellan Air Force Base                     | Aerospace Museum of California                                                    | 41   | aerospaceca.org                                                                           |
| Modesto                                      | Hillier Air Museum                                                                | 9    | aviationmuseum.eu                                                                         |
| Moffett Federal Airfield                     | Moffett Field Historical Society Museum                                           | 5+   | moffettfieldmuseum.org                                                                    |
| Mojave                                       | Mojave Spaceport Legacy Park                                                      | 4    | mojaveairport.com                                                                         |
| Mountain View                                | Moffett Field Museum                                                              | –    | moffettfieldmuseum.org                                                                    |
| Mountain View                                | NASA Ames Exploration Center                                                      | 5+   | nasa.gov                                                                                  |
| Murrieta                                     | Wings and Rotors Air Museum                                                       | 6    | aviationmuseum.eu                                                                         |
| Naval Air Station Point Mugu                 | Point Mugu Naval Air Station Air Park                                             | 2+   | www.air-and-space.com                                                                     |
| Oakland                                      | Oakland Aviation Museum                                                           | 37   | oaklandaviationmuseum.org                                                                 |
| Oakland                                      | Oakland Museum of California                                                      | 2    | museumca.org                                                                              |
| Palmdale                                     | Blackbird Airpark                                                                 | 4    | afftcmuseum.org                                                                           |
| Palmdale                                     | Joe Davies Heritage Airpark at Palmdale Plant 42                                  | 17   | cityofpalmdale.org                                                                        |
| Palm Springs                                 | Palm Springs Air Museum                                                           | 40   | palmspringsairmuseum.org                                                                  |
| Paso Robles                                  | Estrella Warbirds Museum                                                          | 35+  | ewarbirds.org                                                                             |
| Ramona                                       | Classic Rotors Museum                                                             | 40   | rotors.org                                                                                |
| Rialto                                       | Warbirds West Air Museum                                                          | 7    | facebook.com                                                                              |
| Ridgecrest, China Lake                       | U.S. Naval Museum of Armament and Technology                                      | 12   | chinalakemuseum.org                                                                       |
| Riverside                                    | March Field Museum                                                                | 70+  | marchfield.org                                                                            |
| Riverside                                    | P-38 Museum                                                                       | 1    | p38assn.org                                                                               |
| San Carlos                                   | Hiller Aviation Museum                                                            | 60+  | hiller.org                                                                                |
| San Diego                                    | California Flight Museum                                                          | 6    | facebook.com                                                                              |
| San Diego                                    | Flying Leatherneck Aviation Museum                                                | 37   | flyingleathernecks.org                                                                    |
| San Diego                                    | San Diego Air & Space Museum                                                      | 60+  | sandiegoairandspace.org                                                                   |
| San Diego                                    | USS Midway Museum                                                                 | 26   | midway.org                                                                                |
| San Francisco                                | Exploratorium                                                                     | 2    | exploratorium.edu                                                                         |
| San Francisco                                | Louis A. Turpen Aviation Museum                                                   | 1    | aviationmuseum.eu                                                                         |
| San Luis Obispo                              | California Army National Guard Museum                                             | 7    | aviationmuseum.eu                                                                         |
| San Martin                                   | Wings of History Air Museum                                                       | 40+  | wingsofhistory.org                                                                        |
| Santa Ana                                    | Lyon Air Museum                                                                   | 6    | lyonairmuseum.org                                                                         |
| Santa Maria                                  | Santa Maria Museum of Flight                                                      | 24   | smmof.org                                                                                 |
| Santa Monica                                 | Museum of Flying                                                                  | 33   | museumofflying.com                                                                        |
| Santa Paula                                  | Aviation Museum of Santa Paula                                                    | 11   | aviationmuseumofsantapaula.org                                                            |
| Santa Rosa                                   | Pacific Coast Air Museum                                                          | 35+  | pacificcoastairmuseum.org                                                                 |
| Shafter                                      | Minter Field Air Museum                                                           | 17   | minterfieldairmuseum.com                                                                  |
| Simi Valley                                  | Ronald Reagan Presidential Library and Museum                                     | 3    | reaganfoundation.org                                                                      |
| South El Monte                               | American Society of Military History Museum                                       | 1    | tankland.com                                                                              |
| Torrance                                     | Western Museum of Flight                                                          | 22   | wmof.com                                                                                  |
| Travis Air Force Base                        | Travis Air Force Base Aviation Museum                                             | 46   | travisafbaviationmuseum.org                                                               |
| Tulare                                       | American Veterans Memorial                                                        | 2    | aviationmuseum.eu                                                                         |
| Tulare                                       | International Agri-Center®                                                        | 1    | internationalagricenter.com                                                               |
| Vacaville                                    | Rowland Freedom Center                                                            | 9    | rowlandfreedomcenter.org                                                                  |
| Whittier                                     | Whittier Museum                                                                   | 1    | whittiermuseum.org                                                                        |
| Yorba Linda                                  | The Richard Nixon Library & Birthplace Foundation                                 | 1    | aviationmuseum.eu                                                                         |
| Kansas                                       |                                                                                   |      |                                                                                           |
| Ashland                                      | Pioneer-Krier Museum – Harold Krier Field Aerobatic Museum                        | 2    | aviationmuseum.eu                                                                         |
| Atchison                                     | Amelia Earhart Birthplace Museum                                                  | –    | ameliaearhartmuseum.org                                                                   |
| Augusta                                      | Kansas Museum of Military History                                                 | 3    | kansastravel.org                                                                          |
| Coffeyville                                  | Coffeyville Aviation Heritage Museum                                              | 5    | kansastravel.org                                                                          |
| Concordia                                    | Cloud County Historical Museum                                                    | 1    | facebook.com                                                                              |
| Goodland                                     | High Plains Museum                                                                | 1    | highplainsmuseum.org                                                                      |
| Hutchinson                                   | Kansas Cosmosphere & Space Center                                                 | 6    | cosmo.org                                                                                 |
| Liberal                                      | Mid-America Air Museum                                                            | 110+ | midamericaairmuseum.org                                                                   |
| Topeka                                       | American Flight Museum                                                            | 1    | facebook.com                                                                              |
| Topeka                                       | Combat Air Museum                                                                 | 37+  | combatairmuseum.org                                                                       |
| Topeka                                       | Kansas Museum of History                                                          | 1    | kshs.org                                                                                  |
| Topeka                                       | Museum of the Kansas National Guard                                               | 9    | kansasguardmuseum.org                                                                     |
| Wichita                                      | Kansas Aviation Museum                                                            | 36   | kansasaviationmuseum.org                                                                  |
| Kentucky                                     |                                                                                   |      |                                                                                           |
| Bowling Green                                | Aviation Heritage Park                                                            | 8    | aviationheritagepark.com                                                                  |
| Fort Campbell                                | Don F. Pratt Memorial Museum                                                      | 9    | fortcampbell.com                                                                          |
| Fort Knox                                    | General George Patton Museum                                                      | 1    | generalpatton.org                                                                         |
| Lexington                                    | Aviation Museum of Kentucky                                                       | 19   | aviationky.org                                                                            |
| Louisiana                                    |                                                                                   |      |                                                                                           |
| Barksdale Air Force Base                     | Barksdale Global Power Museum                                                     | 21+  | barksdaleglobalpowermuseum.com                                                            |
| England Air Force Base Alexandria            | Flying Tiger Heritage Park                                                        | 5    | aviationmuseum.eu                                                                         |
| Fort Polk                                    | Fort Polk Military Museum                                                         | 8    | aviationmuseum.eu                                                                         |
| Houma                                        | Regional Military Museum                                                          | 1    | regional.daginnovation.com                                                                |
| Monroe                                       | Chennault Aviation and Military Museum                                            | 6    | chennaultmuseum.org                                                                       |
| New Orleans                                  | Jackson Barracks Military Museum                                                  | 11   | aviationmuseum.eu                                                                         |
| New Orleans                                  | National World War II Museum                                                      | 11   | nationalww2museum.org                                                                     |
| Patterson                                    | Wedell-Williams Memorial Aviation & Cypress Sawmill Museum                        | 11   | crt.state.la.us                                                                           |
| Ruston                                       | Louisiana Military Museum                                                         | 4    | aviationmuseum.eu                                                                         |
| Maine                                        |                                                                                   |      |                                                                                           |
| Augusta                                      | Maine Military Historical Society Museum                                          | 1    | mainemilmuseum.org                                                                        |
| Bangor                                       | Cole Land Transportation Museum                                                   | 1    | colemuseum.org                                                                            |
| Bangor                                       | Maine Air Museum / The Maine Aviation Historical Society                          | 4+   | maineairmuseum.com                                                                        |
| Owls Head                                    | Owls Head Transportation Museum                                                   | 29   | ohtm.org                                                                                  |
| Maryland                                     |                                                                                   |      |                                                                                           |
| Annapolis                                    | U.S. Naval Academy Museum                                                         | 4    | usna.edu                                                                                  |
| Baltimore                                    | Baltimore Museum of Industry                                                      | 2    | thebmi.org                                                                                |
| College Park                                 | College Park Aviation Museum                                                      | 12   | collegeparkaviationmuseum.com                                                             |
| Fort George G. Meade                         | NSA – National Vigilance Park                                                     | 3    | nsa.gov                                                                                   |
| Greenbelt                                    | NASA Goddard Space Flight Center Visitor Center                                   | –    | nasa.gov                                                                                  |
| Hagerstown                                   | Hagerstown Aviation Museum                                                        | 12   | hagerstownaviationmuseum.org                                                              |
| Lexington Park                               | Patuxent River Naval Air Museum                                                   | 24   | paxmuseum.com                                                                             |
| Massey                                       | Massey Air Museum                                                                 | 23   | masseyaero.org                                                                            |
| Middle River                                 | Glenn L. Martin Maryland Aviation Museum                                          | 11   | mdairmuseum.org                                                                           |
| Suitland                                     | Airmen Memorial Museum                                                            | –    | aviationmuseum.eu                                                                         |
| Massachusetts                                |                                                                                   |      |                                                                                           |
| Boston                                       | Museum of Science                                                                 | –    | mos.org, 1/5 Model von Skylab                                                             |
| Fall River                                   | Battleship Cove                                                                   | 4    | battleshipcove.org                                                                        |
| Springfield                                  | Springfield Science Museum                                                        | 3    | springfieldmuseums.org                                                                    |
| Stow                                         | The Collings Foundation                                                           | 25+  | collingsfoundation.org                                                                    |
| Michigan                                     |                                                                                   |      |                                                                                           |
| Belleville                                   | Yankee Air Museum                                                                 | 50+  | yankeeairmuseum.org                                                                       |
| Dearborn                                     | Henry Ford Museum & Greenfield Village                                            | 16   | thehenryford.org                                                                          |
| Detroit                                      | Tuskegee Airmen National Historical Museum                                        | –    | tuskegeeairmennationalmuseum.org                                                          |
| Frankenmuth                                  | Michigan Own Military and Space Museum                                            | 1    | michigansmilitarymuseum.com                                                               |
| Grand Rapids                                 | Gerald R. Ford Museum                                                             | 1    | fordlibrarymuseum.gov                                                                     |
| Grand Rapids                                 | Public Museum of Grand Rapids                                                     | 1    | grmuseum.org                                                                              |
| Howell                                       | Warbirds of Glory Museum                                                          | 1    | warbirdsofglory.org                                                                       |
| Lansing                                      | Michigan Historical Museum                                                        | 1    | michigan.gov                                                                              |
| Marquette                                    | K.I. Sawyer Heritage Air Museum                                                   | 6    | kishamuseum.org                                                                           |
| Mount Clemens, Selfridge ANGB                | Selfridge Military Air Museum                                                     | 30+  | selfridgeairmuseum.org                                                                    |
| Oscoda–Wurtsmith Airport                     | Wurtsmith Air Museum                                                              | 4+   | wurtsmithairmuseum.org                                                                    |
| Portage                                      | Kalamazoo Aviation History Museum/Air Zoo                                         | 85+  | airzoo.org                                                                                |
| Minnesota                                    |                                                                                   |      |                                                                                           |
| Blaine                                       | Golden Wings Flying Museum                                                        | 40+  | goldenwingsmuseum.com                                                                     |
| Fountain                                     | Fillmore County History Center                                                    | 2    | fillmorecountyhistory.wordpress.com                                                       |
| Granite Falls                                | Fagen Fighters WWII Museum                                                        | 21   | fagenfighterswwiimuseum.org                                                               |
| Little Falls                                 | Charles A. Lindbergh Historic Site                                                | –    | sites.mnhs.org                                                                            |
| Little Falls                                 | Minnesota Military Museum                                                         | 8    | mnmilitarymuseum.org                                                                      |
| Minneapolis                                  | Minnesota Air Guard Museum                                                        | 19   | mnangmuseum.org                                                                           |
| South St. Paul                               | Commemorative Air Force – Minnesota Wing                                          | 7    | cafmn.org                                                                                 |
| St. Paul                                     | Minnesota History Center                                                          | 1    | mnhs.org                                                                                  |
| Mississippi                                  |                                                                                   |      |                                                                                           |
| Bay St. Louis                                | Stennis Space Center – Stennissphere                                              | 2+   | nasa.gov                                                                                  |
| Greenville                                   | Greenville Air Force Base Museum                                                  | 1    | aviationmuseum.eu                                                                         |
| Gulfport                                     | Mississippi Aviation Heritage Museum                                              | 5+   | browncondorassociation.com                                                                |
| Hattiesburg                                  | Mississippi Armed Forces Museum                                                   | 7    | msarmedforcesmuseum.org                                                                   |
| Jackson                                      | Mississippi Agriculture & Forestry Museum / National Agricultural Aviation Museum | 4    | msagmuseum.org                                                                            |
| Laurel                                       | Veterans Memorial Museum                                                          | 2    | veterans-memorial-museum.org                                                              |
| Missouri                                     |                                                                                   |      |                                                                                           |
| Bloomfield                                   | National Stars and Stripes Museum                                                 | 1    | nssml.org                                                                                 |
| Branson                                      | Veterans Memorial Museum                                                          | 1    | veteransmemorialbranson.com                                                               |
| Jefferson City                               | Museum of Missouri Military History                                               | 6    | aviationmuseum.eu                                                                         |
| Kansas City                                  | National Airline History Museum                                                   | 6    | airlinehistory.org                                                                        |
| Kansas City                                  | National World War I Museum at Liberty Memorial                                   | 3    | theworldwar.org                                                                           |
| Kansas City                                  | Science City – Union Station                                                      | 2    | unionstation.org                                                                          |
| Marshall                                     | Nicholas Beazley Aviation Museum                                                  | 5    | nicholasbeazley.org                                                                       |
| Portage Des Sioux                            | Commemorative Air Force – Missouri Wing                                           | 3    | cafmo.org                                                                                 |
| Springfield                                  | Air and Military Museum of the Ozarks                                             | 5    | ammomuseum.org                                                                            |
| St. Joseph                                   | National Military Heritage Museum                                                 | 4    | militaryheritagemuseum.org                                                                |
| St. Louis                                    | City Museum                                                                       | 3    | citymuseum.org                                                                            |
| St. Louis                                    | Historic Aircraft Restoration Museum                                              | 54+  | historicaircraftrestorationmuseum.org                                                     |
| St. Louis                                    | James S. McDonnell Prologue Room An Air & Space History Exhibit                   | –    | aviationmuseum.eu                                                                         |
| St. Louis                                    | Missouri History Museum                                                           | 1    | mohistory.org Nachbau der „Spirit of St. Louis“                                           |
| St. Louis                                    | Museum of Transportation                                                          | 2    | transportmuseumassociation.org                                                            |
| St. Louis                                    | Saint Louis Science Center                                                        | 1    | slsc.org                                                                                  |
| Montana                                      |                                                                                   |      |                                                                                           |
| Bozeman                                      | Museum of the Rockies                                                             | 1    | museumoftherockies.org                                                                    |
| Glasgow                                      | Valley County Pioneer Museum                                                      | 1    | mtmemory.org                                                                              |
| Great Falls                                  | Malmstrom Air Force Base Museum                                                   | 7    | malmstrom.af.mil                                                                          |
| Great Falls                                  | Montana Air National Guard                                                        | 5    | goang.com                                                                                 |
| Libby                                        | Stonehenge Air Museum Fortine                                                     | 26   | stonehengeairmuseum.org                                                                   |
| Missoula                                     | Museum of Mountain Flying                                                         | 12   | visitmt.com                                                                               |
| Missoula                                     | Rocky Mountain Museum of Military History                                         | 1    | fortmissoula.org                                                                          |
| Polson                                       | Miracle of America Museum                                                         | 7    | miracleofamericamuseum.org                                                                |
| Roundup                                      | Musselshell Valley Historical Museum                                              | 1    | mvhm.us                                                                                   |
| Nebraska                                     |                                                                                   |      |                                                                                           |
| Ashland                                      | Strategic Air Command & Aerospace Museum                                          | 33   | sasmuseum.com                                                                             |
| Lexington                                    | Dawson County Historical Museum                                                   | 1    | dchsmuseum.com                                                                            |
| Lexington                                    | Heartland Museum of Military Vehicles                                             | 4    | heartlandmuseum.com                                                                       |
| Minden                                       | Harold Warp Pioneer Village                                                       | 20   | pioneervillage.org                                                                        |
| Omaha                                        | Freedom Park United States Naval Museum                                           | 5    | aviationmuseum.eu                                                                         |
| Nevada                                       |                                                                                   |      |                                                                                           |
| Fallon                                       | Naval Air Station Fallon Air Park                                                 | 25   | aviationmuseum.eu                                                                         |
| Hawthorne                                    | Hawthorne Ordnance Museum                                                         | 2    | hawthorneordnancemuseum.com                                                               |
| Las Vegas                                    | Howard W. Cannon Aviation Museum                                                  | 1    | clarkcountynv.gov                                                                         |
| Las Vegas                                    | National Atomic Testing Museum                                                    | 1    | nationalatomictestingmuseum.org                                                           |
| Las Vegas, Nellis AFB                        | Freedom Park                                                                      | 7    | nellis.af.mil                                                                             |
| Las Vegas, Nellis AFB                        | Thunderbirds Museum                                                               | 1    | afthunderbirds.com                                                                        |
| Las Vegas                                    | The American Museum of Aviation                                                   | 7+   | facebook.com                                                                              |
| New Hampshire                                |                                                                                   |      |                                                                                           |
| Londonderry                                  | Aviation Museum of New Hampshire                                                  | –    | nhahs.org                                                                                 |
| Wolfeboro                                    | Wright Museum                                                                     | 1    | wrightmuseum.org                                                                          |
| New Jersey                                   |                                                                                   |      |                                                                                           |
| Camden                                       | USS New Jersey Battleship Museum                                                  | 1    | battleshipnewjersey.org                                                                   |
| Cape May                                     | Naval Air Station Wildwood Aviation Museum                                        | 30   | usnasw.org                                                                                |
| Holmdel                                      | Vietnam Era Museum & Educational Center                                           | 1    | njvvmf.org                                                                                |
| Lumberton                                    | Air Victory Museum                                                                | 13   | airvictorymuseum.org                                                                      |
| Lakehurst                                    | Navy Lakehurst Historical Society                                                 | -    | nlhs.com                                                                                  |
| Millville                                    | Millville Army Air Field Museum                                                   | 3    | p47millville.org                                                                          |
| Rio Grande                                   | Forgotten Warriors Vietnam Museum                                                 | 5    | aviationmuseum.eu                                                                         |
| Sea Girt                                     | National Guard Militia Museum of New Jersey                                       | 5    | njmilitiamuseum.org                                                                       |
| Teterboro                                    | Aviation Hall of Fame and Museum of New Jersey                                    | 7+   | njahof.org                                                                                |
| New Mexico                                   |                                                                                   |      |                                                                                           |
| Alamogordo                                   | New Mexico Museum of Space History                                                | 1+   | nmspacemuseum.org                                                                         |
| Albuquerque                                  | Anderson-Abruzzo Albuquerque International Balloon Museum                         | –    | balloonmuseum.com                                                                         |
| Albuquerque                                  | National Museum of Nuclear Science and History                                    | 4+   | nuclearmuseum.org                                                                         |
| Clovis                                       | Cannon Air Force Base Memorial Park                                               | 9    | cannon.af.mil                                                                             |
| Hobbs                                        | Commemorative Air Force – New Mexico Wing                                         | 8    | aviationmuseum.eu                                                                         |
| Las Cruces                                   | White Sands Missile Range Museum                                                  | 4    | wsmrmuseum.com                                                                            |
| Moriarty                                     | Commemorative Air Force – Lobo Wing                                               | 2    | lobowing.org                                                                              |
| Moriarty                                     | Southwest Soaring Museum                                                          | 55   | aviationmuseum.eu                                                                         |
| Roswell                                      | Walker Aviation Museum                                                            | -    | wafbmuseum.org                                                                            |
| Santa Teresa                                 | War Eagles Air Museum                                                             | 40+  | war-eagles-air-museum.com                                                                 |
| Tucumcari                                    | Tucumcari Historical Museum                                                       | 1    | aviationmuseum.eu                                                                         |
| New York                                     |                                                                                   |      |                                                                                           |
| Albany                                       | New York State Museum                                                             | 2    | nysm.nysed.gov                                                                            |
| Brooklyn                                     | Historic Aircraft Restoration Project                                             | 12   | aviationmuseum.eu                                                                         |
| Buffalo                                      | Buffalo and Erie County Naval & Military Park                                     | 6    | buffalonavalpark.org                                                                      |
| Calverton                                    | Grumman Memorial Park                                                             | 2    | grummanpark.org                                                                           |
| Elmira                                       | National Soaring Museum                                                           | 75+  | soaringmuseum.org                                                                         |
| Farmingdale                                  | American Airpower Museum                                                          | 29   | americanairpowermuseum.com                                                                |
| Garden City                                  | Cradle of Aviation Museum                                                         | 65   | cradleofaviation.org                                                                      |
| Geneseo                                      | National Warplane Museum                                                          | 17+  | 1941hag.org                                                                               |
| Glenville                                    | Empire State Aeroscience Museum                                                   | 43   | esam.org                                                                                  |
| Hammondsport                                 | Glenn H. Curtiss Museum                                                           | 26   | glennhcurtissmuseum.org                                                                   |
| Horseheads                                   | Wings of Eagles Discovery Center                                                  | 18   | wingsofeagles.com                                                                         |
| New York City                                | Hall of Science                                                                   | -    | nysci.org                                                                                 |
| New York City                                | Intrepid Sea-Air-Space Museum                                                     | 30+  | intrepidmuseum.org                                                                        |
| New York City                                | Museum of Modern Art                                                              | 1    | moma.org                                                                                  |
| Niagara Falls                                | Niagara Aerospace Museum                                                          | 9    | niagaraaerospacemuseum.org                                                                |
| Oriskany                                     | Oriskany Village Museum                                                           | 1    | oriskanymuseum.com                                                                        |
| Rhinebeck                                    | Old Rhinebeck Aerodrome                                                           | 60+  | oldrhinebeck.org                                                                          |
| Romulus                                      | Sampson Memorial Museum                                                           | 2    | rpadden.com                                                                               |
| North Carolina                               |                                                                                   |      |                                                                                           |
| Asheboro                                     | North Carolina Aviation Museum and Hall of Fame                                   | 14   | ncaviationmuseumhalloffame.com                                                            |
| Charlotte                                    | Sullenberger Aviation Museum vorm. Carolinas Aviation Museum                      | 34   | carolinasaviation.org                                                                     |
| Fayetteville, Fort Bragg                     | Airborne and Special Operations Museum                                            | 6    | asomf.org                                                                                 |
| Havelock                                     | Havelock Tourist and Event Center                                                 | 7    | havelockevents.com                                                                        |
| Hendersonville                               | Western North Carolina Air Museum                                                 | 15   | wncairmuseum.com                                                                          |
| Hickory                                      | Hickory Aviation Museum                                                           | 11   | hickoryaviationmuseum.org                                                                 |
| Kitty Hawk                                   | Wright Brothers National Memorial                                                 | 2    | nps.gov                                                                                   |
| Kure Beach                                   | North Carolina Military History Museum                                            | 1    | aviationmuseum.eu                                                                         |
| Manteo                                       | Dare County Regional Airport Museum                                               | –    | aviationmuseum.eu                                                                         |
| Raleigh                                      | North Carolina Museum of History                                                  | 3    | ncmuseumofhistory.org                                                                     |
| Spencer                                      | North Carolina Transportation Museum                                              | 4    | nctrans.org                                                                               |
| Topsail Beach                                | Missiles and More Museum                                                          | –    | missilesandmoremuseum.org                                                                 |
| Wilmington                                   | USS North Carolina Battleship Memorial                                            | 1    | battleshipnc.com                                                                          |
| North Dakota                                 |                                                                                   |      |                                                                                           |
| Fargo                                        | Fargo Air Museum                                                                  | 22   | fargoairmuseum.org                                                                        |
| Fargo                                        | North Dakota Air National Guard Collection                                        | 8    | aviationmuseum.eu                                                                         |
| Grand Forks                                  | Grand Forks AFB Air Park                                                          | 7    | grandforks.af.mil                                                                         |
| Hatton                                       | Hatton-Eielson Museum                                                             | –    | hattonmuseum.com                                                                          |
| Minot                                        | Dakota Territory Air Museum                                                       | 37   | dakotaterritoryairmuseum.com                                                              |
| West Fargo                                   | Bonanzaville – Eagles Air Museum                                                  | 17   | bonanzaville.org                                                                          |
| Ohio                                         |                                                                                   |      |                                                                                           |
| Batavia                                      | Tri-State Warbird Museum                                                          | 9    | tri-statewarbirdmuseum.org                                                                |
| Caroll                                       | Historical Aircraft Squadron                                                      | 8    | historicalaircraftsquadron.com                                                            |
| Cincinnati                                   | Cincinnati Aviation Heritage Society and Museum                                   | 1    | cahslunken.org                                                                            |
| Cleveland                                    | Crawford Auto Aviation Collection                                                 | 11   | wrhs.org                                                                                  |
| Cleveland                                    | International Women’s Air & Space Museum                                          | 1    | iwasm.org                                                                                 |
| Cleveland                                    | NASA John H. Glenn Research Center                                                | –    | nasa.gov                                                                                  |
| Dayton                                       | National Aviation Hall of Fame                                                    | –    | nationalaviation.org                                                                      |
| Dayton                                       | National Museum of the United States Air Force, ehem. US Air Force Museum         | 300+ | nationalmuseum.af.mil                                                                     |
| Groveport                                    | Motts Military Museum                                                             | 4    | mottsmilitarymuseuminc.com                                                                |
| Miamisburg                                   | Wright B Museum                                                                   | 2    | wright-b-flyer.org                                                                        |
| North Canton                                 | MAPS Air Museum                                                                   | 27   | mapsairmuseum.org                                                                         |
| Port Clinton                                 | Liberty Aviation Museum                                                           | 4+   | libertyaviationmuseum.org                                                                 |
| Troy                                         | WACO Air Museum & Aviation Learning Center                                        | 9    | wacoairmuseum.org                                                                         |
| Urbana                                       | Champaign Aviation Museum                                                         | 10   | champaignaviationmuseum.org                                                               |
| Urbana                                       | Grimes Flying Lab Foundation                                                      | 3    | visitnaha.com                                                                             |
| Wapakoneta                                   | Armstrong Air and Space Museum                                                    | 2+   | armstrongmuseum.org                                                                       |
| Oklahoma                                     |                                                                                   |      |                                                                                           |
| Bartlesville                                 | Phillips Petroleum Company Museum                                                 | 1    | phillips66museum.com                                                                      |
| Bartlesville                                 | Woolaroc Museum                                                                   | 1    | woolaroc.org                                                                              |
| Bethany                                      | Oklahoma Museum of Flying                                                         | 6    | facebook.com                                                                              |
| Frederick                                    | World War II Airborne Demonstration Team                                          | 2    | wwiiadt.org                                                                               |
| Oklahoma City                                | 45th Infantry Division Museum                                                     | 14   | 45thdivisionmuseum.com                                                                    |
| Oklahoma City                                | 99'S Museum of Women Pilots                                                       | –    | museumofwomenpilots.org                                                                   |
| Oklahoma City                                | Science Museum Oklahoma                                                           | 29   | sciencemuseumok.org                                                                       |
| Stillwater                                   | Stillwater Airport Memorial Museum                                                | –    | aviationmuseum.eu                                                                         |
| Tinker Air Force Base                        | Tinker AFB – Charles B Hall Airpark                                               | 12   | tinker.af.mil                                                                             |
| Tulsa                                        | Tulsa Air and Space Museum and Planetarium                                        | 17   | tulsamuseum.org                                                                           |
| Weatherford                                  | Stafford Air and Space Museum                                                     | 13+  | staffordmuseum.org                                                                        |
| Oregon                                       |                                                                                   |      |                                                                                           |
| Clackamas                                    | Oregon Military Museum                                                            | 2    | oregonmilitarymuseum.org                                                                  |
| Eugene                                       | Oregon Air and Space Museum                                                       | 24   | oasmuseum.com                                                                             |
| Hillsboro                                    | Classic Aircraft Aviation Museum                                                  | 11   | classicaircraft.org                                                                       |
| Hood River                                   | Western Antique Aeroplane and Automobile Museum                                   | 90+  | waaamuseum.org                                                                            |
| Madras                                       | Erickson Aircraft Collection                                                      | 26   | ericksoncollection.com                                                                    |
| McMinnville                                  | Evergreen Aviation & Space Museum                                                 | 75+  | evergreenmuseum.org – die Hughes H-4 Hercules ist hier ausgestellt.                       |
| Pendleton                                    | Pendleton Air Museum                                                              | 1+   | facebook.com                                                                              |
| Portland                                     | Oregon Museum of Science and Industry                                             | 1    | omsi.edu                                                                                  |
| Tillamook                                    | Tillamook Air Museum                                                              | 50   | tillamookair.com                                                                          |
| Pennsylvania                                 |                                                                                   |      |                                                                                           |
| Annville, Fort Indiantown                    | Pennsylvania National Guard Military Museum                                       | 5    | pngmilitarymuseum.org                                                                     |
| Beaver Falls                                 | Air Heritage Museum                                                               | 12   | airheritage.org                                                                           |
| Bethel                                       | Golden Age Air Museum                                                             | 37   | goldenageair.org                                                                          |
| Carlisle                                     | U.S. Army Heritage Museum and Education Center                                    | 2    | ahec.armywarcollege.edu                                                                   |
| Harrisburg                                   | The State Museum of Pennsylvania                                                  | 2    | statemuseumpa.org                                                                         |
| Horsham                                      | Harold F. Pitcairn Wings of Freedom Museum                                        | 19   | wingsoffreedommuseum.org                                                                  |
| Laporte                                      | Eagles Mere Air Museum                                                            | 26   | eaglesmereairmuseum.org                                                                   |
| Latrobe                                      | KLBE Air Museum                                                                   | 4    | ox5.org                                                                                   |
| Lock Haven                                   | Piper Aviation Museum                                                             | 16   | pipermuseum.com                                                                           |
| Philadelphia                                 | Franklin Institute Science Museum                                                 | 5    | www2.fi.edu                                                                               |
| Pittsburgh                                   | Moonshot Museum                                                                   | -    | moonshotmuseum.org                                                                        |
| Reading                                      | Mid-Atlantic Air Museum                                                           | 65+  | maam.org                                                                                  |
| Smethport                                    | Alleghany Arms and Armor Museum                                                   | 2    | aviationmuseum.eu                                                                         |
| West Chester                                 | American Helicopter Museum & Education Center                                     | 43   | helicoptermuseum.org                                                                      |
| Rhode Island                                 |                                                                                   |      |                                                                                           |
| North Kingstown                              | Quonset Air Museum                                                                | 40   | aviationmuseum.eu                                                                         |
| South Carolina                               |                                                                                   |      |                                                                                           |
| Columbia                                     | South Carolina State Museum                                                       | 1    | scmuseum.org                                                                              |
| Fort Jackson                                 | Fort Jackson Museum                                                               | 1    | fortjacksonhousing.com                                                                    |
| Gaffney                                      | Cherokee County Veterans Museum                                                   | 2    | aviationmuseum.eu                                                                         |
| Mount Pleasant                               | Patriots Point Naval and Maritime Museum, USS Yorktown (CV-10)                    | 29   | patriotspoint.org                                                                         |
| South Dakota                                 |                                                                                   |      |                                                                                           |
| Ellsworth Air Force Base                     | South Dakota Air and Space Museum                                                 | 30+  | sdairandspacemuseum.com                                                                   |
| Pierre                                       | South Dakota National Guard Museum                                                | 3    | aviationmuseum.eu                                                                         |
| Sioux Falls                                  | South Dakota ANG – Air Park                                                       | 5    | mva.sd.gov                                                                                |
| Tennessee                                    |                                                                                   |      |                                                                                           |
| Athens                                       | Swift Museum Foundation                                                           | 8    | swiftmuseumfoundation.org                                                                 |
| Halls                                        | The Veteran’s Museum                                                              | 2    | dyaab.us                                                                                  |
| Hixson                                       | Hixson Flight Museum                                                              | 8    | hixsonflightmuseum.org                                                                    |
| Memphis                                      | Graceland                                                                         | 2    | elvis.com                                                                                 |
| Portland                                     | Days Gone By Museum                                                               | 4    | daysgonebyportland.org                                                                    |
| Sevierville                                  | Tennessee Museum of Aviation                                                      | 25   | tnairmuseum.com                                                                           |
| Tullahoma                                    | Beechcraft Heritage Museum                                                        | 30   | beechcraftheritagemuseum.org                                                              |
| Texas                                        |                                                                                   |      |                                                                                           |
| Abilene                                      | Dyess Museum and Linear Air Park                                                  | 34   | dyess.af.mil                                                                              |
| Addison                                      | Cavanaugh Flight Museum                                                           | 50+  | cavflight.org                                                                             |
| Amarillo                                     | Texas Air and Space Museum                                                        | 8    | texasairandspacemuseum.org                                                                |
| Austin                                       | Texas Military Forces Museum                                                      | 11   | texasmilitaryforcesmuseum.org                                                             |
| Big Spring                                   | Hangar 25 Museum                                                                  | 9    | hangar25airmuseum.org                                                                     |
| Brownsville                                  | Commemorative Air Force – Rio Grande Valley Wing                                  | 5    | commemorativeairforce.org                                                                 |
| Burnet                                       | Commemorative Air Force – Highland Lakes Squadron – WWII Air Museum               | 8    | rgvwingcaf.com                                                                            |
| College Station                              | George Bush Presidential Library and Museum                                       | 1    | bushlibrary.tamu.edu                                                                      |
| Corpus Christi                               | USS Lexington Museum on the Bay                                                   | 23   | usslexington.com                                                                          |
| Corsicana                                    | Glenn Cumbie Museum of Aviation & Military History                                | 1    | aviationmuseum.eu                                                                         |
| Corsicana                                    | The Pierce Museum                                                                 | 1    | pearcecollections.us                                                                      |
| Dallas                                       | Frontiers of Flight Museum                                                        | 37   | flightmuseum.com                                                                          |
| Denison                                      | Perrin Air Force Base Historical Museum                                           | 2    | perrinafbhistoricalmuseum.org                                                             |
| El Paso                                      | National Border Patrol Museum                                                     | 2    | borderpatrolmuseum.com                                                                    |
| El Paso, Fort Bliss                          | U.S. Army Air Defense Artillery & Fort Bliss Museum                               | 2    | aviationmuseum.eu                                                                         |
| Fort Hood                                    | 1st Cavalry Division Museum                                                       | 8    | aviationmuseum.eu                                                                         |
| Fort Sam Houston                             | United States Army Medical Department Museum                                      | 3    | aviationmuseum.eu                                                                         |
| Fort Worth                                   | American Airlines C.R. Smith Museum                                               | 1+   | crsmithmuseum.org                                                                         |
| Fort Worth                                   | Fort Worth Aviation Museum                                                        | 26   | fortworthaviationmuseum.com                                                               |
| Fort Worth                                   | Fort Worth Museum of Science and History                                          | 3    | fwmuseum.org                                                                              |
| Fort Worth                                   | Vintage Flying Museum                                                             | 25   | vintageflyingmuseum.org                                                                   |
| Fredericksburg                               | National Museum of the Pacific War                                                | 5    | pacificwarmuseum.org                                                                      |
| Galveston                                    | Lone Star Flight Museum                                                           | 40   | lonestarflight.org                                                                        |
| Galveston                                    | Ocean Star Offshore Drilling Rig Museum                                           | 1    | energyeducation.org                                                                       |
| Gilmer                                       | Flight of the Phoenix Aviation Museum                                             | 7    | facebook.com                                                                              |
| Houston                                      | 1940 Air Terminal Museum                                                          | 6    | 1940airterminal.org                                                                       |
| Houston                                      | NASA Johnson Space Center                                                         | 2+   | spacecenter.org                                                                           |
| Houston                                      | National United States Armed Forces Museum                                        | 1    | nusafm.org                                                                                |
| Houston                                      | Houston Police Museum                                                             | 1    | houstontx.gov                                                                             |
| Kingsbury                                    | Pioneer Flight Museum                                                             | 19+  | pioneerflightmuseum.org                                                                   |
| Lackland Air Force Base                      | USAF Airman Heritage Museum                                                       | 47   | myairmanmuseum.org                                                                        |
| Lago Vista                                   | Lago Vista Airpower Museum                                                        | 3    | aviationmuseum.eu                                                                         |
| Lancaster                                    | Cold War Museum                                                                   | 23   | lancaster-tx.com                                                                          |
| Lancaster                                    | Commemorative Air Force – Dallas-Fort Worth Wing                                  | 5    | dfwwing.com                                                                               |
| Lubbock                                      | FiberMax Center for Discovery                                                     | 1    | agriculturehistory.org                                                                    |
| Lubbock                                      | Silent Wings Museum                                                               | 10   | ci.lubbock.tx.us                                                                          |
| Midland                                      | Commemorative Air Force – American Airpower Heritage Museum                       | 32   | airpowermuseum.org                                                                        |
| Midland                                      | Permian Basin Petroleum Museum                                                    | 1    | petroleummuseum.org                                                                       |
| Pampa                                        | Freedom Museum                                                                    | 4    | freedommuseumusa.wordpress.com                                                            |
| San Antonio                                  | Edward H. White II Memorial Museum                                                | 3    | nmspacemuseum.org                                                                         |
| San Antonio                                  | Texas Air Museum – Stinson Chapter                                                | 15   | texasairmuseum.org                                                                        |
| San Marcos                                   | Commemorative Air Force – Central Texas Wing                                      | 6    | centraltexaswing.org                                                                      |
| Schulenburg                                  | Stanzel Model Aircraft Museum                                                     | –    | stanzelmuseum.org                                                                         |
| Slaton                                       | Texas Air Museum – Caprock Chapter                                                | 24   | thetexasairmuseum.org                                                                     |
| Stonewall                                    | Lyndon B. Johnson National Historical Park                                        | 1    | nps.gov                                                                                   |
| Sweetwater                                   | National WASP WWII Museum                                                         | 1    | waspmuseum.org                                                                            |
| Terrell                                      | No.1 British Flying Training School Museum                                        | –    | bftsmuseum.org                                                                            |
| Tyler                                        | Historic Aviation Memorial Museum                                                 | 12+  | tylertexasonline.com                                                                      |
| Uvalde                                       | Aviation Museum of Texas                                                          | 8    | aviationmuseum.eu                                                                         |
| Weatherford                                  | National Vietnam War Museum                                                       | 1    | nationalvnwarmuseum.org                                                                   |
| Wichita Falls                                | Museum of North Texas History                                                     | 2    | facebook.com                                                                              |
| Utah                                         |                                                                                   |      |                                                                                           |
| Fort Douglas                                 | Fort Douglas Military Museum                                                      | 3    | fortdouglas.org                                                                           |
| Heber City                                   | Commemorative Air Force – Utah Wing Museum                                        | 4    | cafutahwing.org                                                                           |
| Ogden, Hill Air Force Base                   | Hill Aerospace Museum                                                             | 80+  | hill.af.mil, lowapproach.be                                                               |
| St. George                                   | Western Sky Aviation Warbird Museum                                               | 9    | westernskywarbirds.org                                                                    |
| Thiokol                                      | ATK Thiokol Rocket Display                                                        | -    | utahoutdooractivities.com                                                                 |
| Wendover                                     | Historic Wendover Airfield Museum                                                 | 1    | wendoverairbase.com                                                                       |
| Vermont                                      |                                                                                   |      |                                                                                           |
| Burlington                                   | Vermont ANG Heritage Park                                                         | 10   | aviationmuseum.eu                                                                         |
| Colchester                                   | Vermont Veterans Militia Museum                                                   | 5    | vt.public.ng.mil                                                                          |
| Post Mills                                   | Experimental Balloon and Airship Museum                                           | –    | aviationmuseum.eu                                                                         |
| Virginia                                     |                                                                                   |      |                                                                                           |
| Bealeton                                     | Flying Circus Airshow and Aerodrome                                               | 19   | flyingcircusairshow.com                                                                   |
| Bedford                                      | National D-Day Memorial                                                           | 1    | dday.org                                                                                  |
| Chantilly, Washington-Dulles-IAP             | Steven F. Udvar-Hazy Center (Teil des Smithsonian National Air and Space Museum)  | 175+ | airandspace.si.edu u. a. Boeing B-29 „Enola Gay“ und Space Shuttle Discovery              |
| Danville                                     | American Armoured Foundation Tank Museum                                          | 1    | aaftankmuseum.com                                                                         |
| Fort Belvoir                                 | National Museum of the United States Army                                         | 3    | thenmusa.org                                                                              |
| Fort Eustis                                  | US Army Transportation Museum                                                     | 25   | transportation.army.mil                                                                   |
| Fredericksburg                               | Shannon Air Museum                                                                | 11   | shannonairmuseum.com                                                                      |
| Hampton                                      | Air Power Park and Museum                                                         | 9    | aviationmuseum.eu                                                                         |
| Hampton                                      | Virginia Air & Space Center                                                       | 19   | vasc.org                                                                                  |
| Norfolk                                      | Nauticus – The National Maritime Center                                           | 2    | nauticus.org                                                                              |
| Richmond                                     | Science Museum of Virginia                                                        | 7    | smv.org                                                                                   |
| Roanoke                                      | Virginia Museum Of Transportation                                                 | 2    | vmt.org                                                                                   |
| Triangle                                     | National Museum of the Marine Corps                                               | 14   | usmcmuseum.com                                                                            |
| Virginia Beach                               | Military Aviation Museum                                                          | 45+  | militaryaviationmuseum.org                                                                |
| Virginia Beach                               | NAS Oceana Aviation Historical Park                                               | 12   | cnic.navy.mil                                                                             |
| Wallops Island                               | NASA Wallops Visitor Center                                                       | 1    | nasa.gov                                                                                  |
| Washington                                   |                                                                                   |      |                                                                                           |
| Burlington                                   | Heritage Flight Museum                                                            | 14   | heritageflight.org                                                                        |
| Chehalis                                     | Veterans Memorial Museum                                                          | 3    | veteransmuseum.org                                                                        |
| Concrete                                     | North Cascades Vintage Aircraft Museum                                            | 23   | aviationmuseum.eu                                                                         |
| Everett                                      | Flying Heritage Collection                                                        | 20+  | flyingheritage.com                                                                        |
| Everett                                      | Future of Flight Aviation Center & Boeing Tour                                    | 4    | futureofflight.org                                                                        |
| Everett                                      | The Museum of Flight Restoration Center                                           | 30   | museumofflight.org                                                                        |
| Fort Lewis                                   | Lewis Army Museum                                                                 | 1    | lewisarmymuseum.com                                                                       |
| McChord Air Force Base                       | McChord Air Museum                                                                | 19   | mcchordairmuseum.org                                                                      |
| Mukilteo                                     | Historic Flight at Kilo-7                                                         | 8    | historicflight.org                                                                        |
| Oak Harbor                                   | PBY Memorial Foundation Naval Heritage Center                                     | 1    | pbymf.org                                                                                 |
| Olympia                                      | Olympic Flight Museum                                                             | 19   | olympicflightmuseum.com                                                                   |
| Port Townsend                                | Port Townsend Aero Museum                                                         | 31   | ptaeromuseum.com                                                                          |
| Seattle                                      | Museum of Flight                                                                  | 124  | museumofflight.org                                                                        |
| Seattle                                      | Museum of History and Industry                                                    | 1    | mohai.org                                                                                 |
| Spokane                                      | Historic Flight Foundation Spokane                                                | 6    | historicflight.org                                                                        |
| Spokane                                      | Honor Point Military and Aerospace Museum                                         | 12   | honorpoint.org                                                                            |
| Vancouver                                    | Pearson Air Museum                                                                | 5+   | nps.gov                                                                                   |
| Yakima                                       | McAllister Museum of Aviation                                                     | 1    | mcallistermuseum.org                                                                      |
| West Virginia                                |                                                                                   |      |                                                                                           |
| Weirton                                      | Brooke-Hancock County Veterans Memorial Bridge and Park                           | 2    | aviationmuseum.eu                                                                         |
| Wisconsin                                    |                                                                                   |      |                                                                                           |
| Brodhead                                     | Kelch Aviation Museum                                                             | 11   | kelchmuseum.org                                                                           |
| Camp Douglas                                 | Wisconsin National Guard Museum                                                   | 14   | museumsusa.org                                                                            |
| Madison                                      | Wisconsin Veterans Museum                                                         | 3    | wisvetsmuseum.com                                                                         |
| Milwaukee                                    | Mitchell Gallery of Flight                                                        | 2    | mitchellgallery.org                                                                       |
| Oshkosh                                      | EAA AirVenture Museum                                                             | 195+ | airventuremuseum.org                                                                      |
| Racine                                       | Southeast Wisconsin Aviation Museum                                               | 7    | aviationmuseum.eu                                                                         |
| Superior                                     | Richard I. Bong Veterans Historical Center                                        | 1    | bvhcenter.org                                                                             |
| Wyoming                                      |                                                                                   |      |                                                                                           |
| Afton                                        | CallAir Museum                                                                    | 3    | aviationmuseum.eu                                                                         |
| Cheyenne                                     | Wyoming National Guard Museum                                                     | 1    | wyomilitary.wyo.gov                                                                       |
| Dubois                                       | National Museum of Military Vehicles                                              | 2    | nmmv.org                                                                                  |
| Francis E. Warren Air Force Base             | Warren ICBM & Heritage Museum                                                     | 1    | warrenmuseum.com                                                                          |
| Greybull                                     | Museum of Aviation and Aerial Firefighting                                        | 10   | museumofflight.us                                                                         |
| Sheboygan Falls                              | Aviation Heritage Center of Wisconsin                                             | 2+   | ahcw.org                                                                                  |
| District of Columbia                         |                                                                                   |      |                                                                                           |
| Washington, D.C.                             | National Air and Space Museum (Smithsonian Institution)                           | 70+  | airandspace.si.edu                                                                        |
| Washington, D.C.                             | National Law Enforcement Museum                                                   | 1    | lawenforcementmuseum.org                                                                  |
| Washington, D.C.                             | National Museum of African American History and Culture                           | 1    | nmaahc.si.edu                                                                             |
| Washington, D.C.                             | National Postal Museum                                                            | 3    | postalmuseum.si.edu                                                                       |
| Washington, D.C.                             | Navy Museum                                                                       | 2    | history.navy.mil                                                                          |
| Washington, D.C.                             | Newseum                                                                           | 1    | newseum.org                                                                               |

## Südamerika

### Argentinien
| Ort            | Name des Museums (englisch/Landessprache) | Anzahl der Exponate | Bemerkungen / Quelle             |
| -------------- | ----------------------------------------- | ------------------- | -------------------------------- |
| Bahía Blanca   | Museo de la Aviacion Naval                | 28                  | museoaeronaval.wix.com           |
| Buenos Aires   | Museo Histórico de Gendarmería Naciona    | 1                   | argentina.gob.ar                 |
| Ciudadela      | Muceo Historico Del Ejercito Argentino    | 4                   | aviationmuseum.eu                |
| Córdoba        | Museo de la Industria de Córdoba          | 4+                  | xn--hitosdiseocordoba-nxb.com.ar |
| Luján          | Complejo Museográfico „Enrique Udaondo“   | 1                   | museolujanudaondo.blogspot.co.at |
| Morón          | Museo Nacional de Aerónautica             | 60                  | blogspot.com                     |
| Oliva          | Museo Nacional de Malvinas                | 4                   | es-es.facebook.com               |
| San Luis       | Museo Estancia Santa Romana               | 22                  | aviationmuseum.eu                |
| Tigre          | Museo Naval de la Nación                  | 2                   | aviationmuseum.eu                |
| Villa Mercedes | Museo Santa Romana                        | 22                  | aviationmuseum.eu                |

### Bolivien
| Ort     | Name des Museums (englisch/Landessprache)      | Anzahl der Exponate | Bemerkungen / Quelle          |
| ------- | ---------------------------------------------- | ------------------- | ----------------------------- |
| El Alto | Museo Aerospacial de la Fuerza Aérea Boliviana | 21                  | aviationmuseum.eu             |
| La Paz  | Acervo Histórico de la Fuerza Aérea Boliviana  | –                   | revistasbolivianas.ciencia.bo |

### Brasilien
| Ort                 | Name des Museums (englisch/Landessprache)                    | Anzahl der Exponate | Bemerkungen / Quelle                  |
| ------------------- | ------------------------------------------------------------ | ------------------- | ------------------------------------- |
| Baturité            | Museu EPCAR – Força Aérea Brasileira                         | 2                   | aviationmuseum.eu                     |
| Bebedouro           | Museu Eduardo André Matarazzo                                | 9+                  | aviationmuseum.eu                     |
| Campo Grande        | Museu da Aviação de Busca e Salvamento                       | 2+                  | cidade-brasil.com.br                  |
| Rio de Janeiro      | Espaço Cultural da Marinha                                   | 2                   | aviationmuseum.eu                     |
| Rio de Janeiro      | Museu Aeroespacial                                           | 110+                | musal.aer.mil.br                      |
| São Carlos          | Museu Asas de um Sonho / Museu TAM (Wings of a Dream Museum) | 100                 | aviationmuseum.eu derzeit geschlossen |
| São José dos Campos | Memorial Aeroespacial Brasileiro                             | 9                   | mab.cta.br                            |
| São Pedro da Aldeia | Museu da Aviação Naval                                       | 6                   | aviationmuseum.eu                     |

### Chile
| Ort               | Name des Museums (englisch/Landessprache) | Anzahl der Exponate | Bemerkungen / Quelle         |
| ----------------- | ----------------------------------------- | ------------------- | ---------------------------- |
| Lolol             | Museo del Automóvil                       | 2                   | aviationmuseum.eu            |
| Santiago de Chile | Museo Colección Jedimar                   | 2                   | museojedimar.cl              |
| Santiago de Chile | Museo Nacional Aeronautico y Del Espacio  | 90+                 | museoaeronautico.dgac.gob.cl |
| Santiago de Chile | Museo Historico de Carabineros de Chile   | 2                   | museocarabineros.cl          |
| Santiago de Chile | Museo Histórico y Militar de Chile        | 1                   | mhm.cl                       |
| Viña del Mar      | El Museo de la Aviación Naval de Chile    | 10+                 | facebook.com                 |

### Ecuador
| Ort   | Name des Museums (englisch/Landessprache) | Anzahl der Exponate | Bemerkungen / Quelle |
| ----- | ----------------------------------------- | ------------------- | -------------------- |
| Quito | Museo Aeronautico y del Espacio           | 35                  | fae.mil.ec           |
| Quito | Museo Policia Nacional del Ecuador        | 1                   | inehpol.gob.ec       |

### Falklandinseln
| Ort     | Name des Museums (englisch/Landessprache)  | Anzahl der Exponate | Bemerkungen / Quelle |
| ------- | ------------------------------------------ | ------------------- | -------------------- |
| Stanley | Falkland Islands Museum and National Trust | 2                   | falklands-museum.com |

### Französisch-Guyana
| Ort    | Name des Museums (englisch/Landessprache) | Anzahl der Exponate | Bemerkungen / Quelle |
| ------ | ----------------------------------------- | ------------------- | -------------------- |
| Kourou | Musée de l’Espace                         | -                   | cnes-csg.fr          |

### Guyana
| Ort                                            | Name des Museums (englisch/Landessprache) | Anzahl der Exponate | Bemerkungen / Quelle |
| ---------------------------------------------- | ----------------------------------------- | ------------------- | -------------------- |
| Georgetown, Cheddi Jagan International Airport | DC-3 Museum                               | 1                   | aviationmuseum.eu    |

### Kolumbien
| Ort                                        | Name des Museums (englisch/Landessprache) | Anzahl der Exponate | Bemerkungen / Quelle    |
| ------------------------------------------ | ----------------------------------------- | ------------------- | ----------------------- |
| Bogotá                                     | Museo Militar Colombia                    | 3                   | aviationmuseum.eu       |
| Bogotá, Aeropuerto Internacional El Dorado | Museo Aeroespacial Colombiano             | 33                  | museofac.mil.co         |
| Cali                                       | Museo Aereo Fenix                         | 12+                 | museoaereofenix.org     |
| Cota                                       | El Transportador Parque Tématico          | 3                   | aviationmuseum.eu       |
| Medellín                                   | Casa Museo Pablo Escobar                  | 1                   | pabloescobargaviria.com |

### Paraguay
| Ort         | Name des Museums (englisch/Landessprache)        | Anzahl der Exponate | Bemerkungen / Quelle |
| ----------- | ------------------------------------------------ | ------------------- | -------------------- |
| Loma Grande | MUSEO de la historia de Lineas Aéreas Paraguayas | 2                   | aviationmuseum.eu    |

### Peru
| Ort  | Name des Museums (englisch/Landessprache)   | Anzahl der Exponate | Bemerkungen / Quelle |
| ---- | ------------------------------------------- | ------------------- | -------------------- |
| Lima | Museo Aeronautico del Peru                  | 19                  | facebook.com         |
| Lima | Parque Temático de la Fuerza Aerea del Perú | 6                   | aviationmuseum.eu    |
| Lima | Parque del Aire                             | 14                  | aviationmuseum.eu    |

### Uruguay
| Ort        | Name des Museums (englisch/Landessprache)             | Anzahl der Exponate | Bemerkungen / Quelle |
| ---------- | ----------------------------------------------------- | ------------------- | -------------------- |
| Montevideo | Museo Aeronáutico „Coronel (Aviador) Jaime Meregalli“ | 41                  | artemercosur.org.uy  |

### Venezuela
| Ort     | Name des Museums (englisch/Landessprache) | Anzahl der Exponate | Bemerkungen / Quelle                     |
| ------- | ----------------------------------------- | ------------------- | ---------------------------------------- |
| Caracas | Museo del Transporte Guillermo José Schae | 5+                  | museodeltransportecaracas.blogspot.co.at |
| Maracay | Museo Aeronautico de Maracay              | 65                  | aviationmuseum.eu                        |

## Afrika

### Angola
| Ort            | Name des Museums (englisch/Landessprache)         | Anzahl der Exponate | Bemerkungen / Quelle |
| -------------- | ------------------------------------------------- | ------------------- | -------------------- |
| Cuando Cubango | Memorial to Victory of the Cuito Cuanavale Battle | 5                   | aviationmuseum.eu    |
| Luanda         | Museu das Forças Armadas                          | 4                   | aviationmuseum.eu    |
| Luanda         | Military Aviation Museum                          | 14                  | aviationmuseum.eu    |

### Ghana
| Ort    | Name des Museums (englisch/Landessprache) | Anzahl der Exponate | Bemerkungen / Quelle |
| ------ | ----------------------------------------- | ------------------- | -------------------- |
| Kumasi | Kumasi Fort – Ghana Armed Forces Museum   | 2                   | aviationmuseum.eu    |

### Mali
| Ort    | Name des Museums (englisch/Landessprache) | Anzahl der Exponate | Bemerkungen / Quelle |
| ------ | ----------------------------------------- | ------------------- | -------------------- |
| Bamako | Musée de l’Armée                          | 2+                  | aviationmuseum.eu    |

### Nigeria
| Ort     | Name des Museums (englisch/Landessprache) | Anzahl der Exponate | Bemerkungen / Quelle |
| ------- | ----------------------------------------- | ------------------- | -------------------- |
| Umuahia | National War Museum                       | 5                   | aviationmuseum.eu    |

### Sambia
| Ort         | Name des Museums (englisch/Landessprache) | Anzahl der Exponate | Bemerkungen / Quelle |
| ----------- | ----------------------------------------- | ------------------- | -------------------- |
| Livingstone | Livingstone Museum                        | 1                   | aviationmuseum.eu    |

### Simbabwe
| Ort   | Name des Museums (englisch/Landessprache) | Anzahl der Exponate | Bemerkungen / Quelle |
| ----- | ----------------------------------------- | ------------------- | -------------------- |
| Gweru | Zimbabwe Military Museum                  | 13                  | aviationmuseum.eu    |

### Südafrika
| Ort          | Name des Museums (englisch/Landessprache)             | Anzahl der Exponate | Bemerkungen / Quelle |
| ------------ | ----------------------------------------------------- | ------------------- | -------------------- |
| Bloemfontein | Queens Fort Military Museum                           | 3                   | aviationmuseum.eu    |
| Germiston    | South African Airways Museum Society (Flugplatz Rand) | 14                  | saamuseum.co.za      |
| Gqeberha     | South African Air Force Museum (AFS Port Elizabeth)   | 13                  | saafmuseum.org.za    |
| Johannesburg | Sci-Bono Discovery Centre                             | 2                   | sci-bono.co.za       |
| Johannesburg | South African National Museum of Military History     | 16                  | ditsong.org.za       |
| Kapstadt     | South African Air Force Museum (AFB Ysterplaat)       | 19                  | saafmuseum.org.za    |
| Kimberley    | Pioneers of Aviation Museum                           | 1                   | wheretostay.co.za    |
| Pretoria     | South African Air Force Museum (AFB Swartkop)         | 100+                | saafmuseum.org.za    |

## Naher Osten

### Ägypten
| Ort        | Name des Museums (englisch/Landessprache)       | Anzahl der Exponate | Bemerkungen / Quelle |
| ---------- | ----------------------------------------------- | ------------------- | -------------------- |
| El Alamein | El Alamein Military Museum                      | 2                   | aviationmuseum.eu    |
| Kairo      | Egyptian Air Force Museum-Almaza Airport Museum | 29                  | aviationmuseum.eu    |
| Kairo      | October 1973 War Panorama                       | 3                   | aviationmuseum.eu    |
| Kairo      | Egyptian national military museum               | 6+                  | richard-seaman.com   |

### Bahrein
| Ort    | Name des Museums (englisch/Landessprache) | Anzahl der Exponate | Bemerkungen / Quelle |
| ------ | ----------------------------------------- | ------------------- | -------------------- |
| Manama | Gulf Air 70th Anniversary Museum          | -                   | aviationmuseum.eu    |

### Iran
| Ort     | Name des Museums (englisch/Landessprache) | Anzahl der Exponate | Bemerkungen / Quelle |
| ------- | ----------------------------------------- | ------------------- | -------------------- |
| Teheran | Doshan Tappeh Airport Museum?             | 14                  | aviationmuseum.eu    |
| Teheran | Holy Defence Museum                       | 6                   | aviationmuseum.eu    |
| Teheran | Military Museum                           | -                   | aviationmuseum.eu    |
| Teheran | Tehran Aerospace Exhibition Center        | 35+                 | aviationmuseum.eu    |

### Israel
| Ort             | Name des Museums (englisch/Landessprache)               | Anzahl der Exponate | Bemerkungen / Quelle |
| --------------- | ------------------------------------------------------- | ------------------- | -------------------- |
| Hadera          | Technoda Center for Science and Technology Education    | 3                   | technoda.org.il      |
| Haifa           | Haifa Airport Museum                                    | 18                  | aviationmuseum.eu    |
| Haifa           | Israel National Museum of Science, Technology and Space | 1                   | madatech.org.il      |
| Chazerim        | Museum der israelischen Luftwaffe                       | 150+                | aviationmuseum.eu    |
| Kibbutz Revivim | Golda Meir Cultural Center                              | 2                   | aviationmuseum.eu    |

### Jordanien
| Ort   | Name des Museums (englisch/Landessprache) | Anzahl der Exponate | Bemerkungen / Quelle |
| ----- | ----------------------------------------- | ------------------- | -------------------- |
| Amman | Martyr’s Memorial and Military Museum     | 1                   | aviationmuseum.eu    |

### Jemen
| Ort   | Name des Museums (englisch/Landessprache) | Anzahl der Exponate | Bemerkungen / Quelle |
| ----- | ----------------------------------------- | ------------------- | -------------------- |
| Sanaa | Military Museum                           | 1                   | aviationmuseum.eu    |

### Kuwait
| Ort    | Name des Museums (englisch/Landessprache) | Anzahl der Exponate | Bemerkungen / Quelle |
| ------ | ----------------------------------------- | ------------------- | -------------------- |
| Kuwait | Educational Science Museum                | 4                   | ksnhm.weebly.com     |
| Kuwait | Kuwait Air Force Museum                   | 8                   | aviationmuseum.eu    |

### Libanon
| Ort   | Name des Museums (englisch/Landessprache) | Anzahl der Exponate | Bemerkungen / Quelle |
| ----- | ----------------------------------------- | ------------------- | -------------------- |
| Rayak | Lebanon Air Force Museum                  | 8                   | aviationmuseum.eu    |

### Oman
| Ort    | Name des Museums (englisch/Landessprache) | Anzahl der Exponate | Bemerkungen / Quelle |
| ------ | ----------------------------------------- | ------------------- | -------------------- |
| Maskat | Sultan’s Armed Forces Museum              | 6                   | aviationmuseum.eu    |

### Saudi-Arabien
| Ort  | Name des Museums (englisch/Landessprache) | Anzahl der Exponate | Bemerkungen / Quelle |
| ---- | ----------------------------------------- | ------------------- | -------------------- |
| Riad | Royal Saudi Air Force Museum              | 40                  | aviationmuseum.eu    |

### Syrien
| Ort      | Name des Museums (englisch/Landessprache) | Anzahl der Exponate | Bemerkungen / Quelle |
| -------- | ----------------------------------------- | ------------------- | -------------------- |
| Damaskus | Hospice Sulaymaniyah Military Museum      | 10                  | aviationmuseum.eu    |
| Damaskus | October Panorama Museum/Tishreen          | 3                   | aviationmuseum.eu    |

### Tunesien
| Ort     | Name des Museums (englisch/Landessprache) | Anzahl der Exponate | Bemerkungen / Quelle |
| ------- | ----------------------------------------- | ------------------- | -------------------- |
| Manouba | National Military Museum                  | 2                   | aviationmuseum.eu    |

### Türkei
| Ort                 | Name des Museums (englisch/Landessprache)                      | Anzahl der Exponate | Bemerkungen / Quelle    |
| ------------------- | -------------------------------------------------------------- | ------------------- | ----------------------- |
| Ankara              | ODTÜ Bilim ve Teknoloji Müzesi                                 | 9                   | aviationmuseum.eu       |
| Ankara              | Türk Hava Kurumu Müzesi                                        | 9                   | thk.org.tr              |
| Ankara / Çankaya    | Jandarma Museum                                                | 2                   | aviationmuseum.eu       |
| Ankara / Etimesgut  | Turkish Air Force Museum / Hava Kuvvetleri Müzesi Komutanlığı  | 35+                 | hvkk.tsk.tr             |
| Balçova             | İnciraltı Deniz Müzesi                                         | 1                   | izmirdergisi.com        |
| Eskişehir           | Eskişehir Havacılık Parkı ve Tayyare Müzesi                    | 17                  | aviationmuseum.eu       |
| Gölcuk              | Naval Museum / Deniz Müzesi                                    | 2                   | aviationmuseum.eu       |
| Istanbul            | Istanbul Military Museum / Askeri Müze                         | 3                   | aviationmuseum.eu       |
| Istanbul            | Rahmi M. Koç Müzesi                                            | 11                  | rmk-museum.org.tr       |
| Istanbul / Yeşilköy | Aviation Museum Yeşilköy / Yeşilköy Havacılık Müzesi           | 55+                 | hho.edu.tr              |
| Kayseri             | Kayseri Bilim Merkezi                                          | 1                   | kayseribilimmerkezi.com |
| Üsküdar             | Bilim Üsküdar                                                  | 1                   | bilimuskudar.org        |
| Yenişehir           | Mersin Deniz Müzesi                                            | 1                   | tsk.tr                  |
| Sivrihisar          | M.S.Ö. Air & Space Museum, Yeşilköy/M.S.Ö. Hava ve Uzay Müzesi | 13                  | msomuseum.com           |

### Vereinigte Arabische Emirate
| Ort        | Name des Museums (englisch/Landessprache) | Anzahl der Exponate | Bemerkungen / Quelle |
| ---------- | ----------------------------------------- | ------------------- | -------------------- |
| Bahrein    | Gulf Air 70th Anniversary Museum          | -                   | aviationmuseum.eu    |
| Dubai      | Etihad Museum                             | 1                   | aviationmuseum.eu    |
| Schardscha | Al Mahatta Museum                         | 5+                  | aviationmuseum.eu    |

## Asien

### Afghanistan
| Ort   | Name des Museums (englisch/Landessprache) | Anzahl der Exponate | Bemerkungen / Quelle |
| ----- | ----------------------------------------- | ------------------- | -------------------- |
| Kabul | OMAR Mine Museum                          | 10                  | aviationmuseum.eu    |

### Armenien
| Ort      | Name des Museums (englisch/Landessprache) | Anzahl der Exponate | Bemerkungen / Quelle |
| -------- | ----------------------------------------- | ------------------- | -------------------- |
| Alawerdi | Mikoyan Brothers Museum                   | 1                   | aviationmuseum.eu    |

### Aserbaidschan
| Ort  | Name des Museums (englisch/Landessprache) | Anzahl der Exponate | Bemerkungen / Quelle |
| ---- | ----------------------------------------- | ------------------- | -------------------- |
| Baku | Azerbaijan Military History Museum        | 10                  | aviationmuseum.eu    |

### Bangladesch
| Ort   | Name des Museums (englisch/Landessprache) | Anzahl der Exponate | Bemerkungen / Quelle |
| ----- | ----------------------------------------- | ------------------- | -------------------- |
| Dhaka | Liberation War Museum                     | 1                   | aviationmuseum.eu    |
| Dhaka | Bangladesh Air Force Museum               | 30                  | aviationmuseum.eu    |
| Dhaka | Bangladesh Military Museum                | 1                   | aviationmuseum.eu    |

### Hong Kong
| Ort                             | Name des Museums (englisch/Landessprache) | Anzahl der Exponate | Bemerkungen / Quelle |
| ------------------------------- | ----------------------------------------- | ------------------- | -------------------- |
| Hong Kong International Airport | Aviation Discovery Centre                 | -                   | aviationmuseum.eu    |
| Tsim Sha Tsui                   | Hong Kong Space Museum                    | 10                  | lcsd.gov.hk          |

### Indien
| Ort                | Name des Museums (englisch/Landessprache)      | Anzahl der Exponate | Bemerkungen / Quelle      |
| ------------------ | ---------------------------------------------- | ------------------- | ------------------------- |
| Bengaluru          | Hindustan Heritage Centre and Aerospace Museum | 16+                 | hal-india.com             |
| Bengaluru          | National Military Memorial Park                | 1                   | aviationmuseum.eu         |
| Bengaluru          | Dharmsthala Town Museum                        | 1+                  | aviationmuseum.eu         |
| Coimbatore         | Tamilnadu Police Museum                        | 1                   | tnpmcbe.in                |
| Kalkutta           | Naval Museum Kolkata                           | 1                   | aviationmuseum.eu         |
| Kochi              | SNC Maritime Museum                            | 1                   | aviationmuseum.eu         |
| Lansdowne          | Gahrwali Museum                                | 1                   | aviationmuseum.eu         |
| Mumbai             | Nehru Science Centre                           | 2                   | nehrusciencecentre.gov.in |
| Nashik             | HAL Museum / Pragati Aerospace Museum          | 3                   | aviationmuseum.eu         |
| Neu-Delhi, Palam   | Indian Air Force Museum                        | 45+                 | aviationmuseum.eu         |
| Shillong           | Indian Air Force Museum                        | 8                   | aviationmuseum.eu         |
| Vasco da Gama, Goa | Naval Aviation Museum                          | 13+                 | warbirds.in               |
| Visakhapatnam      | TU 142 Aircraft Museum                         | 2                   | aviationmuseum.eu         |

### Indonesien
| Ort                | Name des Museums (englisch/Landessprache)           | Anzahl der Exponate | Bemerkungen / Quelle             |
| ------------------ | --------------------------------------------------- | ------------------- | -------------------------------- |
| Batu               | Museum Angkut                                       | 9                   | jtp.id, aviationmuseum.eu        |
| Jakarta            | Army Museum / Museum TNI ABRI Satria Mandala        | 15+                 | aviationmuseum.eu                |
| Jakarta            | Taman Mini Indonesia/Museum Transportasi            | 5                   | tamanmini.com, aviationmuseum.eu |
| Juanda             | Museum Penerbangan TNI AL                           | 8                   | aviationmuseum.eu                |
| Yogyakarta         | Air Force Museum / Museum TNI AU Dirgantara Mandala | 55+                 | aviationmuseum.eu                |
| Yogyakarta Airport | Museum Engine R. Ahmad Imanullah                    | 3+                  | aviationmuseum.eu                |

### Japan
| Ort                  | Name des Museums (englisch/Landessprache)                      | Anzahl der Exponate | Bemerkungen / Quelle                              |
| -------------------- | -------------------------------------------------------------- | ------------------- | ------------------------------------------------- |
| Awaji                | Mitsu Keiki Collection                                         | 7                   | aviationmuseum.eu                                 |
| Bihoro               | Bihoro Aviation Park                                           | 5                   | aviationmuseum.eu                                 |
| Chiba                | Inage Civil Aviation Commemoration Center                      | 1+                  | aviationmuseum.eu                                 |
| Chikuzen             | Chikuzen Town’s Tachiarai Peace Memorial Museum                | 4                   | aviationmuseum.eu                                 |
| Chiyoda              | Yushukan                                                       | 3                   | yasukuni.or.jp, aviationmuseum.eu                 |
| Fujikawaguchiko      | Kawaguchiko Motor Museum and Zero Fighter Museum               | 18                  | car-airmuseum.com                                 |
| Gifu                 | Gifu Base Museum                                               | 8                   | aviationmuseum.eu                                 |
| Gifu                 | Kakamigahara Aerospace Science Museum                          | 43                  | aviationmuseum.eu                                 |
| Gifu                 | The Yamazaki Mazak Museum of Machine Tools                     | 3                   | machine-tools-museum.mazak.com, aviationmuseum.eu |
| Hamamatsu            | Japan Air Self-Defence Force Museum                            | 28+                 | aviationmuseum.eu                                 |
| Kanoya               | Japan Maritime Self-Defence Naval Aviation Museum              | 20                  | aviationmuseum.eu                                 |
| Kitakami             | American World                                                 | 1                   | americanworld.co.jp                               |
| Kisarazu             | Kisarazu Army Camp Museum                                      | 1                   | aviationmuseum.eu                                 |
| Komatsu              | Ishikawa Aviation Plaza / Ishikawakenritsu Koku Plaza          | 16                  | komatsuguide.jp                                   |
| Kure                 | Yamato Museum                                                  | 1                   | yamato-museum.com                                 |
| Minami-Kyūshū        | Chiran Peace Museum for Kamikaze Pilots                        | 5                   | chiran-tokkou.jp                                  |
| Minami-Satsuma       | Bansei Tokkō Peace Museum                                      | -                   | kamikazeimages.net                                |
| Misawa               | Misawa Aviation & Science Museum                               | 19                  | kokukagaku.jp aviationmuseum.eu                   |
| Naraha               | Old Car Center                                                 | 14                  | aviationmuseum.eu                                 |
| Nasu                 | Nasu War Museum                                                | 1+                  | nasu-sensou.jp (jp), achikochi-kanko.jp           |
| Omi                  | Hijiri Aviation Museum                                         | 4                   | aviationmuseum.eu                                 |
| Osaka                | Modern Transportation Museum                                   | 1                   | kouhaku.or.jp (jp)                                |
| Osaka                | Modern Transportation Museum                                   | 1                   | kouhaku.or.jp (jp)                                |
| Sayama               | Shubudai Memorial Hall                                         | 9                   | mod.go.jp (jp)                                    |
| Tochigi              | Nasu War Museum                                                | 2                   | sensouhakubutsukan.jp aviationmuseum.eu           |
| Tokio-Haneda-Airport | JAL Sky Museum                                                 | –                   | jal.com                                           |
| Tokio-Narita-Airport | Japan Airlines Safety Promotion Center                         | –                   | jal.com                                           |
| Tokio-Narita-Airport | Museum of Aeronautical Science                                 | 29+                 | aeromuseum.or.jp aviationmuseum.eu                |
| Tokio                | Tokyo Metropolitan Industrial Technology College of Technology | 10+                 | metro-cit.ac.jp                                   |
| Tokio                | Yasukuni-Schrein                                               | 3                   | yasukuni.or.jp                                    |
| Tokorozawa           | Tokorozawa Aviation Museum                                     | 30                  | tam-web.jsf.or.jp aviationmuseum.eu               |
| Toyoyama             | Aichi Kokukan Boon Museum/Aichi Museum of Flight               | 3                   | town.toyoyama.lg.jp aviationmuseum.eu             |
| Toyoyama             | MRJ Museum                                                     | -                   | mhi.com                                           |
| Tsukuba              | Science Museum of Map and Survey                               | 1                   | gsi.go.jp aviationmuseum.eu                       |
| Utsunomiya           | Waku Waku Grandy Science Land                                  | 2+                  | aviationmuseum.eu                                 |
| Yokohama             | The Japan Newspaper Museum                                     | 1                   | newspark.jp                                       |

### Kambodscha
| Ort       | Name des Museums (englisch/Landessprache) | Anzahl der Exponate | Bemerkungen / Quelle |
| --------- | ----------------------------------------- | ------------------- | -------------------- |
| Siem Reap | Siem Reap War Museum                      | 2                   | aviationmuseum.eu    |

### Kasachstan
| Ort      | Name des Museums (englisch/Landessprache)                                    | Anzahl der Exponate | Bemerkungen / Quelle |
| -------- | ---------------------------------------------------------------------------- | ------------------- | -------------------- |
| Astana   | 6866 Garison Museum                                                          | 13                  | aviationmuseum.eu    |
| Astana   | Military Historical Museum of the Armed Forces of the Republic of Kazakhstan | 2                   | aviationmuseum.eu    |
| Baikonur | Museum of the Baikonur Cosmodrome                                            | 3                   | aviationmuseum.eu    |

### Laos
| Ort       | Name des Museums (englisch/Landessprache) | Anzahl der Exponate | Bemerkungen / Quelle |
| --------- | ----------------------------------------- | ------------------- | -------------------- |
| Vientiane | Lao People’s Army History Museum          | 5                   | aviationmuseum.eu    |

### Malaysia
| Ort          | Name des Museums (englisch/Landessprache)                               | Anzahl der Exponate | Bemerkungen / Quelle |
| ------------ | ----------------------------------------------------------------------- | ------------------- | -------------------- |
| Kuala Lumpur | Muzium Polis Diraja Malaysia / Royal Malaysian Police Museum            | 1                   | aviationmuseum.eu    |
| Kuala Lumpur | Muzium Tentera Udara Diraja Malaysia / Royal Malaysian Air Force Museum | 36+                 | aviationmuseum.eu    |
| Malakka      | Laman Pengankutan Muzium Rakyat / Malacca Transport Museum Malaysia     | 1                   | aviationmuseum.eu    |
| Malakka      | Muzium Kapal Selam / Melacca Submarine Museum                           | 2                   | aviationmuseum.eu    |
| Malakka      | Muzium Samudera / Maritime Museum Melaka Malaysia                       | 1                   | aviationmuseum.eu    |
| Pekan        | Muzium Sultan Abu Bakar                                                 | 2                   | aviationmuseum.eu    |
| Pekan        | Surau Istana Abu Bakar                                                  | 2                   | aviationmuseum.eu    |
| Port Dickson | Muzium Tentera Darat / Port Dickson Army Museum                         | 5+                  | facebook.com         |
| Shah Alam    | Sultan Alam Shah Museum                                                 | 1                   | aviationmuseum.eu    |

### Mongolei
| Ort        | Name des Museums (englisch/Landessprache) | Anzahl der Exponate | Bemerkungen / Quelle |
| ---------- | ----------------------------------------- | ------------------- | -------------------- |
| Ulan Bator | Mongolian Military Museum                 | 1                   | aviationmuseum.eu    |

### Myanmar
| Ort       | Name des Museums (englisch/Landessprache) | Anzahl der Exponate | Bemerkungen / Quelle |
| --------- | ----------------------------------------- | ------------------- | -------------------- |
| Naypyidaw | Defence Services Museum                   | 43+                 | aviationmuseum.eu    |
| Rangun    | Drug Elimination Museum                   | 1+                  | aviationmuseum.eu    |

### Nepal
| Ort       | Name des Museums (englisch/Landessprache) | Anzahl der Exponate | Bemerkungen / Quelle |
| --------- | ----------------------------------------- | ------------------- | -------------------- |
| Kathmandu | Aviation Museum Sinamangal                | 1                   | aviationmuseum.eu    |

### Nordkorea
| Ort       | Name des Museums (englisch/Landessprache)                    | Anzahl der Exponate | Bemerkungen / Quelle |
| --------- | ------------------------------------------------------------ | ------------------- | -------------------- |
| Hyangsan  | Freundschaftsausstellung/International Friendship Exhibition | 1                   | aviationmuseum.eu    |
| Pjöngjang | People’s Army Museum of Weapons and Equipment                | 18                  | aviationmuseum.eu    |
| Pjöngjang | Victorius Fatherland Liberation War Museum                   | 13                  | aviationmuseum.eu    |

### Pakistan
| Ort        | Name des Museums (englisch/Landessprache) | Anzahl der Exponate | Bemerkungen / Quelle |
| ---------- | ----------------------------------------- | ------------------- | -------------------- |
| Karatschi  | Pakistan Air Force Museum                 | 46                  | pafmuseum.com.pk     |
| Karatschi  | Pakistan Maritime Museum                  | 2                   | paknavy.gov.pk       |
| Lahore     | Pakistan Army Museum and Heritage Center  | 6                   | aviationmuseum.eu    |
| Rawalpindi | Pakistan Army Museum                      | 2                   | aviationmuseum.eu    |
| Rawalpindi | Vintage Park Ayub National Park           | 7                   | aviationmuseum.eu    |

### Philippinen
| Ort          | Name des Museums (englisch/Landessprache) | Anzahl der Exponate | Bemerkungen / Quelle |
| ------------ | ----------------------------------------- | ------------------- | -------------------- |
| Angeles City | Air Force City Park                       | 5                   | aviationmuseum.eu    |
| Manila       | Philippine Air Force Museum               | 18                  | aviationmuseum.eu    |

### Republik China (Taiwan)
| Ort      | Name des Museums (englisch/Landessprache)       | Anzahl der Exponate | Bemerkungen / Quelle                                 |
| -------- | ----------------------------------------------- | ------------------- | ---------------------------------------------------- |
| Gangshan | Aviation Education Exhibition Hall              | 45                  | aeeh.com.tw, aviationmuseum.eu                       |
| Gangshan | Republic Of China Air Force Museum (Old Museum) | 9                   | aviationmuseum.eu                                    |
| Taoyuan  | Taoyuan Airport Aviation Museum                 | 10+                 | taoyuan-airport.com (chinesisch) derzeit geschlossen |

### Singapur
| Ort      | Name des Museums (englisch/Landessprache) | Anzahl der Exponate | Bemerkungen / Quelle |
| -------- | ----------------------------------------- | ------------------- | -------------------- |
| Singapur | Air Force Museum                          | 15+                 | mindef.gov.sg        |
| Singapur | Science Centre Singapore                  | 3                   | science.edu.sg       |
| Singapur | S’pore Discovery Centre                   | 3                   | sdc.com.sg           |

### Sri Lanka
| Ort               | Name des Museums (englisch/Landessprache) | Anzahl der Exponate | Bemerkungen / Quelle |
| ----------------- | ----------------------------------------- | ------------------- | -------------------- |
| Colombo-Ratmalana | Sri Lanka Air Force Museum                | 10+                 | airforcemuseum.lk    |

### Südkorea
| Ort         | Name des Museums (englisch/Landessprache)              | Anzahl der Exponate | Bemerkungen / Quelle |
| ----------- | ------------------------------------------------------ | ------------------- | -------------------- |
| Busan       | Busan War Memorial                                     | 3                   | aviationmuseum.eu    |
| Daejeon     | Waegan War Memorial Museum                             | 1                   | aviationmuseum.eu    |
| Daejeon     | Daejeon National Cemetery                              | 10                  | aviationmuseum.eu    |
| Dongducheon | Freedom Protection Peace Museum / si gyeonggi-do korea | 3                   | aviationmuseum.eu    |
| Gasan-myeon | Dabudong War Memorial Museum                           | 3                   | dabu.or.kr           |
| Goseong     | Goseong Unification Observatory                        | 2                   | hangkong.ac.kr       |
| Goyang      | Korea Aerospace University Aerospace Museum            | 9                   | aviationmuseum.eu    |
| Gunsan      | Jinpo Maritime Theme Park                              | 7                   | aviationmuseum.eu    |
| Incheon     | Incheon Landing Operation Memorial                     | 2                   | aviationmuseum.eu    |
| Muan        | Hodam Air and Space Center                             | 12                  | aviationmuseum.eu    |
| Osan        | Task Force Smith Museum                                | 1                   | osan.go.kr           |
| Paju        | Imjingak War Memorial                                  | 3                   | aviationmuseum.eu    |
| Pohang      | 6th air Wing History Museum                            | 7                   | aviationmuseum.eu    |
| Sacheon     | KAI Aerospace Museum                                   | 22                  | aviationmuseum.eu    |
| Seongmu     | Republic of Korea Air Force Museum                     | 30                  | aviationmuseum.eu    |
| Seoul       | Boramae Park                                           | 8                   | aviationmuseum.eu    |
| Seoul       | National Aviation Museum of Korea                      | 14                  | aviation.or.kr       |
| Seoul       | War Memorial Museum                                    | 32                  | warmemo.or.kr        |
| Seogwipo    | Jeju Air and Space Museum / Korean Air Museum          | 35                  | jdc-jam.com          |
| Sunchang    | Food Science Museum                                    | 1                   | aviationmuseum.eu    |
| Yecheon     | Yecheon Loyalty and Filial Piety Theme Park            | 3                   | aviationmuseum.eu    |
| Yeongcheon  | Choi Mu Seon Science Museum                            | 4                   | aviationmuseum.eu    |

### Thailand
| Ort            | Name des Museums (englisch/Landessprache) | Anzahl der Exponate | Bemerkungen / Quelle |
| -------------- | ----------------------------------------- | ------------------- | -------------------- |
| Ban Kong Niam  | Khao Kho Weapon Museum                    | 4                   | aviationmuseum.eu    |
| Bangkok        | Directorate of Air Operations Control     | 2                   | aviationmuseum.eu    |
| Bangkok        | National Science Centre For Education     | 4                   | aviationmuseum.eu    |
| Bangkok        | Ram Inthra Police Museum                  | 9                   | aviationmuseum.eu    |
| Bangkok        | Royal Thai Air Force Museum               | 85+                 | aviationmuseum.eu    |
| Bangkok        | Royal Thai Air Force Aviation Park        | 5                   | aviationmuseum.eu    |
| Chiang Mai     | Chiang Mai Air Museum                     | 5+                  | the-wanderling.com   |
| Kanchanaburi   | JEAT War Museum                           | 2                   | aviationmuseum.eu    |
| Kanchanaburi   | Vietnam War Veterans Museum               | 4                   | aviationmuseum.eu    |
| Khao Phra Ngam | Royal Thai Army Aviation Museum           | 20                  | aviationmuseum.eu    |
| Khlong Luang   | Golden Jubilee Museum of Agriculture      | 2                   | aviationmuseum.eu    |
| Nakhon Chaisri | Jesada Technik Museum                     | 11                  | aviationmuseum.eu    |
| Phetchabun     | Khao Kho War Memorial                     | 2                   | tourismthailand.org  |
| Samut Prakan   | Royal Thai Navy Museum                    | 1                   | navy.mi.th           |
| U-Tapao        | Naval Aviation Museum                     | 12                  | aviationmuseum.eu    |

### Usbekistan
| Ort       | Name des Museums (englisch/Landessprache) | Anzahl der Exponate | Bemerkungen / Quelle |
| --------- | ----------------------------------------- | ------------------- | -------------------- |
| Taschkent | Aviation Production Association           | 4                   | aviationmuseum.eu    |

### Volksrepublik China
| Ort                  | Name des Museums (englisch/Landessprache)                                 | Anzahl der Exponate | Bemerkungen / Quelle             |
| -------------------- | ------------------------------------------------------------------------- | ------------------- | -------------------------------- |
| Chengdu              | LCA Aviation Museum                                                       | 11+                 | aviationmuseum.eu                |
| Guilin               | Flying Tiger Heritage Park                                                | 1                   | aviationmuseum.eu                |
| Dandong              | Korean War Memorial Museum                                                | 4                   | aviationmuseum.eu                |
| Jiangxi              | Science and Technology Museum                                             | 10+                 | aviationmuseum.eu                |
| Liuzhou              | Liuzhou Military Museum                                                   | 8                   | aviationmuseum.eu                |
| Lushan               | Lushan Aviation Exhibition Centre                                         | 20+                 | aviationmuseum.eu                |
| Nanchang             | Jiangxi Science and Technology Museum                                     | 10                  | aviationmuseum.eu                |
| Nanchang             | Military Theme Park Nanchang                                              | 13                  | aviationmuseum.eu                |
| Peking, Changping    | Chinesisches Luftfahrtmuseum                                              | 200+                | aviationmuseum.eu                |
| Peking, Changping    | Chinesisches Museum für Zivilluftfahrt / Zhongguo Minhang Bowuguan        | 14                  | caacmuseum.cn aviationmuseum.eu  |
| Peking, Fengtai      | Chinese Space Museum                                                      | –                   | aviationmuseum.eu                |
| Peking, Haidian      | Beijing Aviation Museum/Beihang University (BUAA)                         | 30                  | aviationmuseum.eu                |
| Peking, Haidian      | Militärmuseum der chinesischen Volksrevolution                            | 28                  | jb.mil.cn aviationmuseum.eu      |
| Qingdao              | Qingdao Naval Museum                                                      | 20                  | aviationmuseum.eu                |
| Shanghai, Anzhuang   | Oriental Green Boat Park                                                  | 19                  | aviationmuseum.eu                |
| Shanghai, Zhujiajiao | Shanghai Aviation Exhibition Hall / Shanghai Aerospace Enthusiasts Centre | 13                  | shapc.org aviationmuseum.eu      |
| Shenyang             | Shenyang Aircraft Corporation Museum                                      | 11                  | aviationmuseum.eu                |
| Shenzhen             | Minsk World                                                               | 15                  | aviationmuseum.eu                |
| Shihezi              | Xinjiang Army Reclamation Museum                                          | 1                   | aviationmuseum.eu                |
| Tianjin              | Binhai Aircraft Carrier Theme Park                                        | 16                  | binhaipark.cn, aviationmuseum.eu |
| Xiamen               | Red Dot Design Museum                                                     | 1                   | red-dot-design-museum.org        |
| Xi’an                | NPU University – Xi’an Aviation Museum                                    | 12                  | aviationmuseum.eu                |
| Yinchuan             | Yinchuan Aviation Museum                                                  | 4                   | aviationmuseum.eu                |

### Vietnam
| Ort               | Name des Museums (englisch/Landessprache)                          | Anzahl der Exponate | Bemerkungen / Quelle |
| ----------------- | ------------------------------------------------------------------ | ------------------- | -------------------- |
| Biên Hòa          | Nha Bao tang Dong Nai Museum                                       | 4                   | aviationmuseum.eu    |
| Bình Phước        | Binh Phuoc Provincial Museum Đồng Xoài                             | 2                   | aviationmuseum.eu    |
| Cần Thơ           | Museum of Military Zone 9/Bao tàng Quân Khu 9                      | 5                   | aviationmuseum.eu    |
| Củ Chi            | Cu Chi War History Museum/Nha truyen thong Cu Chi                  | 2                   | aviationmuseum.eu    |
| Đà Nẵng           | Da Nang Air Base Museum                                            | 6                   | aviationmuseum.eu    |
| Đà Nẵng           | Museum of Military Zone 5/Bao tàng Quân Khu 5                      | 5                   | aviationmuseum.eu    |
| Hải Phòng         | Bảo Tàng Hải Quân Naval Museum                                     | 1                   | aviationmuseum.eu    |
| Hải Phòng         | Museum of Military Zone 3/Bao tàng Quân Khu 3                      | 2                   | aviationmuseum.eu    |
| Hanoi             | B-52 Lake                                                          | 1                   | aviationmuseum.eu    |
| Hanoi             | B-52 Victory Museum                                                | 2                   | aviationmuseum.eu    |
| Hanoi             | Civil Aviation Administration of Vietnam – Cuc Hang Khong Viet Nam | 2                   | aviationmuseum.eu    |
| Hanoi             | Vietnam Air Force Museum/Bao Tang Phong Khong – Khong Quan         | 20+                 | aviationmuseum.eu    |
| Hanoi             | Vietnam Military History Museum                                    | 8                   | aviationmuseum.eu    |
| Ho-Chi-Minh-Stadt | Air Force Museum – Tan Son Nhut                                    | 7                   | aviationmuseum.eu    |
| Ho-Chi-Minh-Stadt | Ho Chi Minh Museum                                                 | 3                   | aviationmuseum.eu    |
| Ho-Chi-Minh-Stadt | Ho Chi Minh City Museum                                            | 3                   | aviationmuseum.eu    |
| Ho-Chi-Minh-Stadt | Reunification Palace (Hoi Truong Thong Nhat)                       | 2                   | dinhdoclap.gov.vn    |
| Ho-Chi-Minh-Stadt | War Remnants Museum – Nha Trung Bay Toi Ac Chien Tranh             | 6                   | aviationmuseum.eu    |
| Huế               | Museum Thua Thien/Military Museum                                  | 4                   | aviationmuseum.eu    |
| Khe Sanh          | Khe Sanh Combat Base Museum/Di tích sân bay Tà Con                 | 4                   | aviationmuseum.eu    |
| Nha Trang         | Nha Trang Air Force Museum/Bao tàng Không quân Nha Trang           | 11                  | aviationmuseum.eu    |
| Tho Xuan          | 632 Aviation Regiment Museum                                       | 5                   | aviationmuseum.eu    |
| Vinh              | Museum of Military Zone 4/Bao tàng Quân Khu 4                      | 2                   | aviationmuseum.eu    |
| Vĩnh Long         | Vinh Long Museum/Bao tàng tonh Vĩnh Long                           | 4                   | aviationmuseum.eu    |

## Ozeanien

### Australien
| Australian Capital Territory |                                                               |     |                                     |
| Canberra                     | Australian War Memorial                                       | 18  | awm.gov.au                          |
| New South Wales              |                                                               |     |                                     |
| Albion Park Rail             | Historical Aircraft Restoration Society (HARS)                | 40  | hars.org.au                         |
| Bankstown                    | Australian Aviation Museum                                    | 37  | aamb.com.au                         |
| Camden                       | The Camden Museum of Aviation                                 | 17+ | camdenmuseumofaviation.com.au       |
| Evans Head                   | Evans Head Heritage Aviation Museum                           | 15  | ehham.org.au                        |
| Luskintyre                   | Luskintyre Aviation Flying Museum                             | 3+  | attractions.net.au                  |
| Mulwala                      | Yarrawonga-Mulwala Pioneer Museum                             | 3   | aviationmuseum.eu                   |
| Narromine                    | Narromine Aviation Museum                                     |     | narromineaviationmuseum.org.au      |
| Nowra                        | Fleet Air Arm Museum                                          | 35  | navy.gov.au                         |
| Sydney                       | Australian National Maritime Museum                           | 1   | anmm.gov.au                         |
| Sydney                       | Powerhouse Museum                                             | 4   | powerhousemuseum.com                |
| Temora                       | Temora Aviation Museum                                        | 16  | aviationmuseum.com.au               |
| Tocumwal                     | Tocumwal Historic Aerodrome Museum                            | 2   | tham.org.au                         |
| Wagga Wagga                  | RAAF Wagga Heritage Centre                                    | 5   | aviationmuseum.eu                   |
| Williamtown                  | Fighter World Museum                                          | 14  | fighterworld.com.au                 |
| Northern Territory           |                                                               |     |                                     |
| Alice Springs                | Central Australian Aviation Museum                            | 9   | www.aviationmuseum.eu               |
| Alice Springs                | Royal Flying Doctor Museum                                    | –   | rfdsalicesprings.com.au             |
| Darwin                       | The Australian Aviation Heritage                              | 5+  | darwinsairwar.com.au                |
| Queensland                   |                                                               |     |                                     |
| Amberley                     | RAAF Heritage Centre                                          | 8   | raafamberleyheritage.gov.au         |
| Brisbane                     | Queensland Museum                                             | 4   | qm.qld.gov.au                       |
| Brisbane                     | Sir Charles Kingsford Smith Memorial                          | 1   | monumentaustralia.org.au            |
| Bundaberg                    | Hinkler Hall of Aviation                                      | 4+  | hinklerhallofaviation.com           |
| Caboolture                   | Caboolture Warplane Museum                                    | 9   | www.caboolturewarplanemuseum.com.au |
| Caboolture                   | TAVAS – The Australian Vintage Aviation Society               | 14  | tavas.com.au                        |
| Caloundra                    | Queensland Air Museum                                         | 54  | aviationmuseum.eu                   |
| Longreach                    | Royal Flying Doctor Service Visitor Centre                    | 1   | aviationmuseum.eu                   |
| Longreach                    | Qantas Founders Museum                                        | 7+  | qfom.com.au                         |
| Mareeba                      | The Beck Museum                                               | 15  | ozatwar.com                         |
| Mareeba                      | Warbirds Adventures Aviation Museum                           | 9   | warbirdadventures.com.au            |
| Oakey                        | Museum of Australian Army Flying                              | 20+ | armyflyingmuseum.com.au             |
| Townsville                   | RAAF Townsville Museum                                        | 2   | airforce.gov.au                     |
| South Australia              |                                                               |     |                                     |
| Adelaide                     | Classic Jets Fighter Museum                                   | 18  | classicjets.com                     |
| Adelaide Airport             | Vickers Vimy IV Museum                                        | 1   | aviationmuseum.eu                   |
| Greenock                     | Lincoln Nitschke Aviation Collection/Greenock Aviation Museum | 13  | aviationmuseum.eu                   |
| Port Adelaide                | South Australian Aviation Museum                              | 27  | saam.org.au                         |
| Woomera                      | Woomera Aircraft and Missile Park                             | 3   | aviationmuseum.eu                   |
| Tasmanien                    |                                                               |     |                                     |
| Launceston                   | Queen Victoria Museum and Art Gallery                         | 2   | qvmag.tas.gov.au                    |
| Victoria                     |                                                               |     |                                     |
| Bacchus Marsh                | Australian Gliding Museum                                     | 60+ | australianglidingmuseum.org.au      |
| Ballarat                     | Ballarat Aviation Museum                                      | 20  | ballarataviationmuseum.com.au       |
| Bandiana                     | Army Museum Bandiana                                          | 2   | armymuseumbandiana.com.au/          |
| Hamilton                     | Sir Reginald Ansett Transport Museum                          | 1   | ansettmuseum.com.au                 |
| Lake Boga                    | Lake Boga Flying Boat Museum                                  | 2   | lakebogaflyingboat.com              |
| Melbourne                    | Australian National Aviation Museum – Moorabbin Air Museum    | 50  | aarg.com.au                         |
| Melbourne                    | Airways Museum & Civil Aviation Historical Society            | –   | airwaysmuseum.com                   |
| Newhaven                     | National Vietnam Veterans Museum                              | 6   | vietnamvetsmuseum.org               |
| Point Cook                   | RAAF Museum                                                   | 38  | defence.gov.au                      |
| Sale                         | Gippsland Armed Forces Museum                                 | 5   | gippslandarmedforcesmuseum.com      |
| Wangaratta                   | Wangaratta Airworld Museum                                    | 10+ | albury.net.au                       |
| Western Australia            |                                                               |     |                                     |
| Bull Creek                   | Aviation Heritage Museum of Western Australia                 | 35+ | aviationmuseumwa.org.au             |
| Cunderdin                    | Cunderdin Municipal Museum                                    | 1   | aviationmuseum.eu                   |
| Merredin                     | Merredin Military Museum                                      | 2   | aviationmuseum.eu                   |

### Französisch-Polynesien
| Ort     | Name des Museums (englisch/Landessprache) | Anzahl der Exponate | Bemerkungen / Quelle |
| ------- | ----------------------------------------- | ------------------- | -------------------- |
| Hiva Oa | Espace Jacques Brel                       | 1                   | aviationmuseum.eu    |

### Neuseeland
| Ort          | Name des Museums (englisch/Landessprache)          | Anzahl der Exponate | Bemerkungen / Quelle                |
| ------------ | -------------------------------------------------- | ------------------- | ----------------------------------- |
| Ashburton    | Ashburton Aviation Museum                          | 10+                 | aviationmuseum.co.nz                |
| Auckland     | Auckland War Memorial Museum                       | 3                   | aucklandmuseum.com                  |
| Auckland     | Museum of Transport and Technology                 | 45+                 | motat.org.nz                        |
| Blenheim     | Omaka Aviation Heritage Centre                     | 20                  | omaka.org.nz                        |
| Christchurch | Air Force Museum of New Zealand                    | 32                  | airforcemuseum.co.nz                |
| Christchurch | Ferrymead Aeronautical Society                     | 18                  | ferrymeadaero.org.nz                |
| Geraldine    | Geraldine Vintage Car and Machinery Museum         | 1                   | aviationmuseum.eu                   |
| Gore         | Croydon Aviation Heritage Centre                   | 26                  | croydonaviation.co.nz               |
| Gore         | Gore Air Force and Ag-Aviation Museum              | 6                   | aviationmuseum.eu                   |
| Hamilton     | Agricultural Heritage Museum                       | 1                   | aviationmuseum.eu                   |
| Kaiapoi      | New Zealand Helicopter Heritage Museum             | 12                  | nzhelicopterheritage.synthasite.com |
| Nelson       | Founders Heritage Park                             | 1                   | founderspark.co.nz                  |
| New Plymouth | Taranaki Aviation, Transport and Technology Museum | 4                   | aviationmuseum.eu                   |
| Papakura     | New Zealand Warbirds Association                   | 11                  | nzwarbirds.org.nz                   |
| Paraparaumu  | Southward Car Museum                               | 4                   | southwardcarmuseum.co.nz            |
| Tauranga     | Classic Flyers Museum                              | 36                  | classicflyersnz.com                 |
| Timaru       | South Canterbury Aviation Heritage Centre          | 6                   | aviationmuseum.eu                   |
| Wanaka       | Wanaka Transport and Toy Museum                    | 13                  | nttmuseumwanaka.co.nz               |
| Wanaka       | Warbirds and Wheels Museum                         | 6                   | Dauerhaft geschlossen!              |
| Wellington   | Museum of New Zealand Te Papa Tongarewa            | 1                   | tepapa.govt.nz                      |

### Papua-Neuguinea
| Ort          | Name des Museums (englisch/Landessprache) | Anzahl der Exponate | Bemerkungen / Quelle  |
| ------------ | ----------------------------------------- | ------------------- | --------------------- |
| Goroka       | J.K. McCarthy Museum                      | 1+                  | aviationmuseum.eu     |
| Kokopo       | Kokopo War Museum                         | -                   | pacificwrecks.com     |
| Port Moresby | Papua New Guinea National Museum          | 2+                  | papuanewguinea.travel |

### Salomonen
| Ort     | Name des Museums (englisch/Landessprache) | Anzahl der Exponate | Bemerkungen / Quelle |
| ------- | ----------------------------------------- | ------------------- | -------------------- |
| Honiara | Betikama High School War Museum           | –                   | aviationmuseum.eu    |
| Honiara | Solomon Islands National Museum           | –                   | aviationmuseum.eu    |
| Vilu    | Vilu War Museum                           | –                   | aviationmuseum.eu    |